# Nudibranches de Méditerranée

Image satellite du bassin méditerranéen.

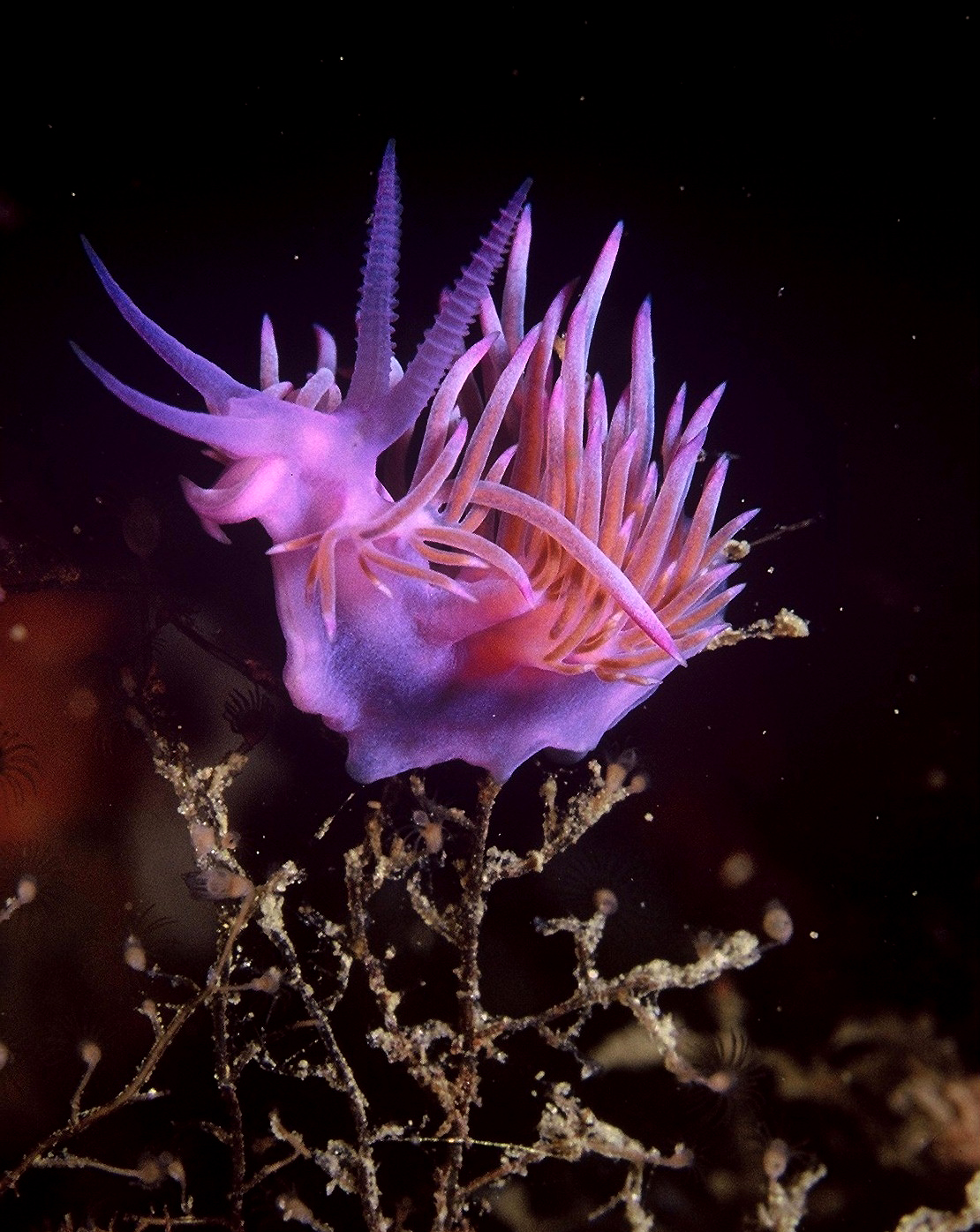
La flabelline (Flabellina affinis) est une des espèces les plus communes des côtes françaises rocheuses.

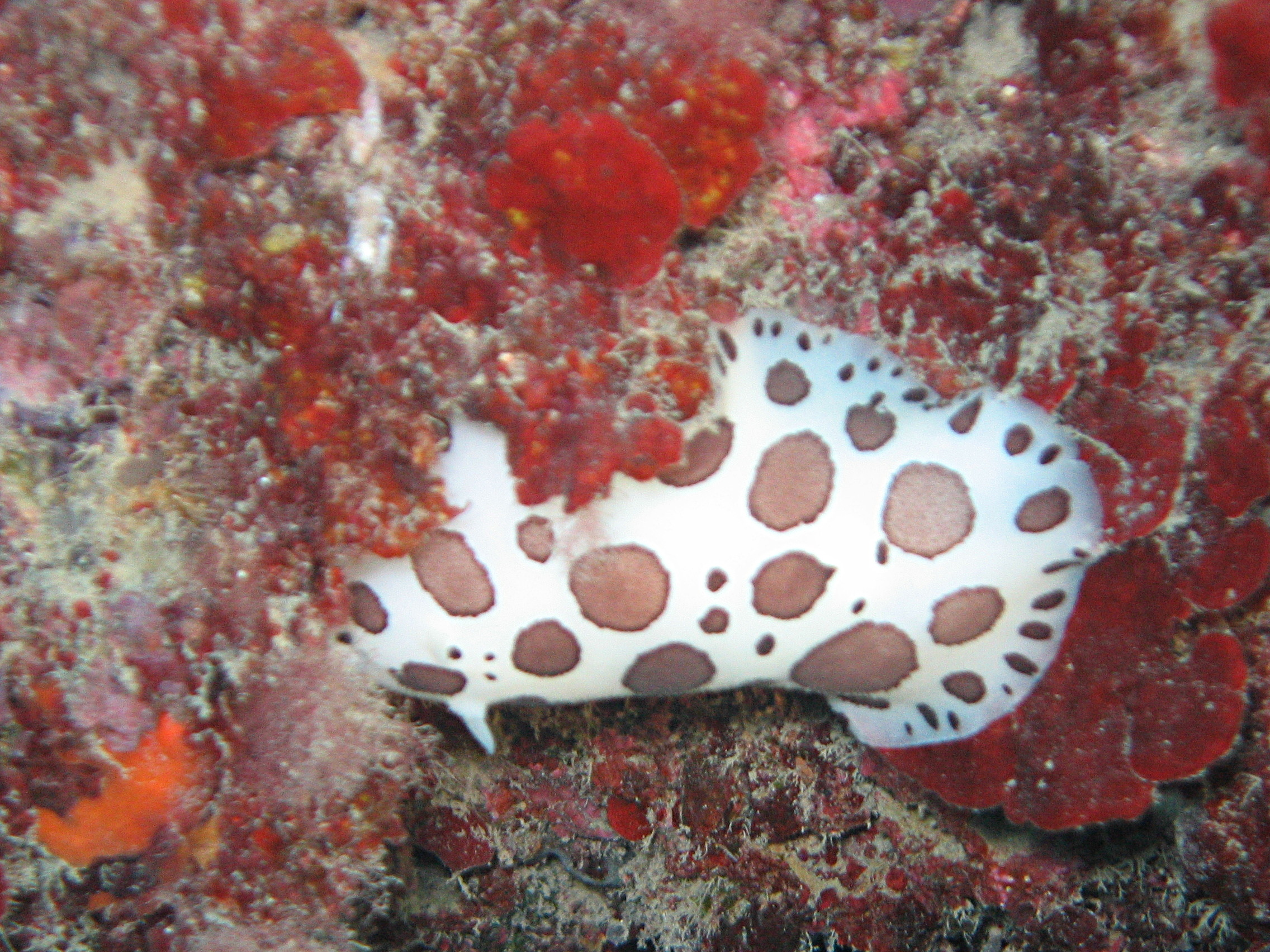
Le doris dalmatien (Peltodoris atromaculata) est une grosse espèce de nudibranche doridien assez commune et bien reconnaissable.

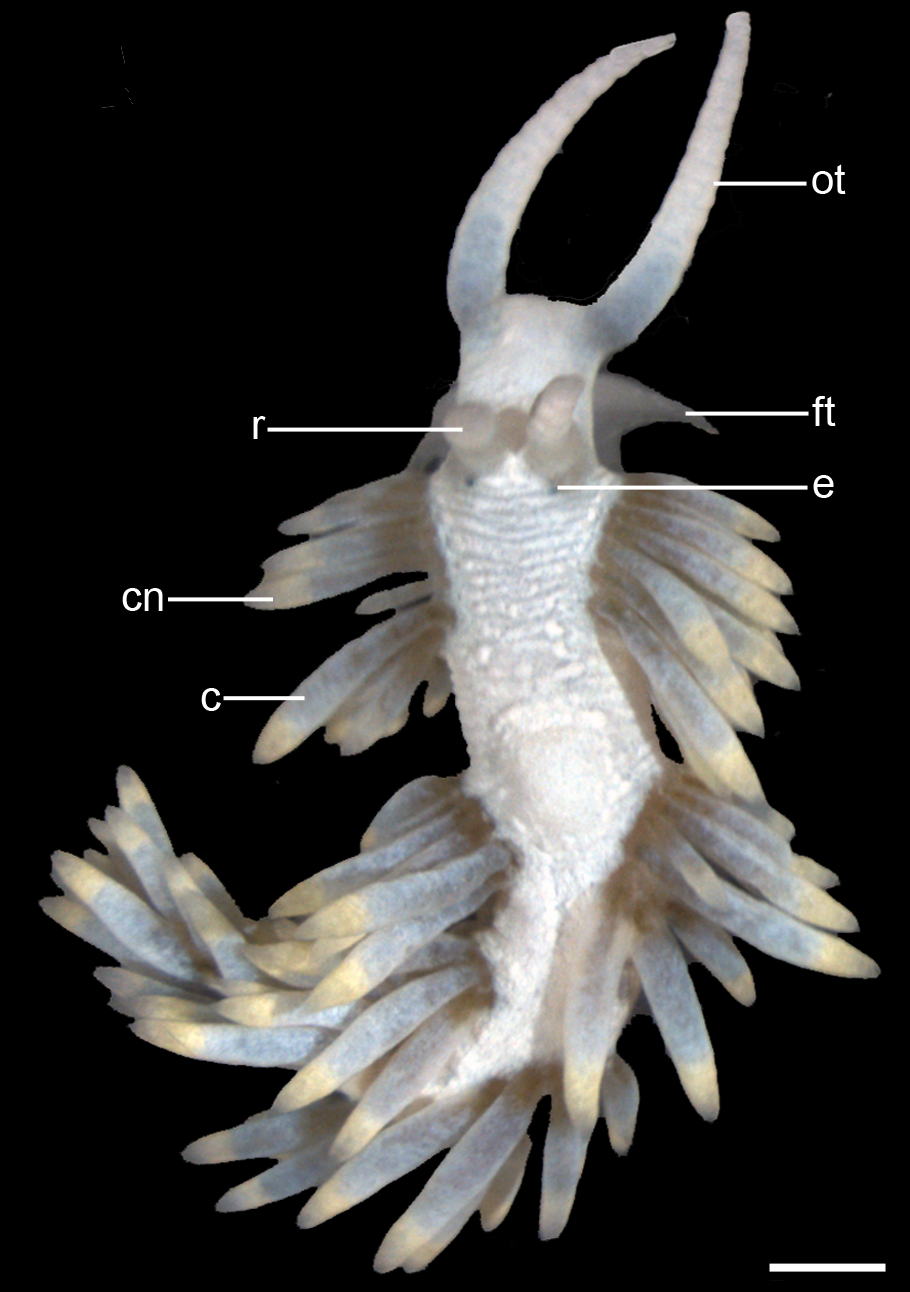
Anatomie du corps d’un nudibranche éolidien (ici Aeolidiella stephanieae):
ot = palpes pour « palper » le terrain,
ft = angles antérieurs du pied,
e = œil,
r = rhinophores : organe de l'« odorat »,
c = papilles qui servent de branchies ou « cérates »
cn = cnidosac.

Les nudibranches  forment un des groupes de « limaces de mer », c’est-à-dire de gastéropodes marins presque toujours dépourvus de coquille. Celles-ci ne sont pas les cousines marines des limaces terrestres : elles forment un groupe qui fait partie de la classe des Opisthobranches, caractérisé notamment par la position des branchies en arrière du cœur (le mot grec opisthos signifie postérieur). Ce groupe (peut-être paraphylétique) contient traditionnellement cinq ordres principaux (Cephalaspidea, Sacoglossa, Anaspidea, Pleurobranchomorpha et Nudibranchia), le dernier regroupant le plus grand nombre d’espèces.
Les Nudibranches, comme leur nom l'indique, ont des branchies nues, c’est-à-dire non protégées par une coquille ou une partie du manteau, et forment donc généralement un panache visible sur le dos de l’animal, prenant une forme qui change suivant les groupes (doridiens, éolidiens, etc : voir classification ci-après). La tête porte de minuscules yeux rudimentaires, mais surmontés d’appendices fusiformes qui constituent l’organe sensoriel essentiel : ce sont les « rhinophores », qui servent notamment à détecter dans l’eau la trace chimique laissée par une proie ou un éventuel partenaire reproductif. Ces rhinophores permettent de distinguer presque à coup sûr les nudibranches des groupes ressemblant, comme les sacoglosses ou surtout des plathelminthes de l’ordre des Turbellaria (qui sont des vers plats et non des mollusques). La bouche est en position antéro-ventrale, et entourée de tentacules buccaux plus ou moins développés. L’anus est en position antérieure ou antéro-dorsale suivant les groupes. Les nudibranches se déplacent, comme la plupart des gastéropodes, en rampant sur leur pied musculeux, qui sécrète un mucus collant.
En Méditerranée, la plupart des espèces ne mesurent que quelques centimètres, alors que certaines espèces tropicales peuvent atteindre plusieurs dizaines de centimètres. Cependant, certaines espèces méditerranéennes comme le « Doris dalmatien » Peltodoris atromaculata peuvent parfois dépasser 10 cm de long.
Ces animaux sont hermaphrodites, et se reproduisent par mise en contact de l'organe reproducteur, avec échange réciproque de gamètes mâles ; la ponte se présente généralement comme un ruban enroulé constitué de petites perles colorées liées par un mucus.
La majorité des nudibranches sont carnivores, et se nourrissent en râpant la nourriture située sous eux au moyen d'une radula. Leur nourriture est souvent très spécifique, constituée principalement d’animaux fixes comme des éponges, des bryozoaires, des ascidies et des hydraires, autant d'animaux souvent toxiques dont certaines espèces (notamment du groupe des éolidiens) arrivent à recycler les toxines dans des cellules spécialisées pour se protéger de leurs propres prédateurs.
On compte environ 5 000 espèces de nudibranches à l'échelle mondiale, dans toutes les mers et à toutes les profondeurs, même si la plupart des espèces sont limitées à la zone euphotique.
Très diversifiés et très colorés, ces animaux jouissent d’une grande popularité chez les photographes sous-marins, notamment les adeptes de la photo macro.
Environ 180 espèces d'opistobranches sont recensées en 2014 en Méditerranée : la liste qui suit est donc non exhaustive, mais recense les principales espèces communes à des profondeurs de baignade ou de plongée récréative.

## Nudibranches doridiens (Doridacea)
Les nudibranches doridiens ont pour la plupart le corps aplati, même si le pied peut être plus ou moins élevé ou la silhouette plus ou moins allongée. Le manteau est soutenu par des spicules calcaires, qui pallient l’absence de coquille ou de véritable squelette pour structurer l’organisme. L’anus est généralement situé en position dorso-postérieure, entouré du panache branchial. Celui-ci peut former des arborescences très importantes ou être au contraire réduit ou rétracté. Ce groupe est extrêmement varié sur le plan visuel, autant en matière de taille que de formes et de couleurs.

### Super-familleDoridoidea
Ce groupe est caractérisé par son panache branchial rétractile.

#### familleCadlinidae

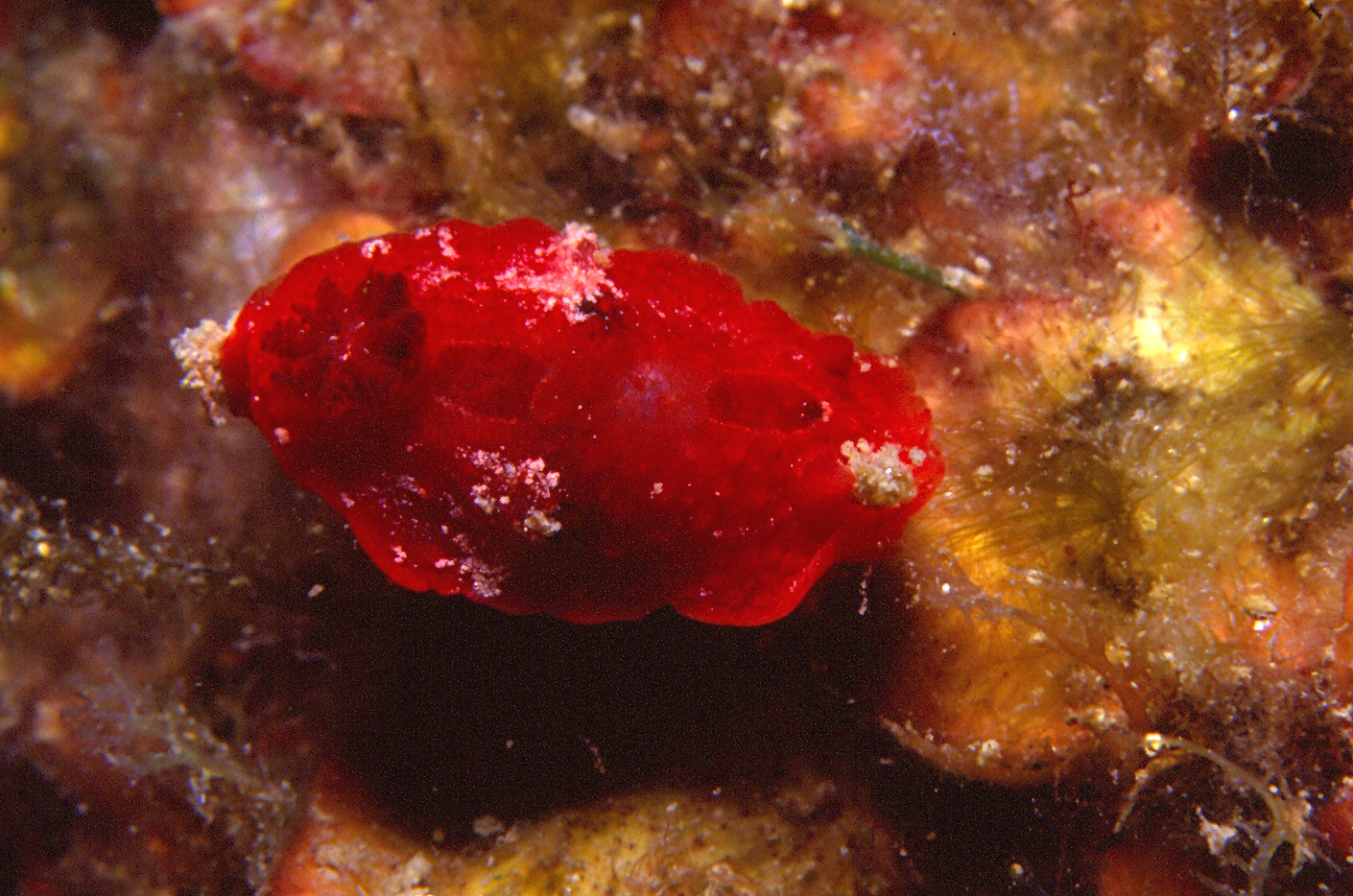
Aldisa banyulensis

Non illustrés : Aldisa smaragdina, Cadlina pellucida.

#### familleChromodorididae
Comme leur nom l'indique, les espèces de cette famille sont particulièrement colorées. Ils sont caractérisés par leur forme ovale, avec un large manteau lisse et aplati recouvrant complètement le pied (et souvent plus large que celui-ci), un panache branchial en forme de cercle incomplet sur la partie postérieure, des rhinophores lamellaires, de courts tentacules buccaux. Ces espèces se nourrissent principalement d'éponges, qu'elles raclent au moyen d'une puissante radula.

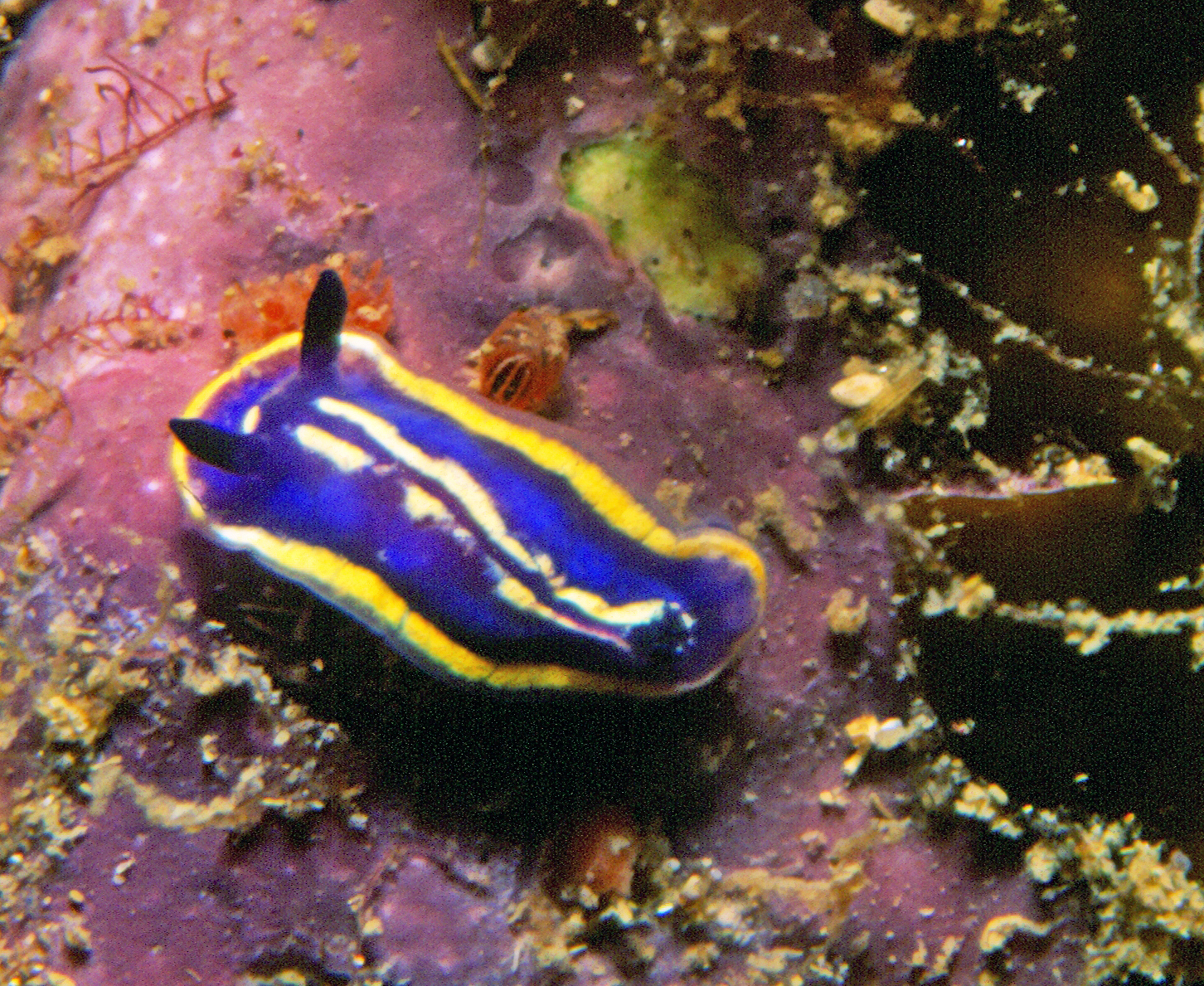
Felimare bilineata
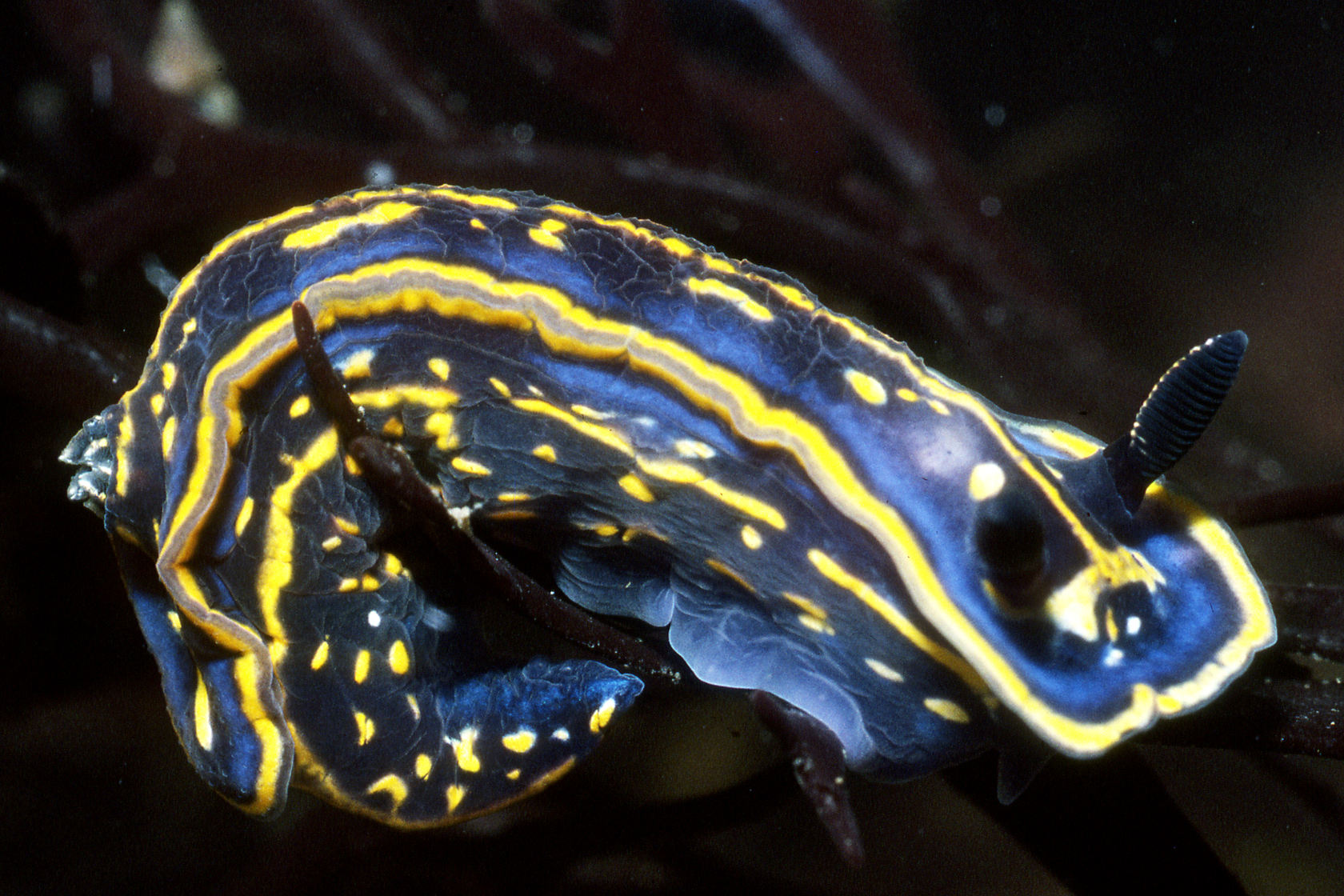
Felimare cantabrica
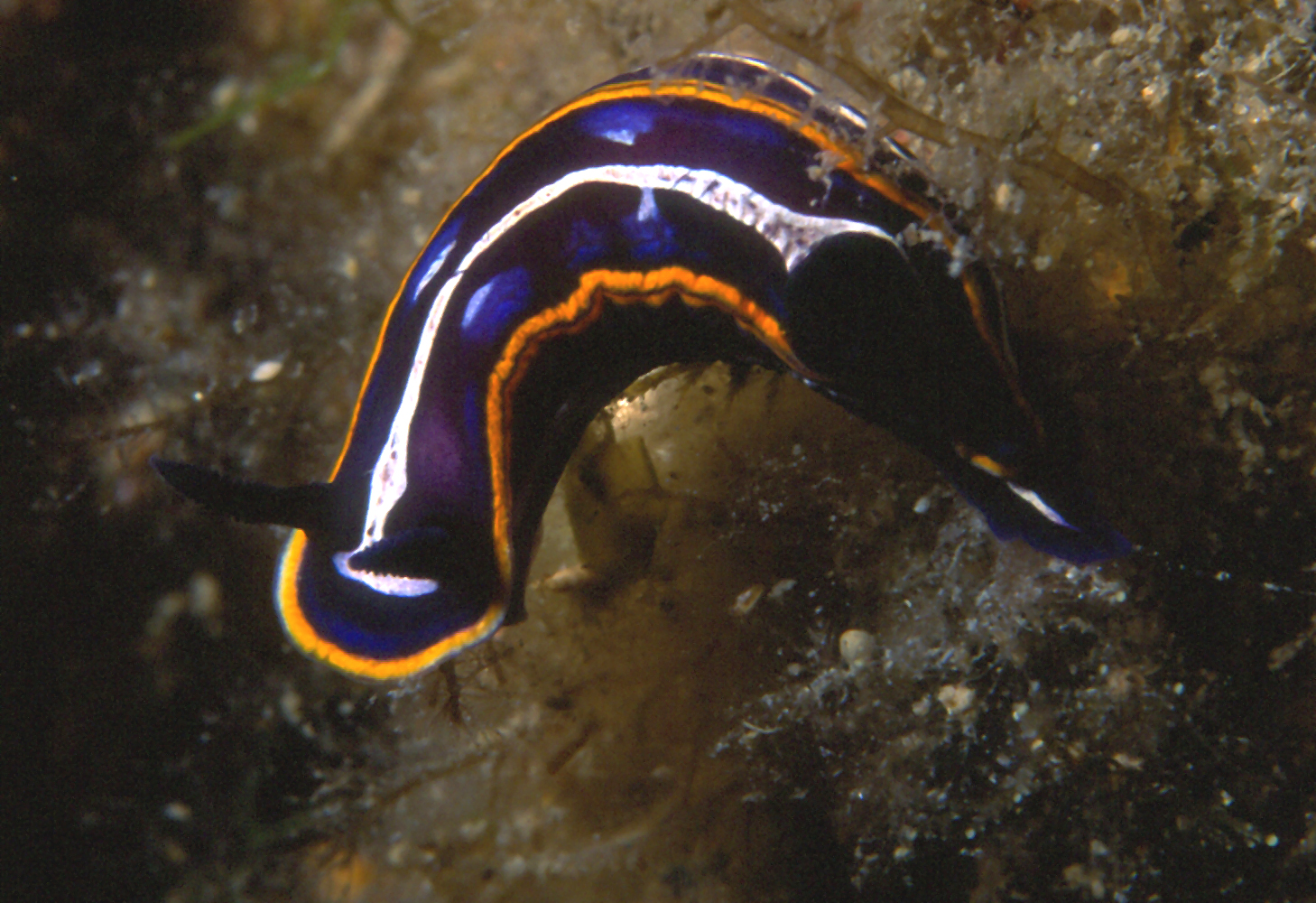
Felimare fontandraui
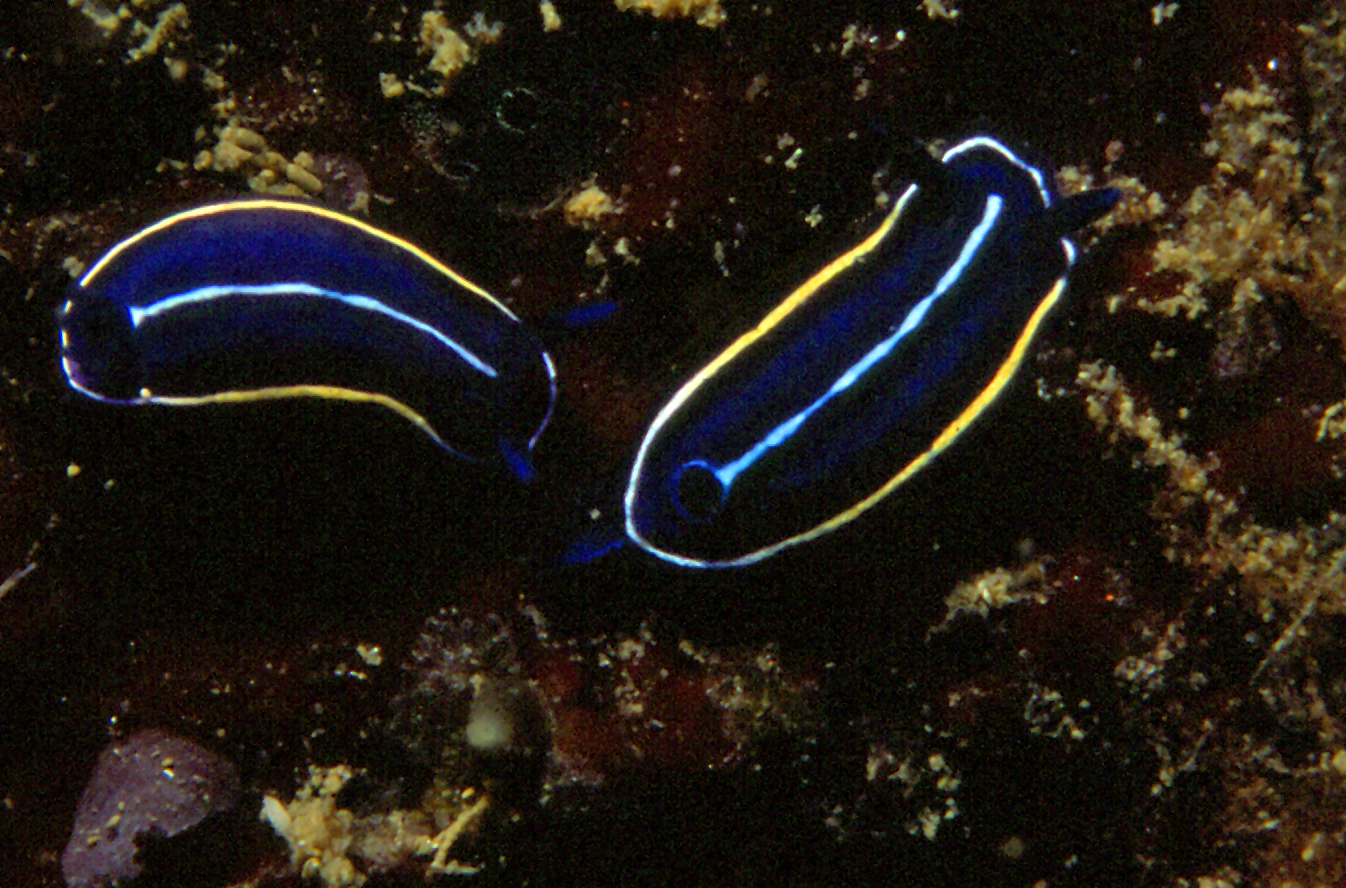
Felimare orsinii
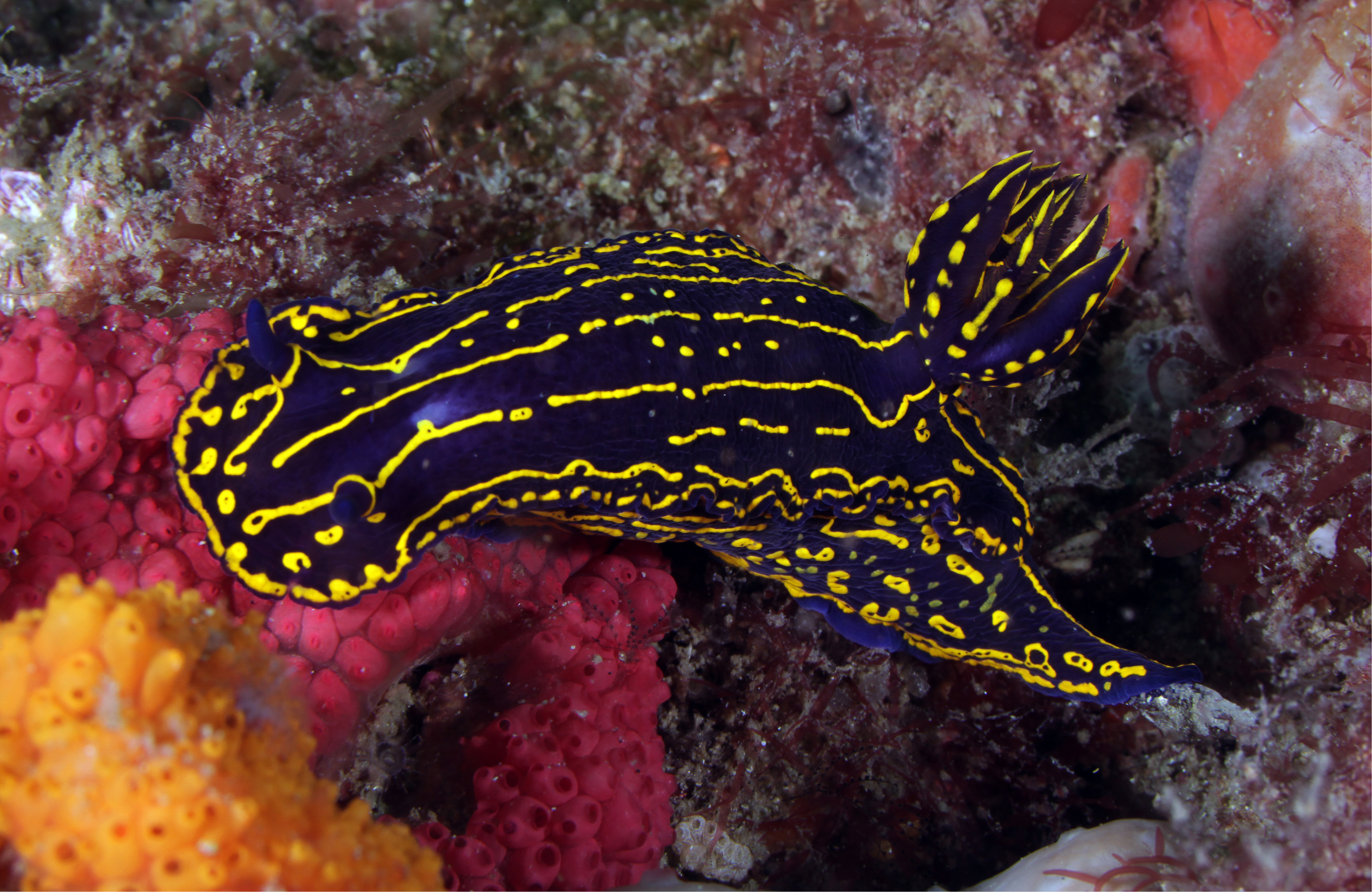
Felimare picta
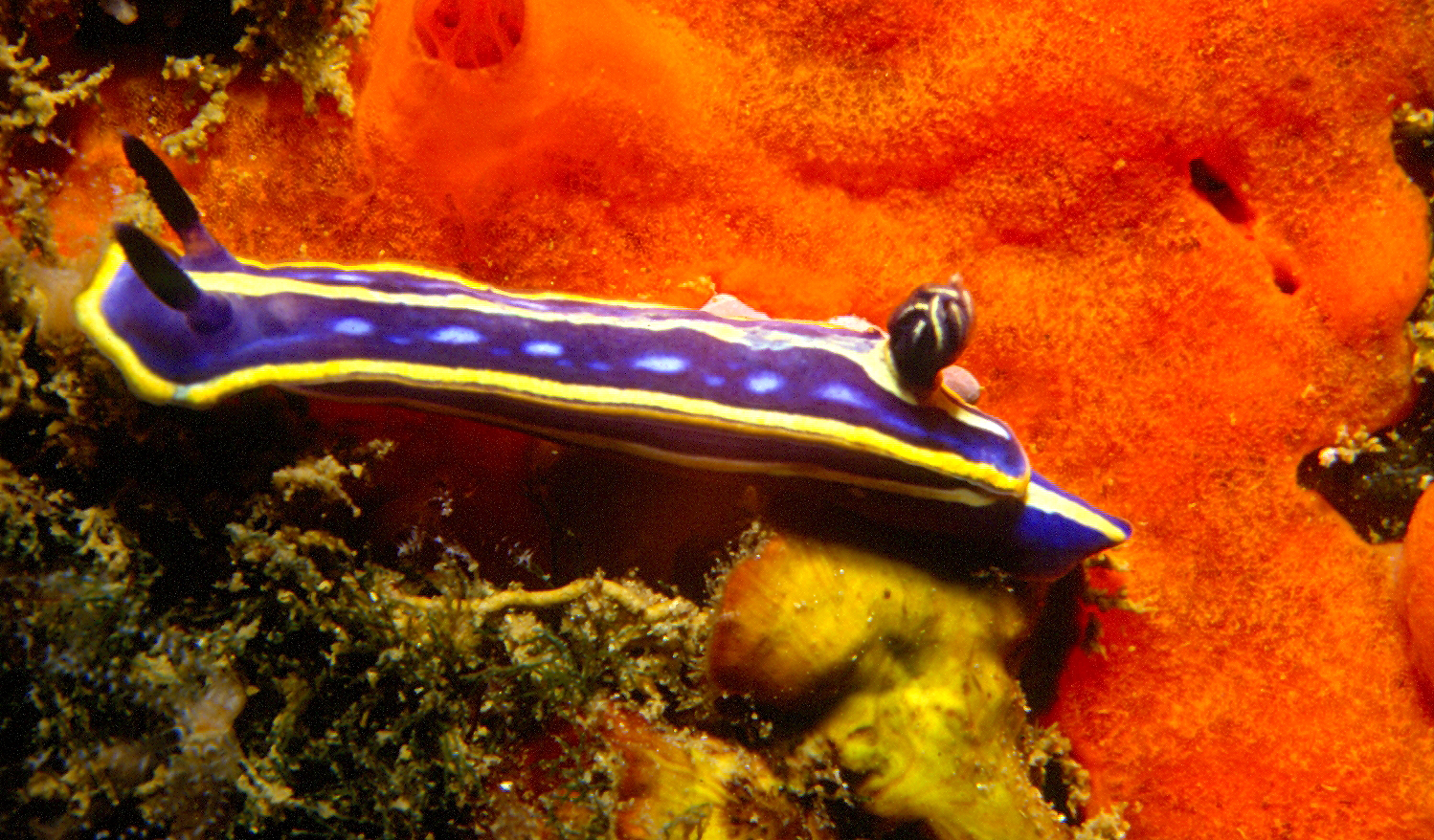
Felimare tricolor
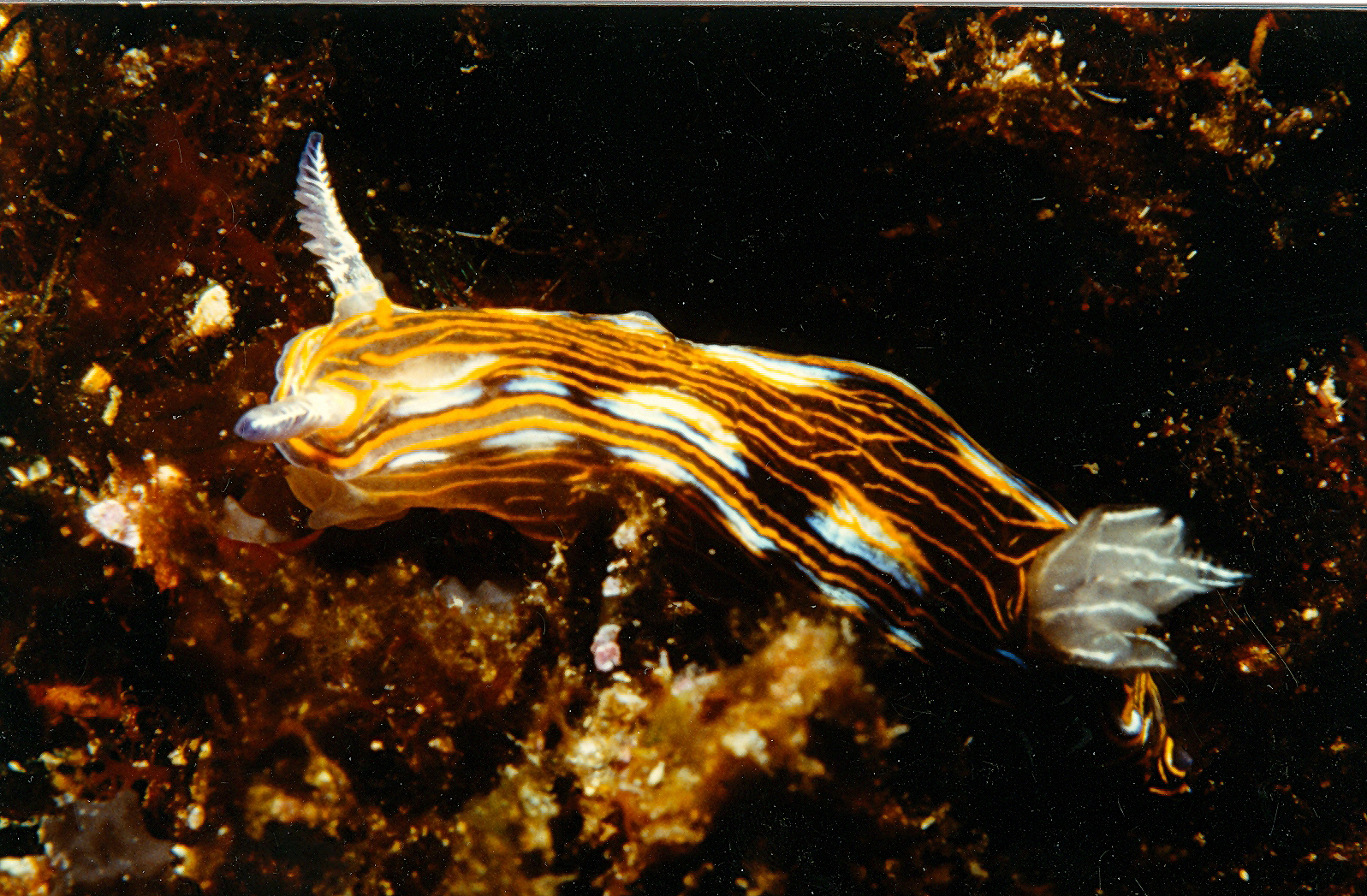
Felimare villafranca
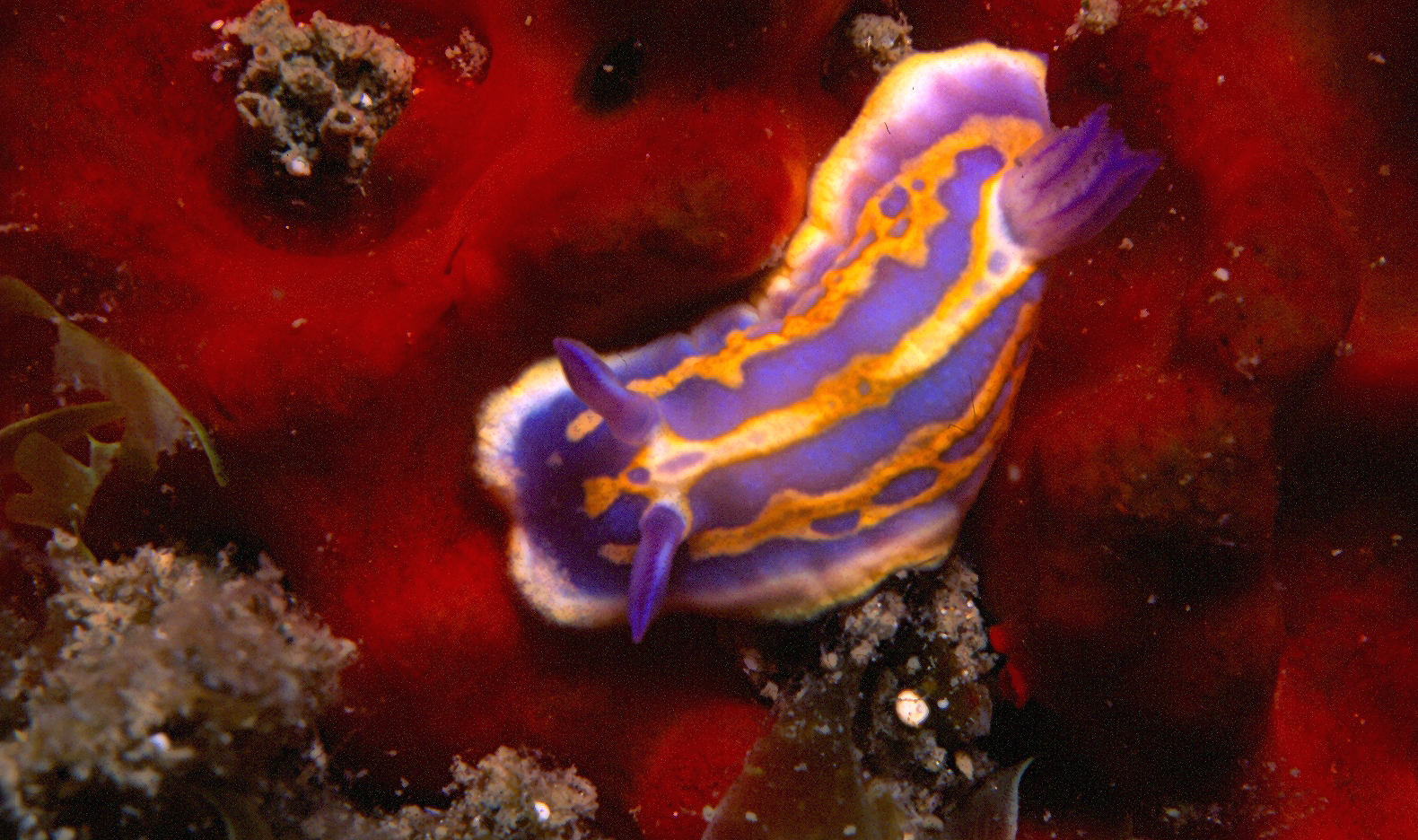
Felimida britoi
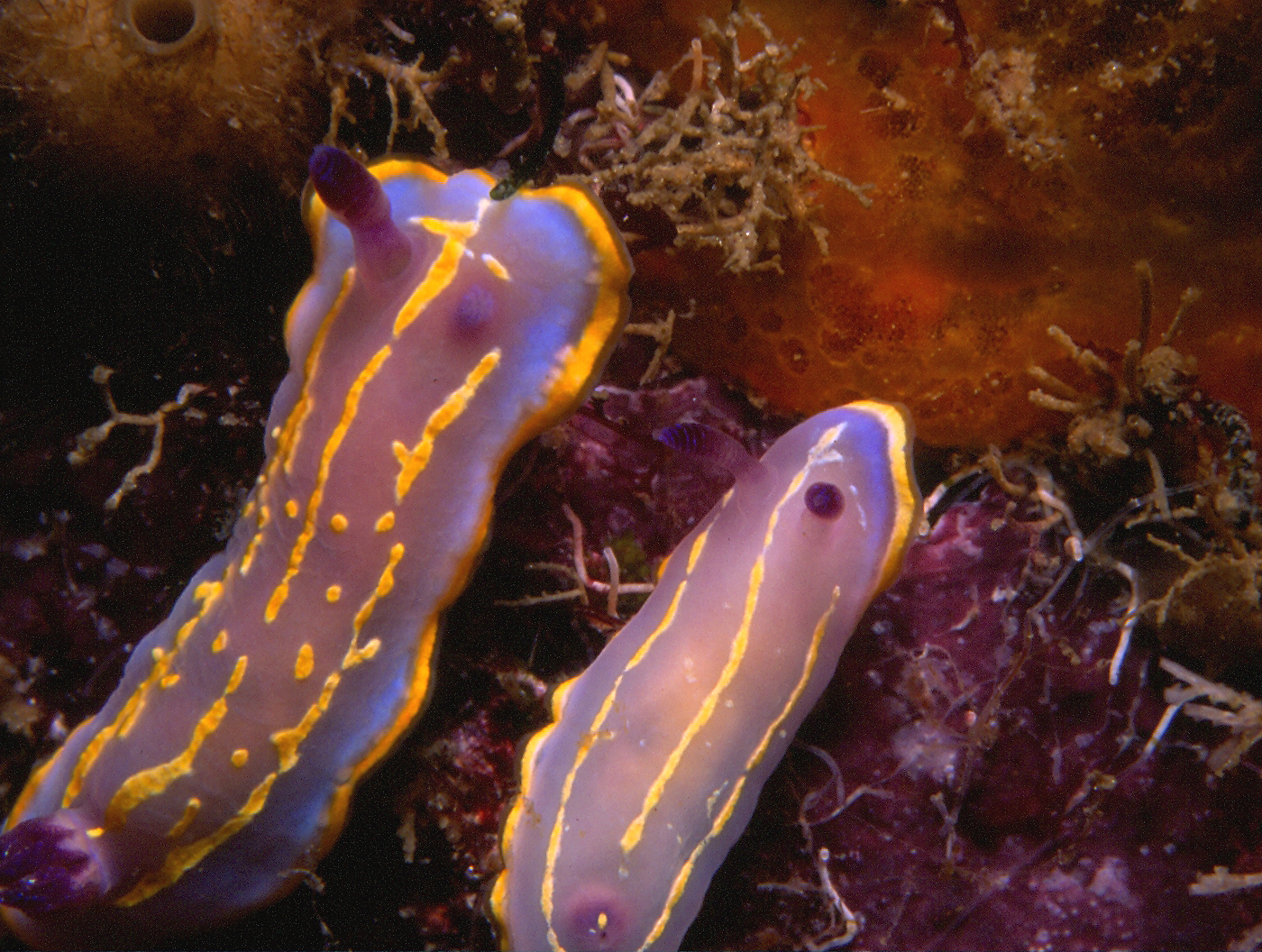
Felimida krohni
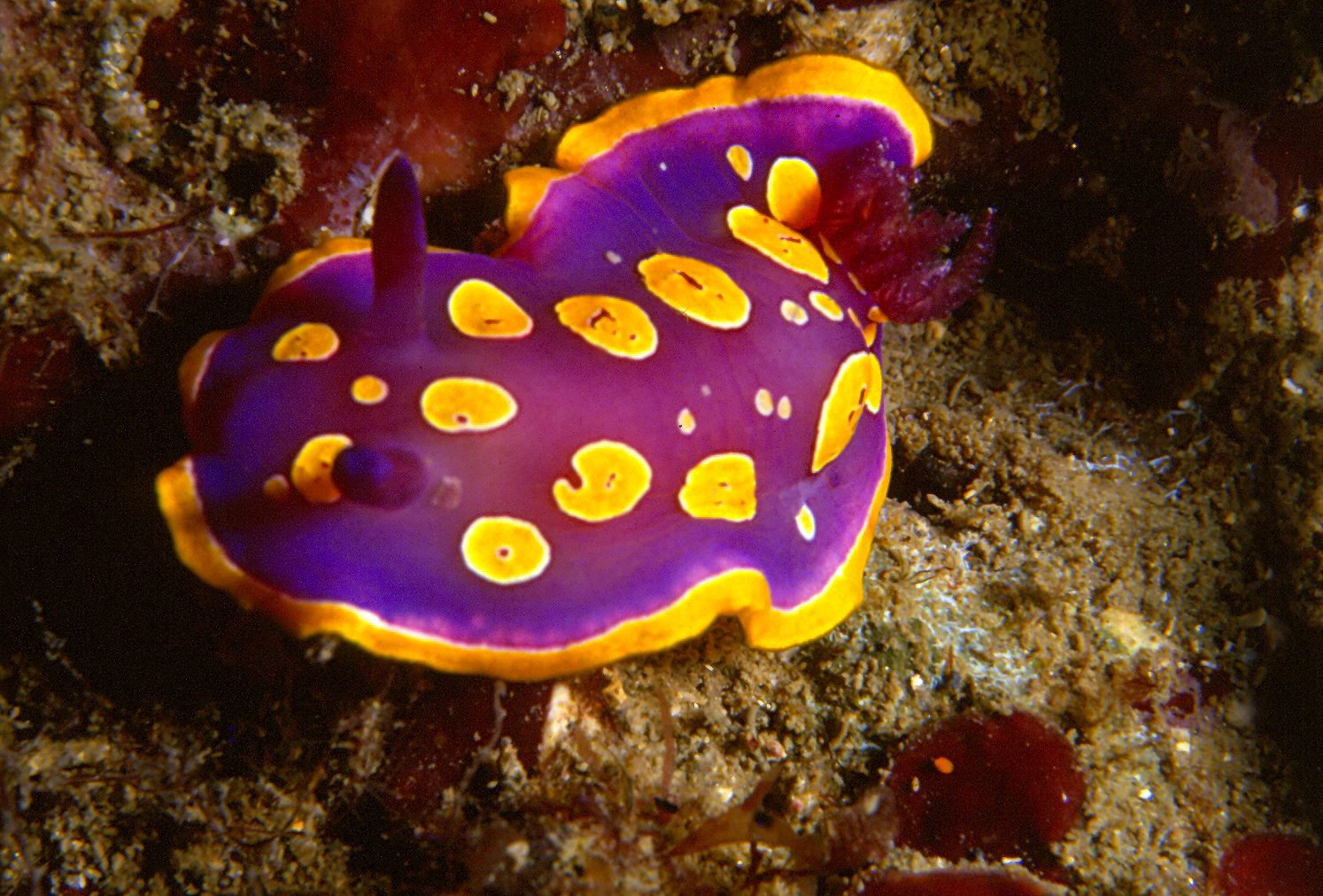
Felimida luteorosea
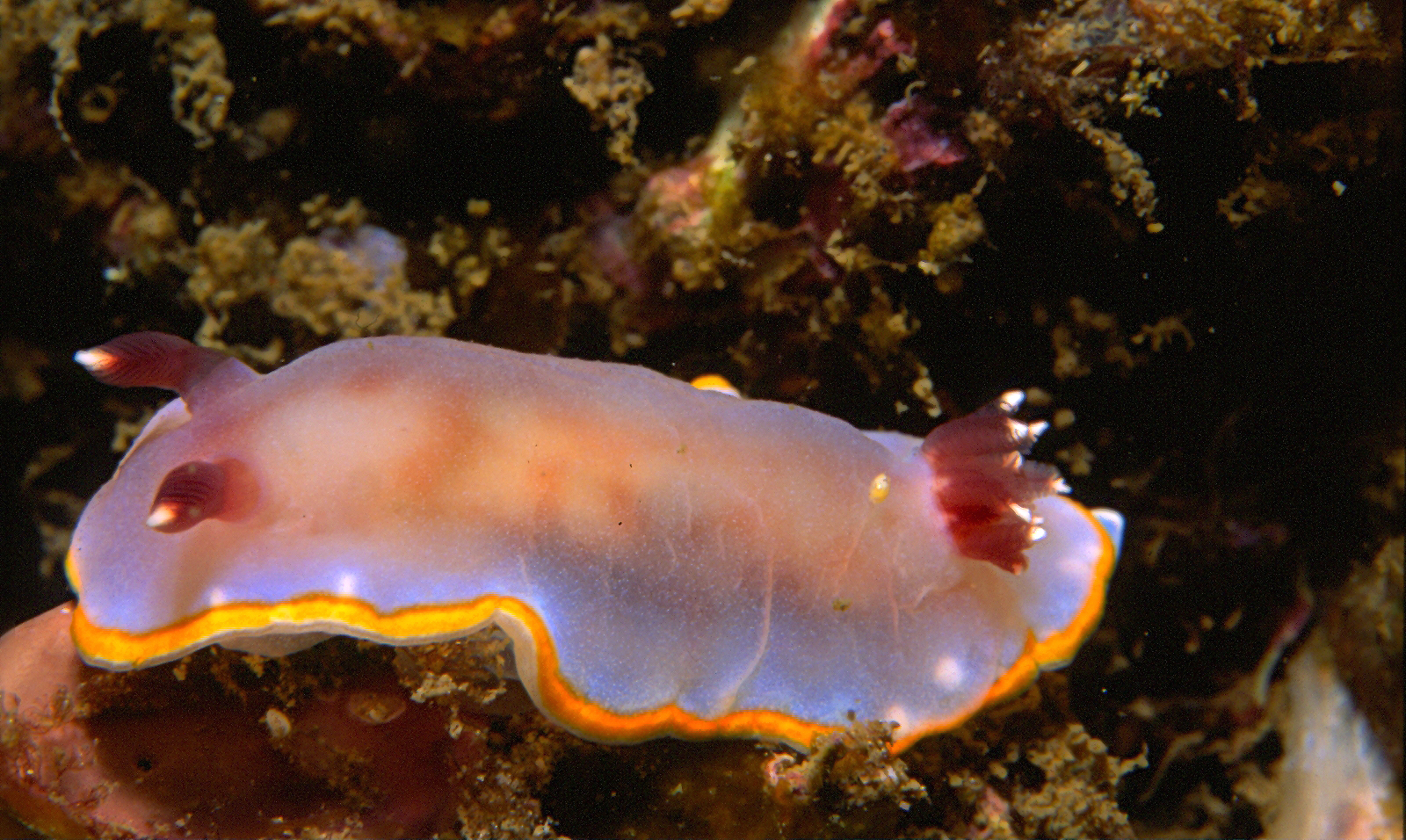
Felimida purpurea
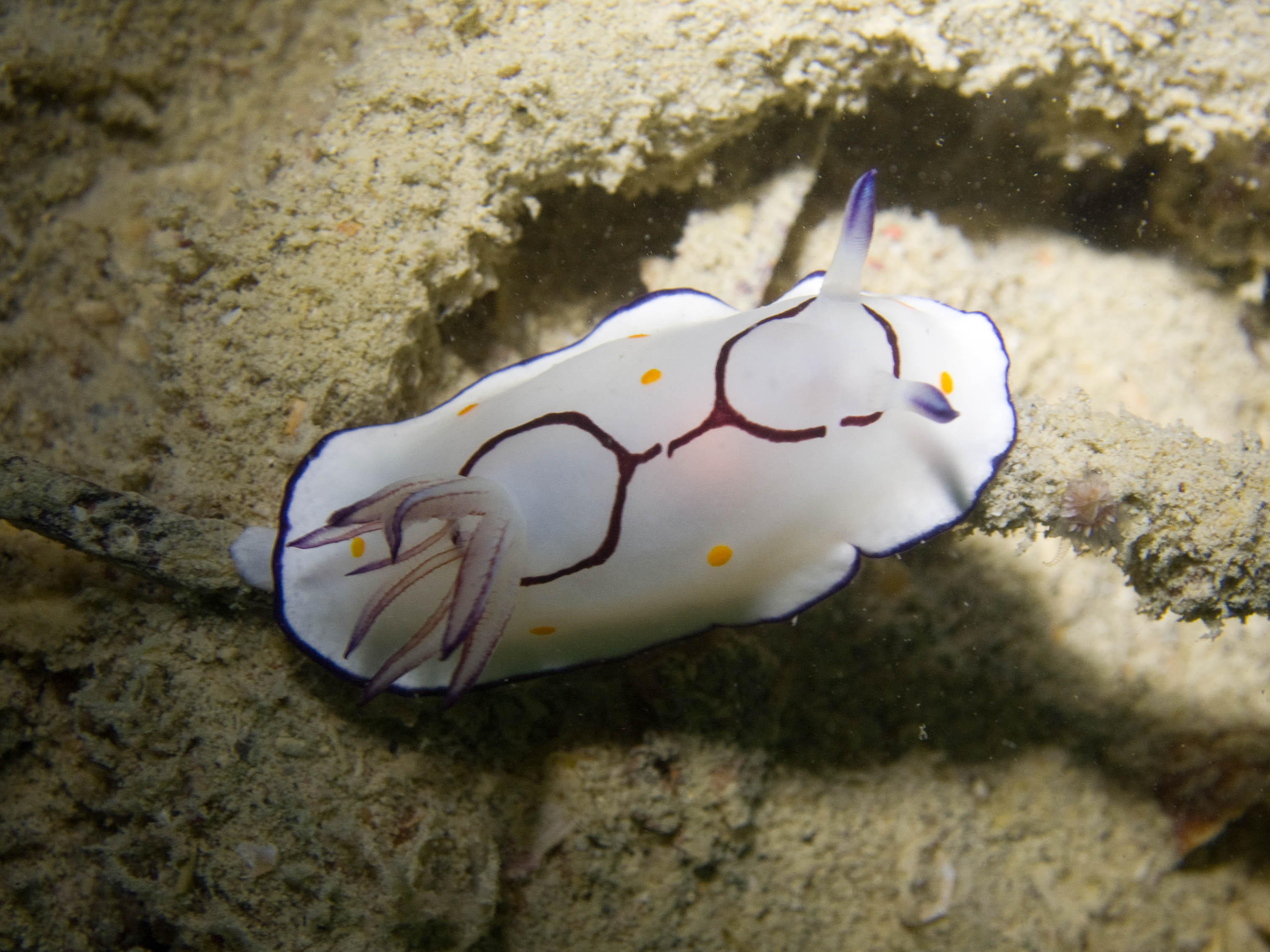
Goniobranchus annulatus
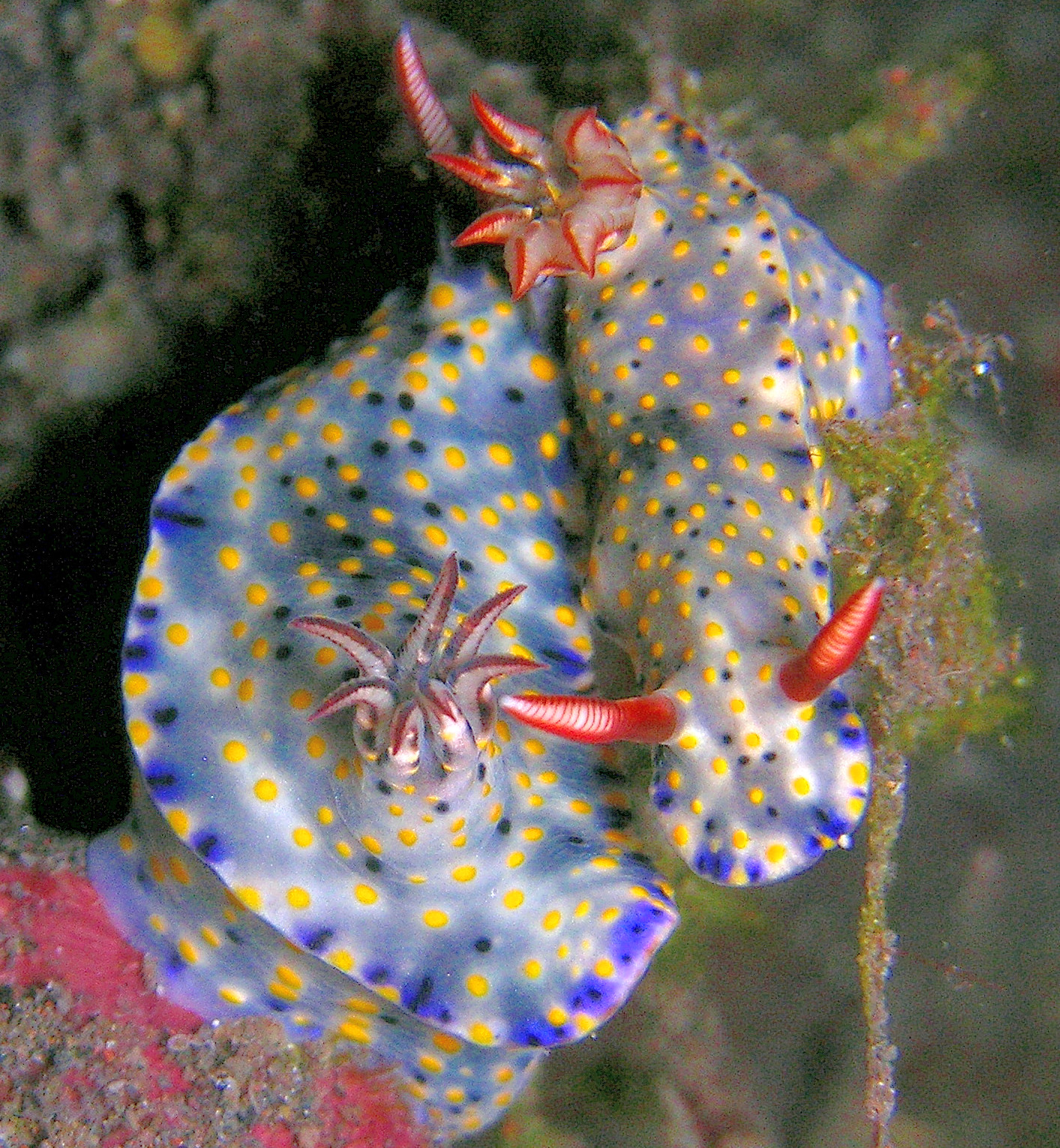
Hypselodoris infucata

Non illustrés : Felimare gasconi, Felimare malacitana, Felimida elegantula, Felimida luteopunctata.

#### familleDiscodorididae

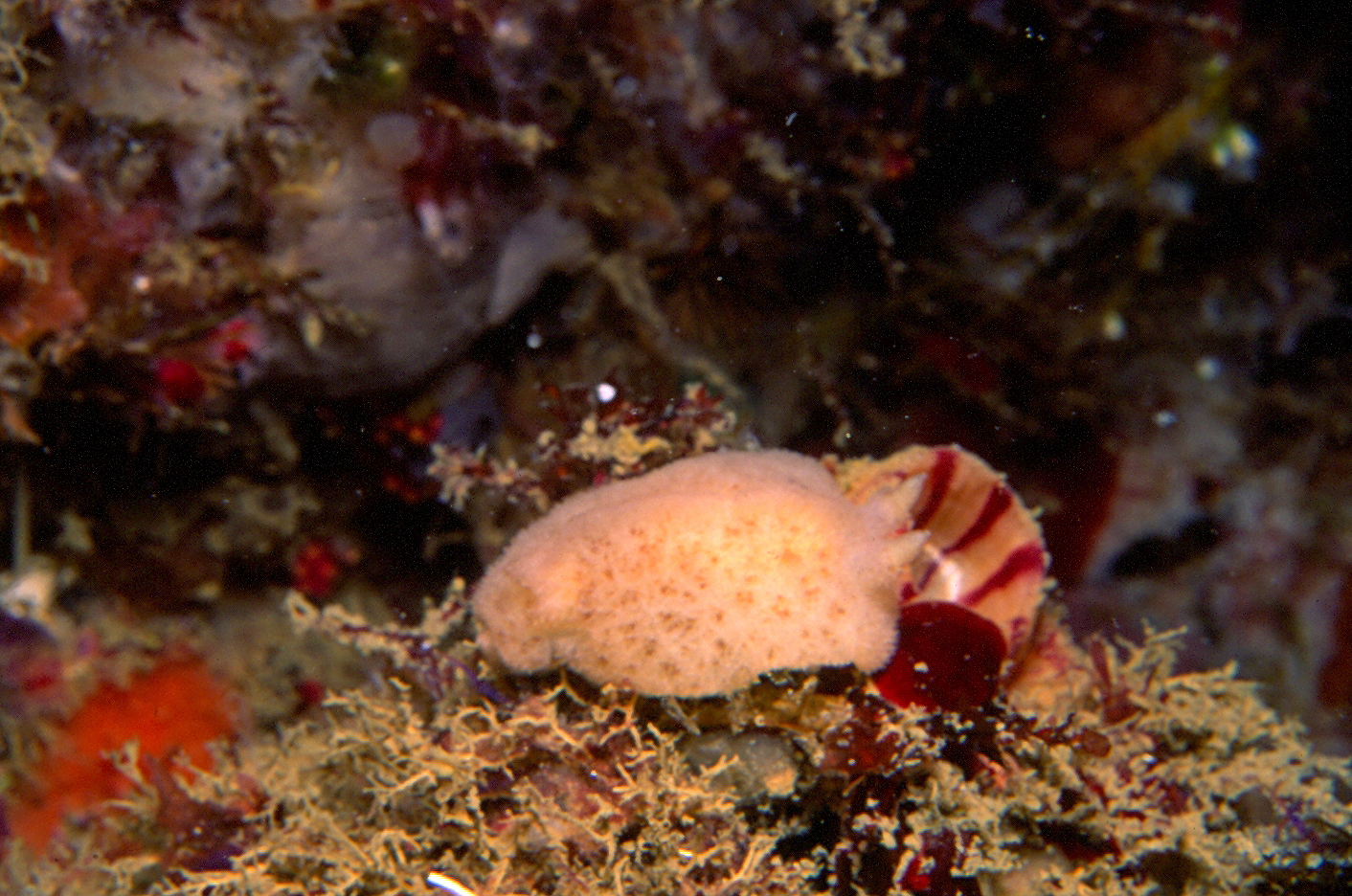
Atagema rugosa
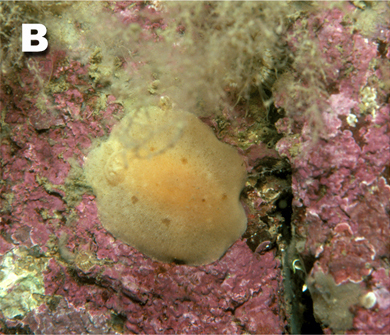
Jorunna tomentosa
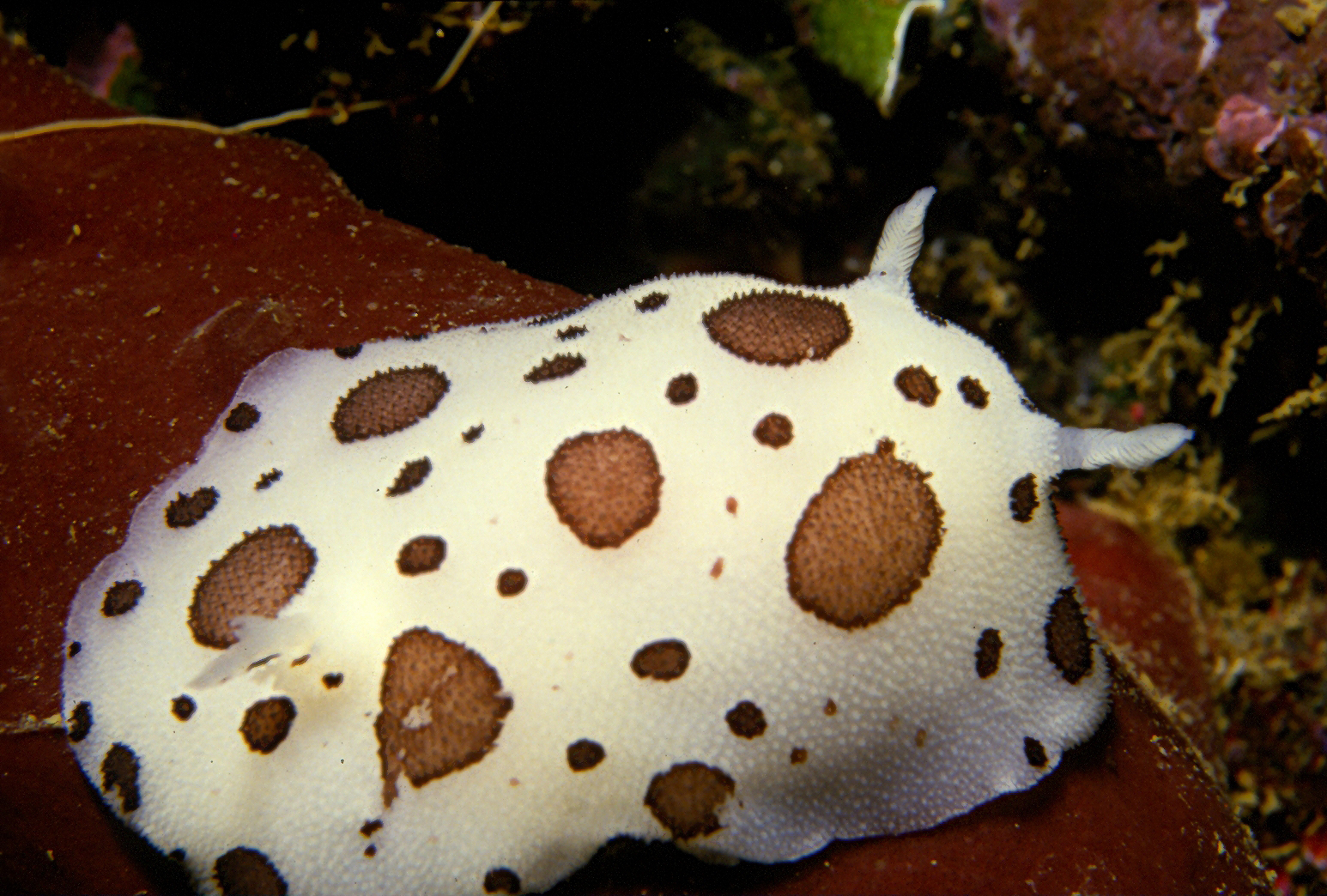
Peltodoris atromaculata
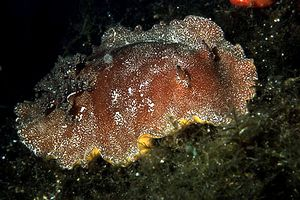
Platydoris argo
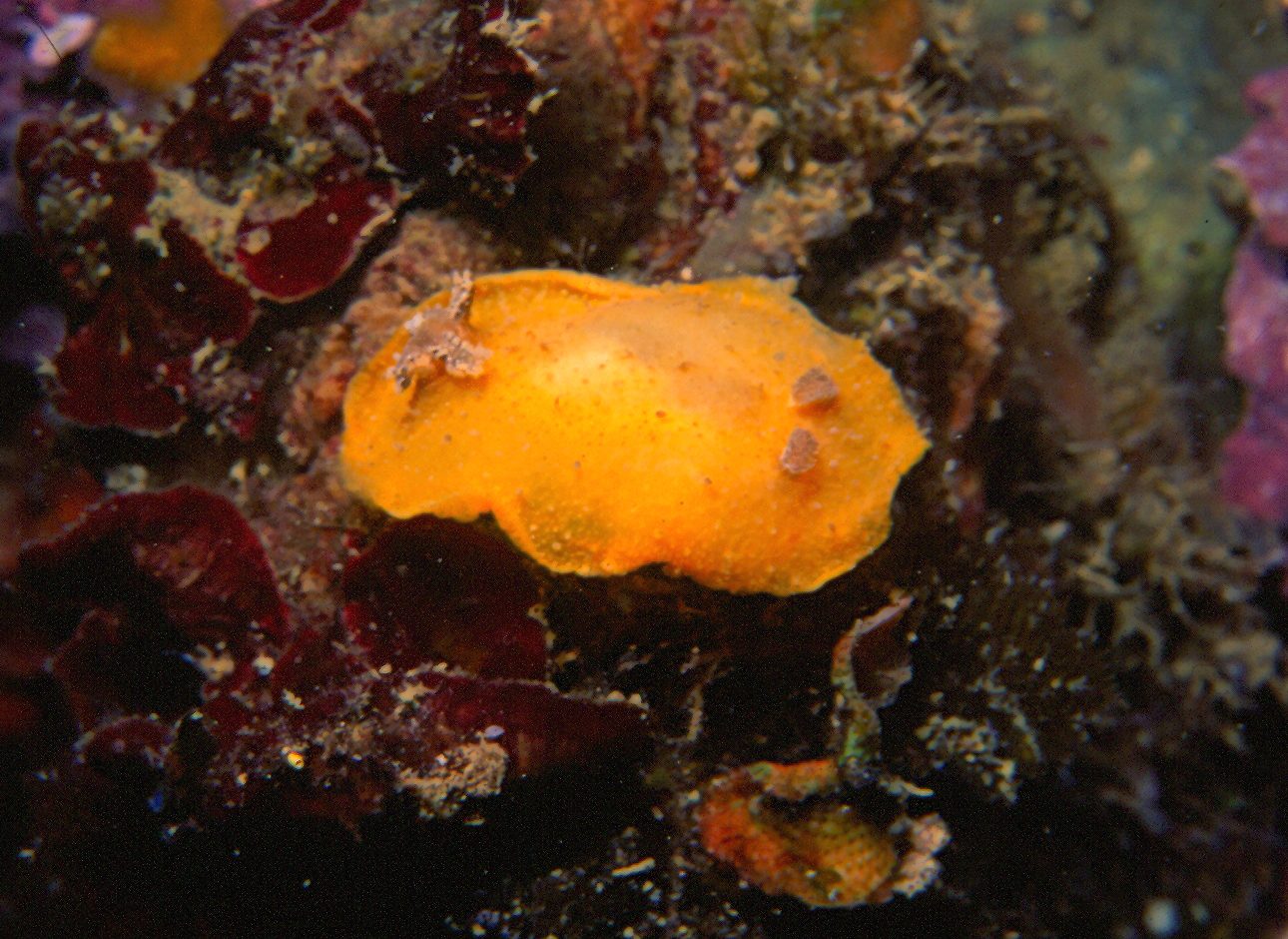
Thordisa filix
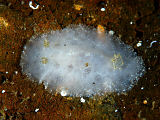
Tayuva lilacina

Non illustrés : Baptodoris cinnabarina, Carminodoris boucheti, Geitodoris bonosi, Geitodoris planata, Geitodoris portmanni, Jorunna onubensis, Paradoris indecora, Rostanga anthelia, Rostanga rosi, Rostanga rubra, Taringa armata, Taringa pinoi.

#### familleDorididae

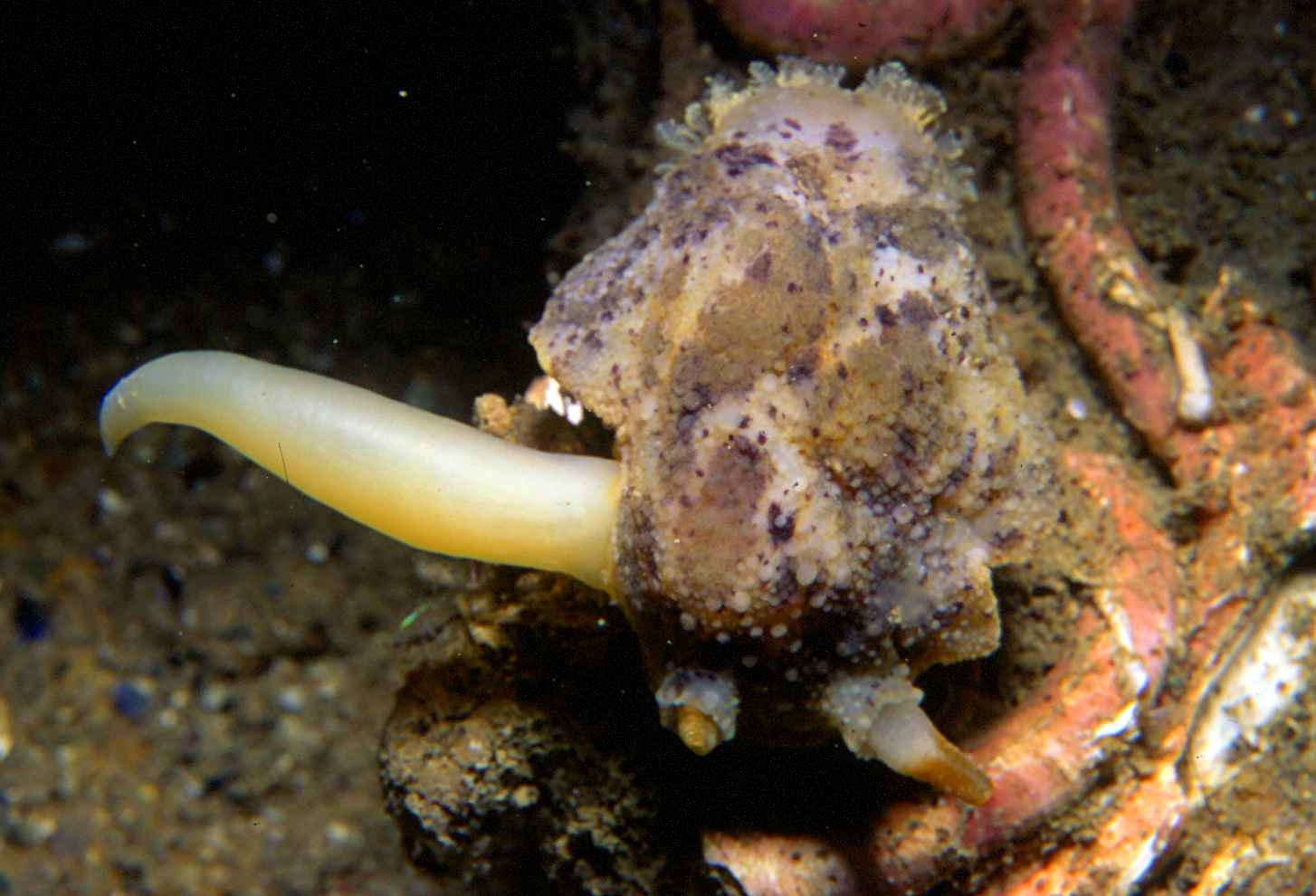
Doris pseudoargus (pénis sorti)
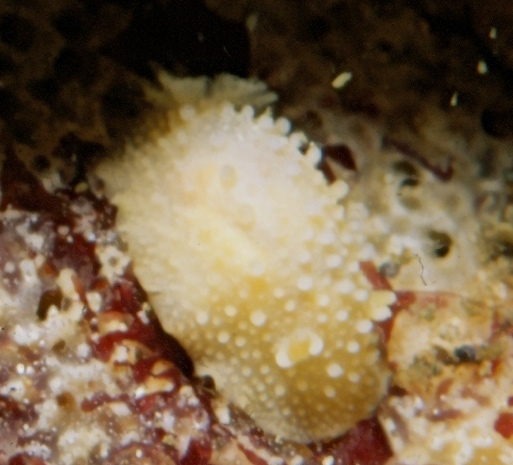
Doris verrucosa

Non illustrés : Doris bertheloti, Doris ocelligera, Doris stellifera.

### Super-familleOnchidoridoidea

#### familleGoniodorididae

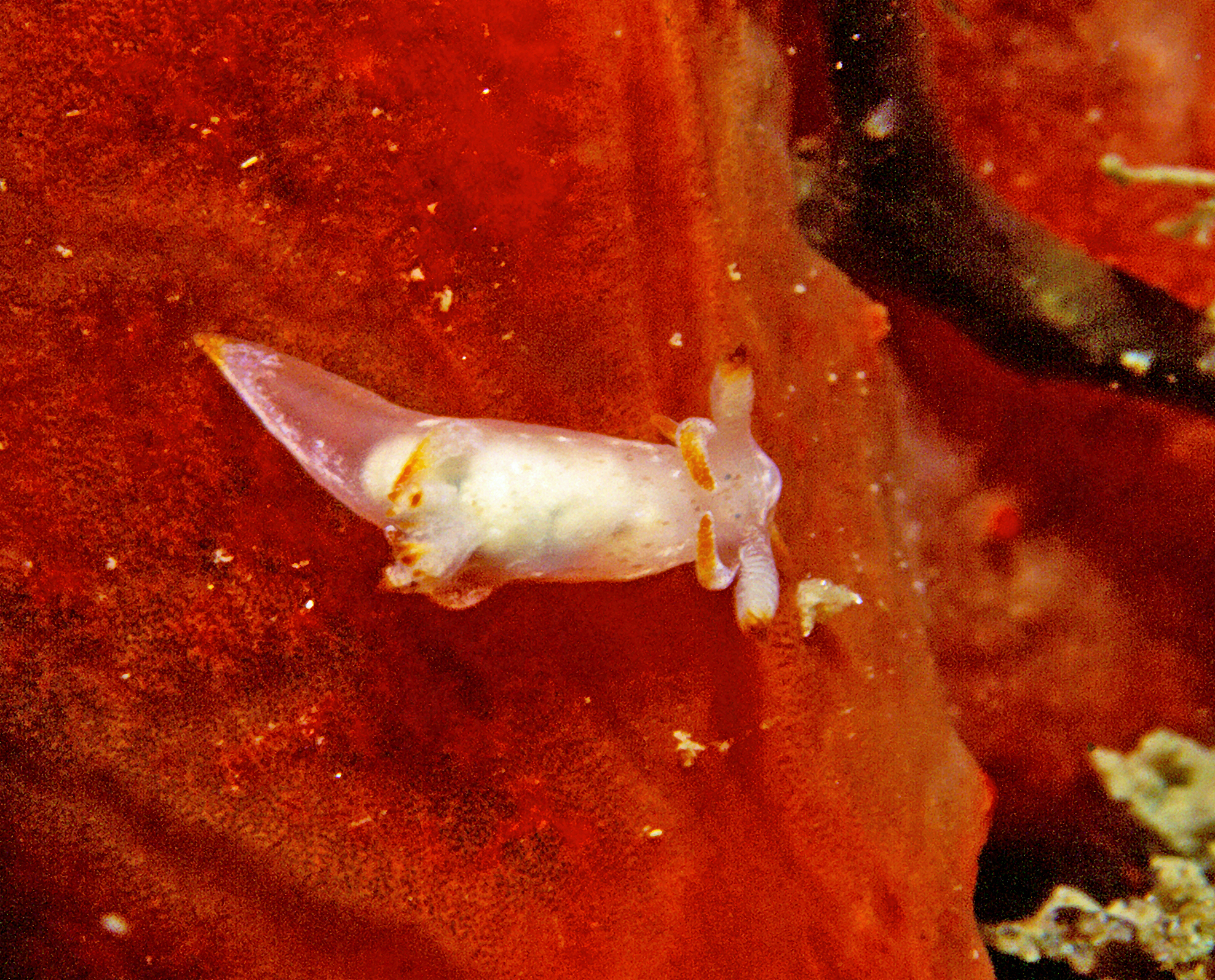
Trapania fusca
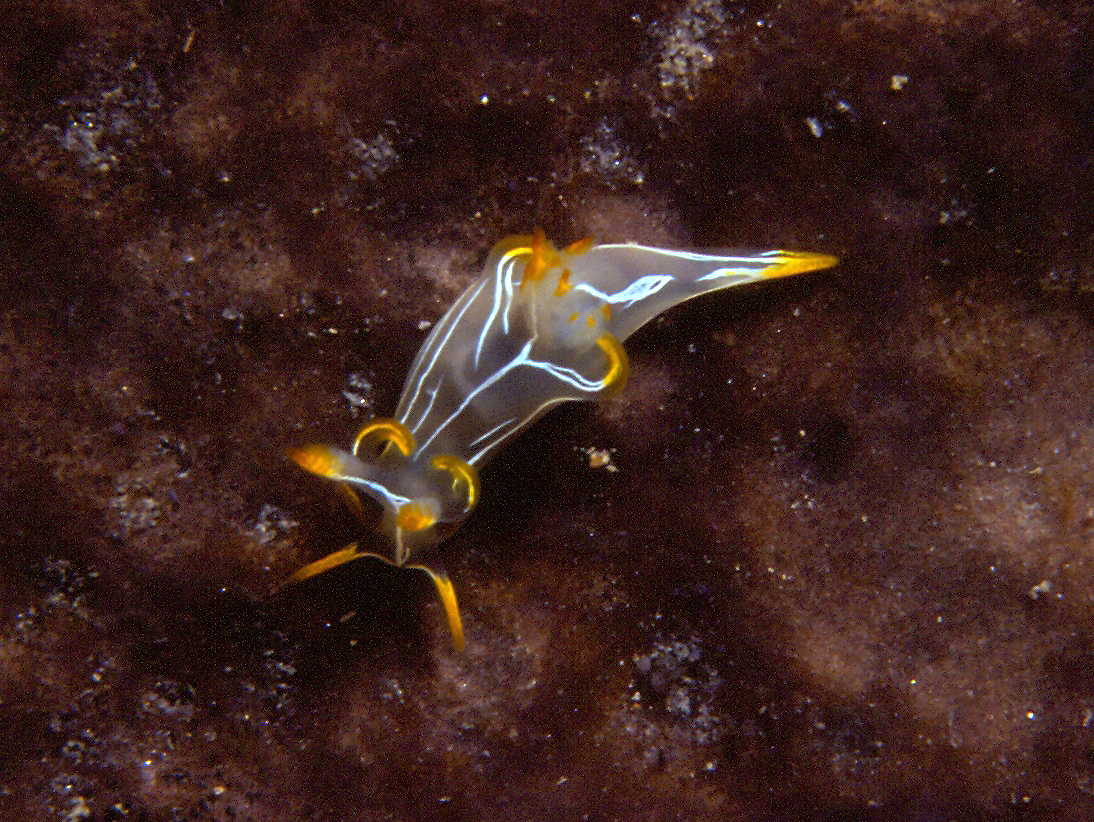
Trapania lineata
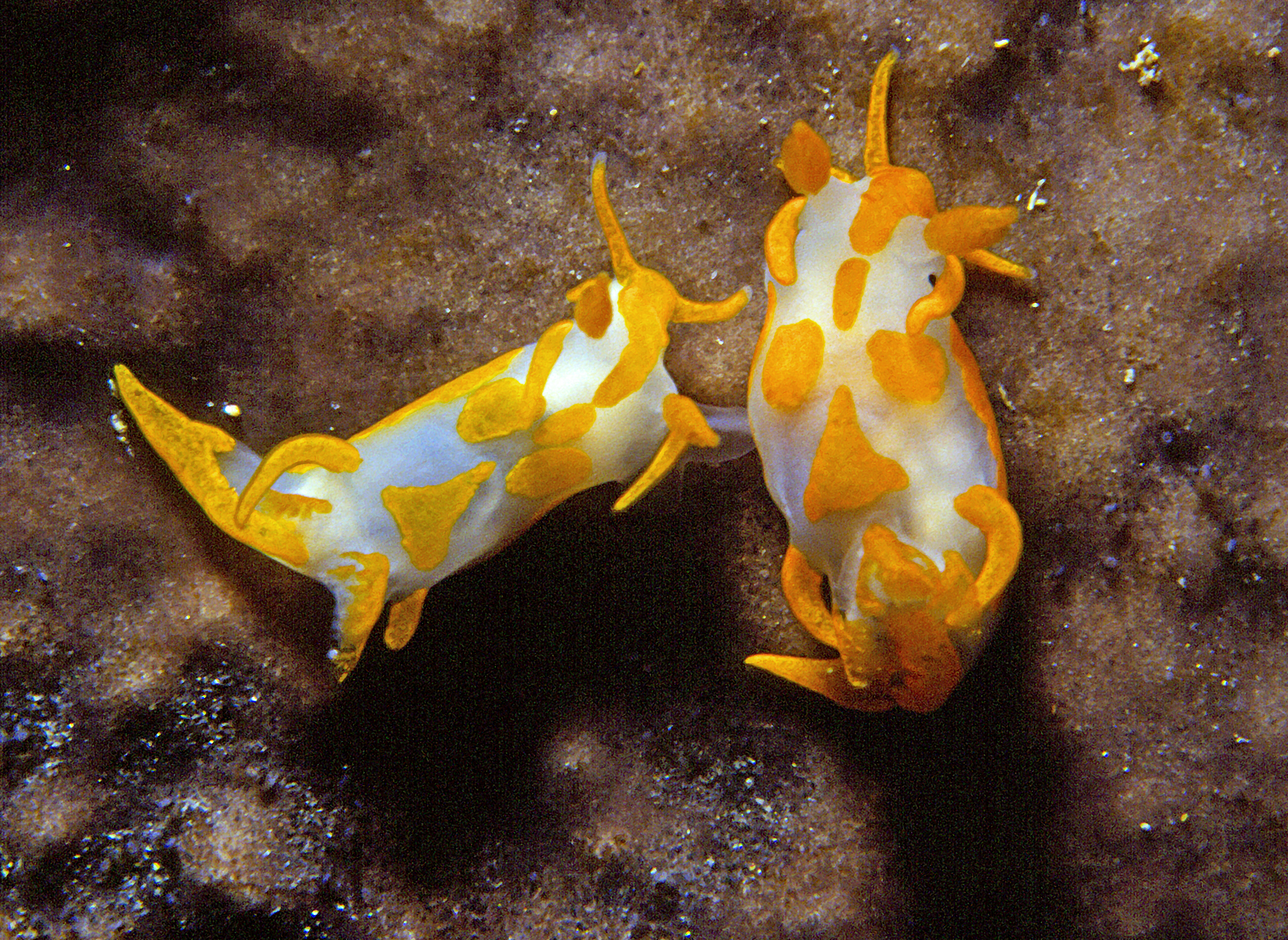
Trapania maculata

Non illustrés : Goniodoris castanea, Okenia mediterranea, Okenia quadricornis, Trapania pallida, Trapania tartanella.

#### familleOnchidorididae

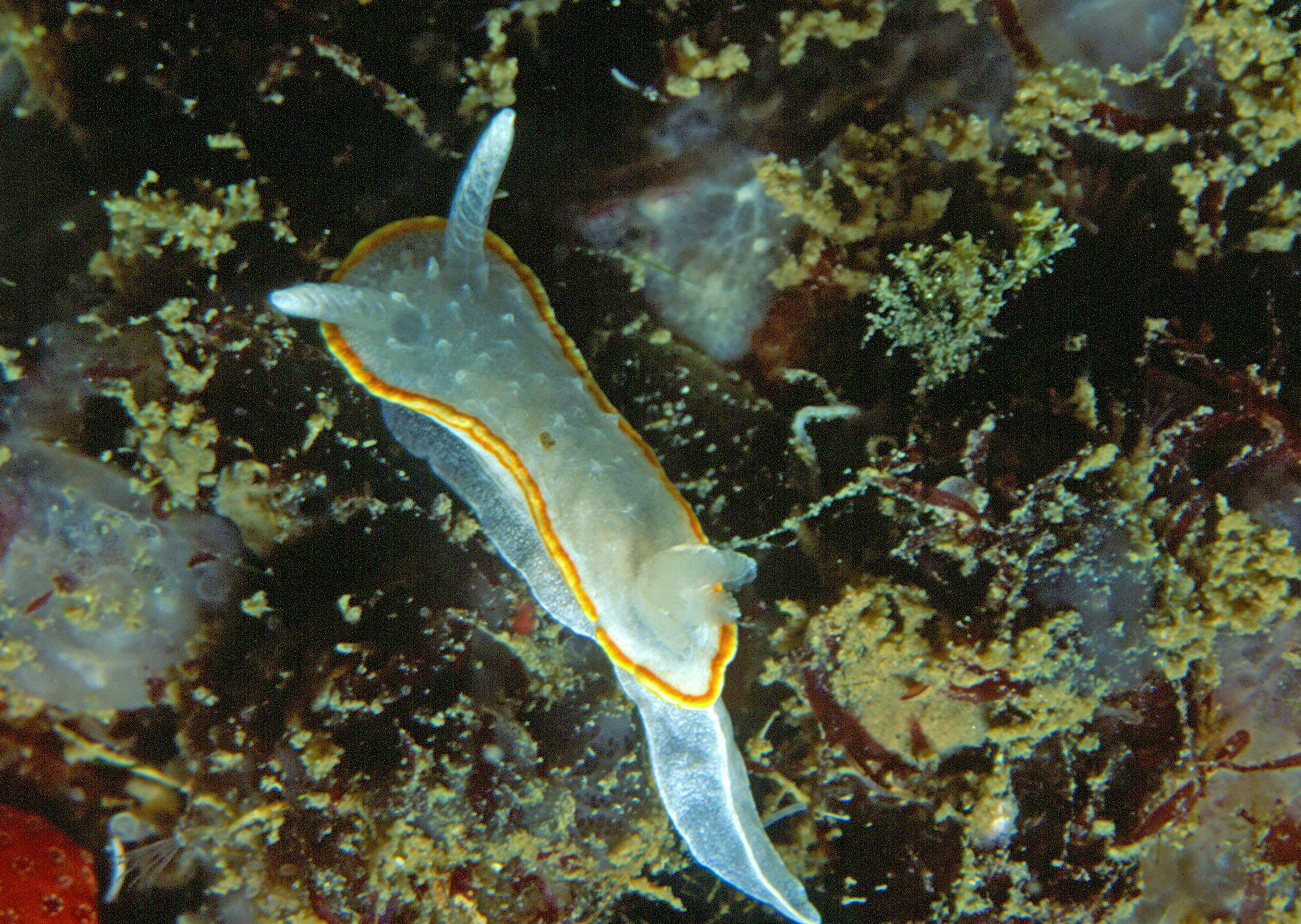
Diaphorodoris alba
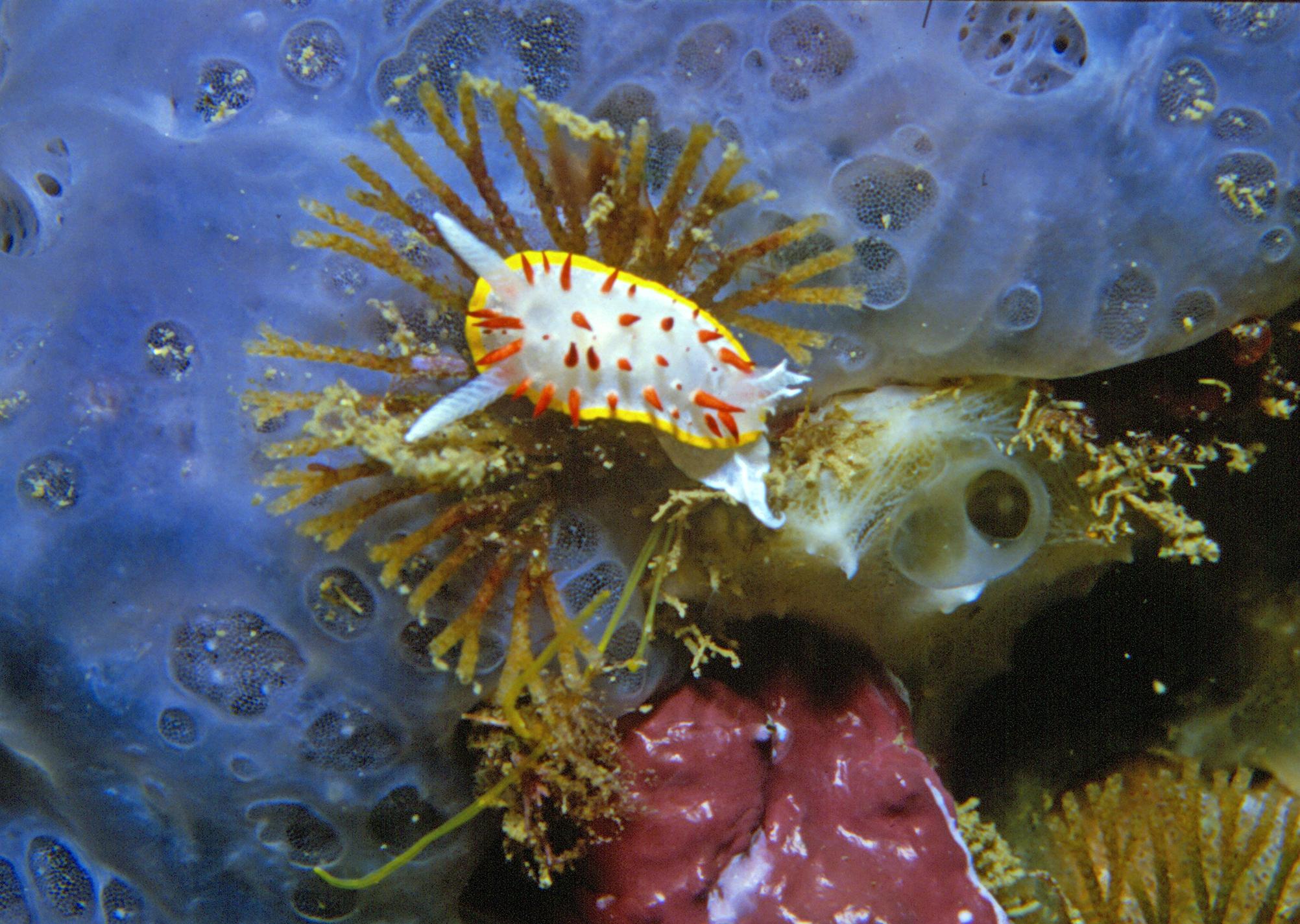
Diaphorodoris papillata

Non illustré : Onchidoris neapolitana

### Super-famillePhyllidioidea

#### familleDendrodorididae
Les espèces de cette famille ont des rhinophores pourvus de pédoncules renflés, et des branchies ramifiées souvent saillantes sur le dos. Dépourvues de radula, elles se nourrissent d'éponges au moyen de sucs digestifs qu'elles appliquent directement sur leur proie.

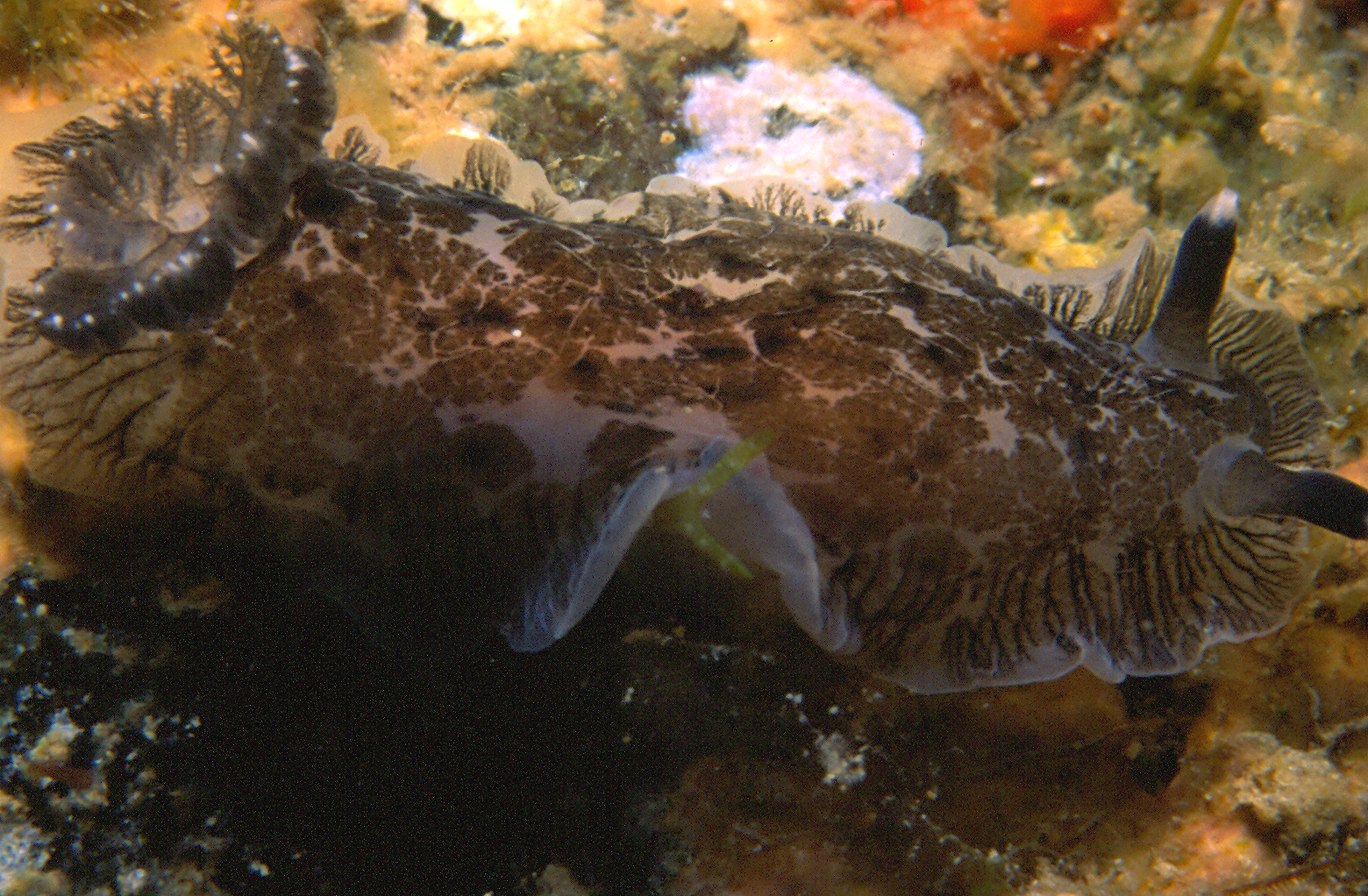
Dendrodoris grandiflora
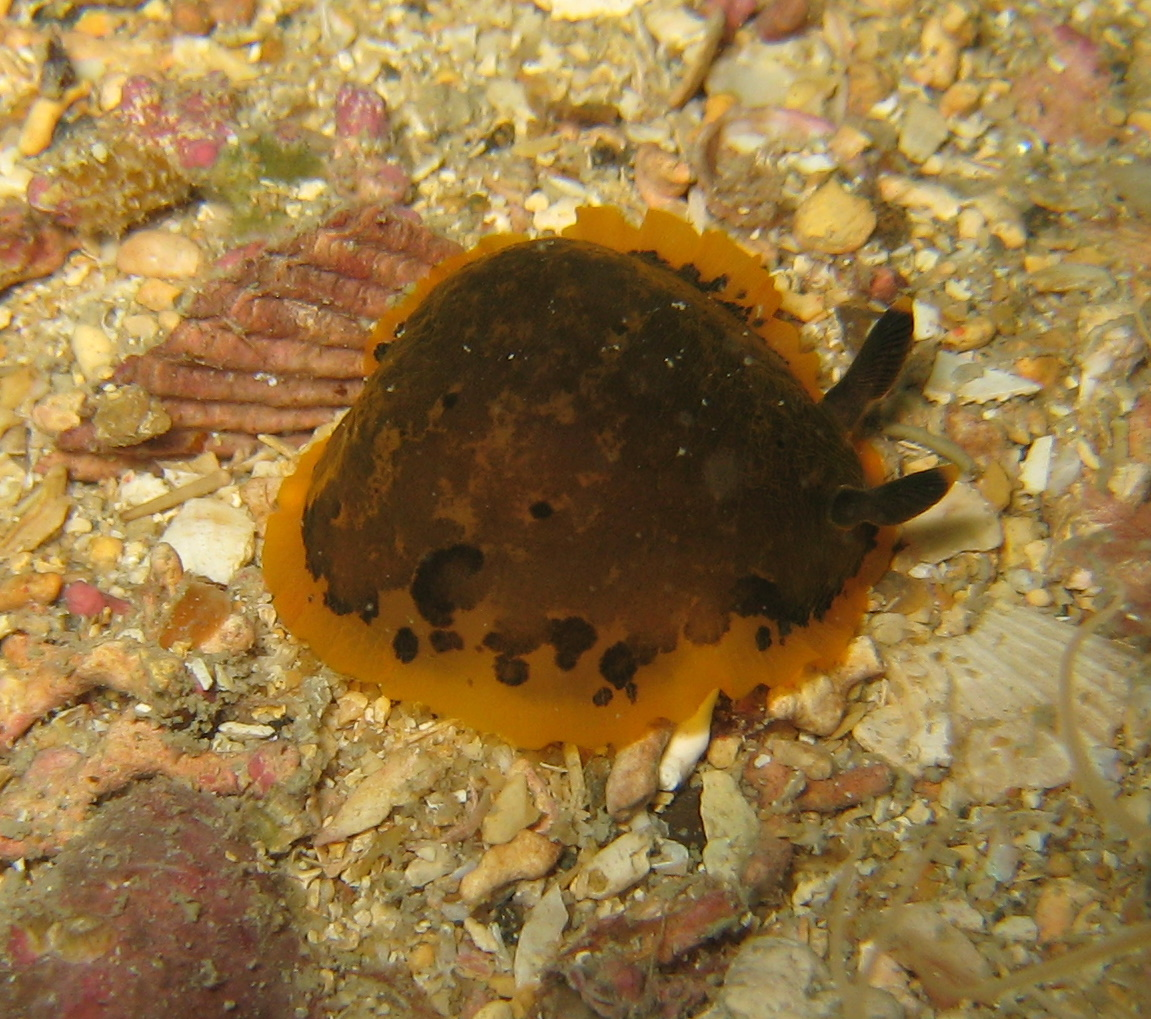
Dendrodoris limbata
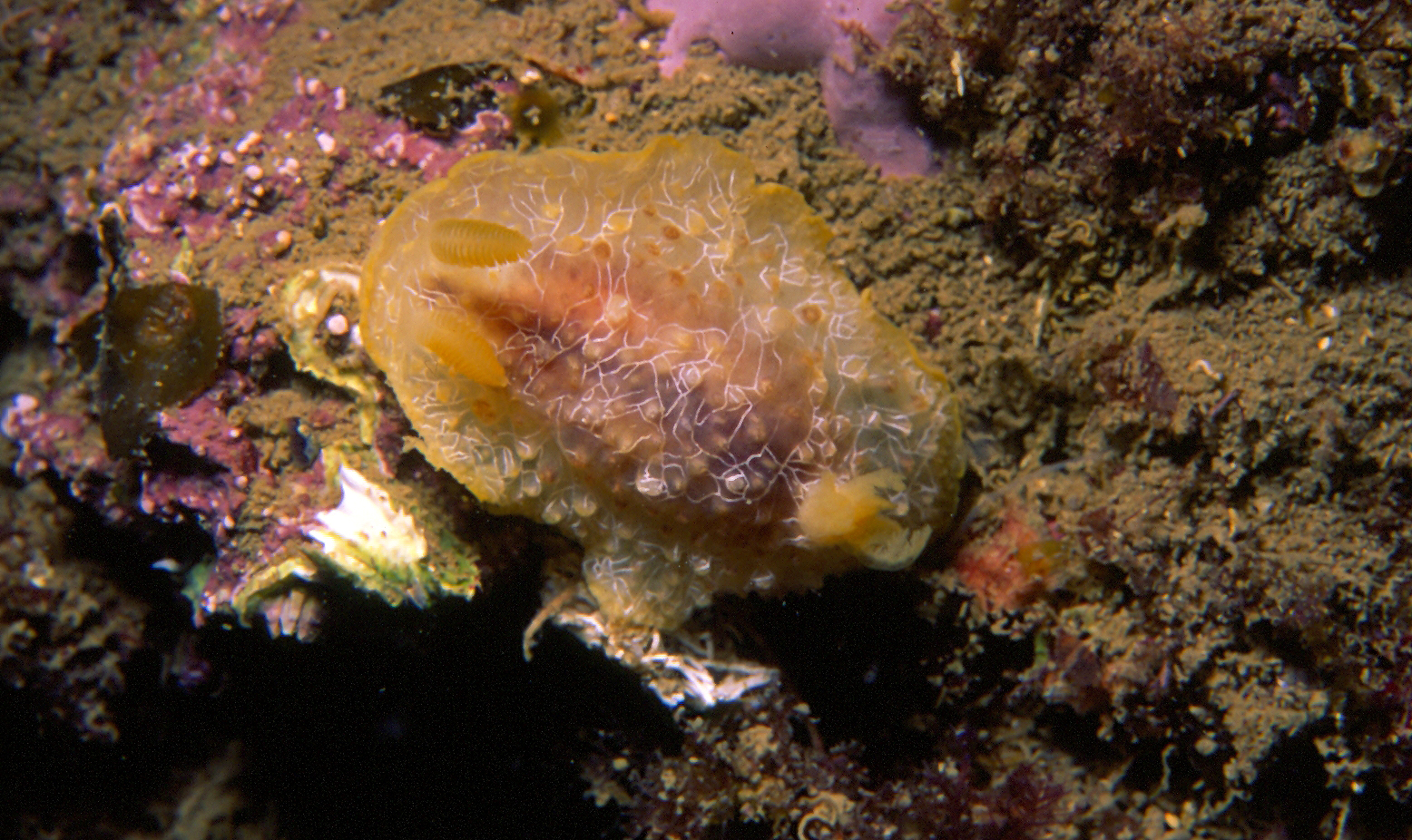
Doriopsilla areolata

Non illustré : Doriopsilla pelseneeri

#### famillePhyllidiidae
Les espèces de cette famille ont un corps ovale, robuste, et couvert dorsalement de papilles arrondies et coriaces. Les rhinophores sont lamellés et rétractables. Ils ont perdu leur panache branchial, au profit de branchies secondaires situées entre le pied et le manteau. Ils se nourrissent d'éponges, par succion : ils n'ont donc ni radula ni mâchoires.

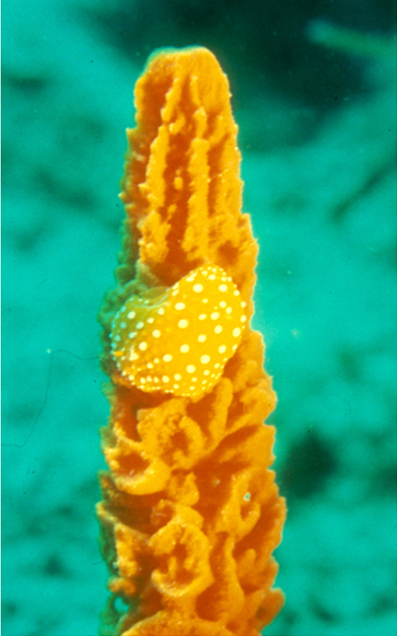
Phyllidia flava

### Super-famillePolyceroidea

#### familleAegiridae
Non illustrés : Aegires leuckartii

#### famillePolyceridae

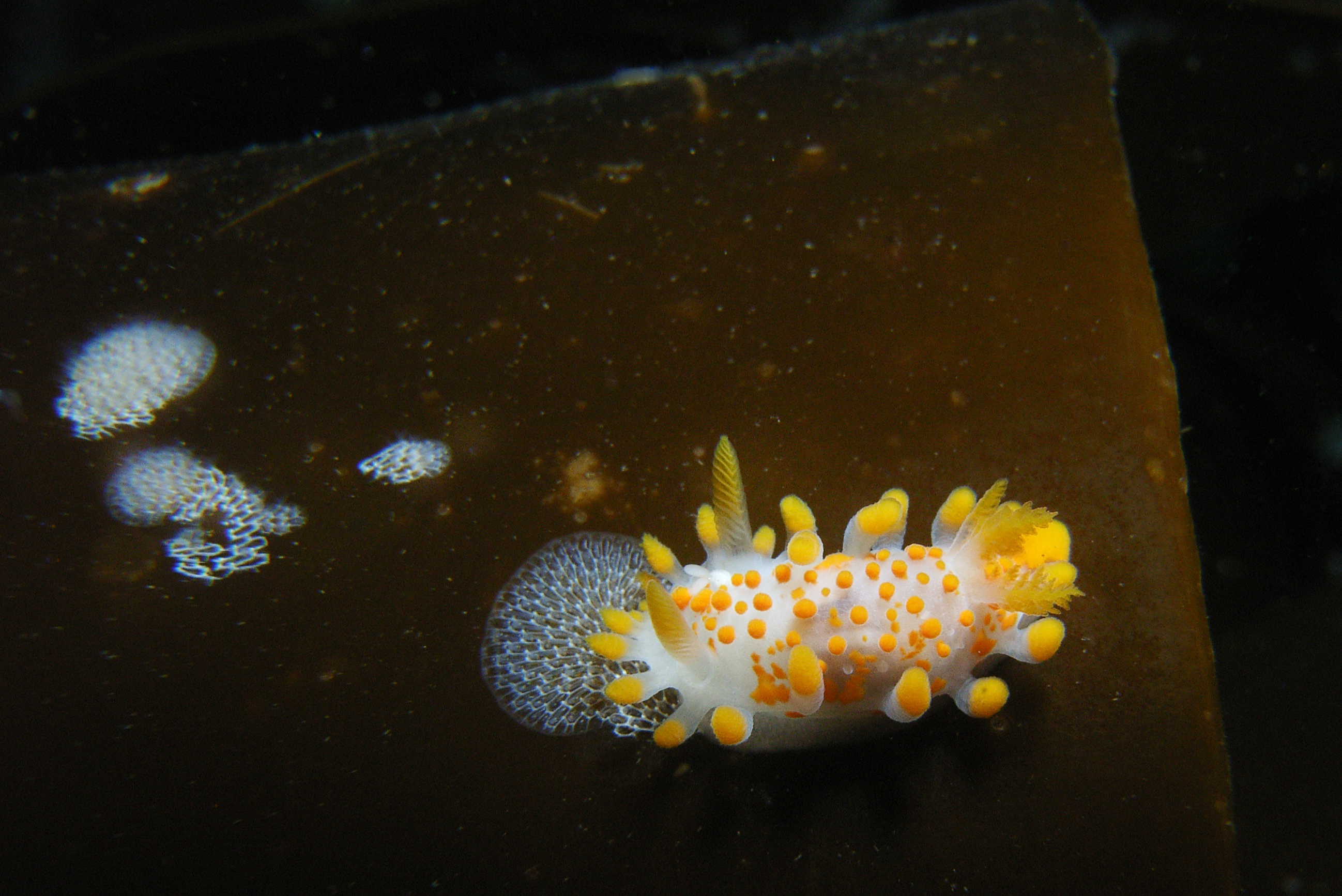
Limacia clavigera
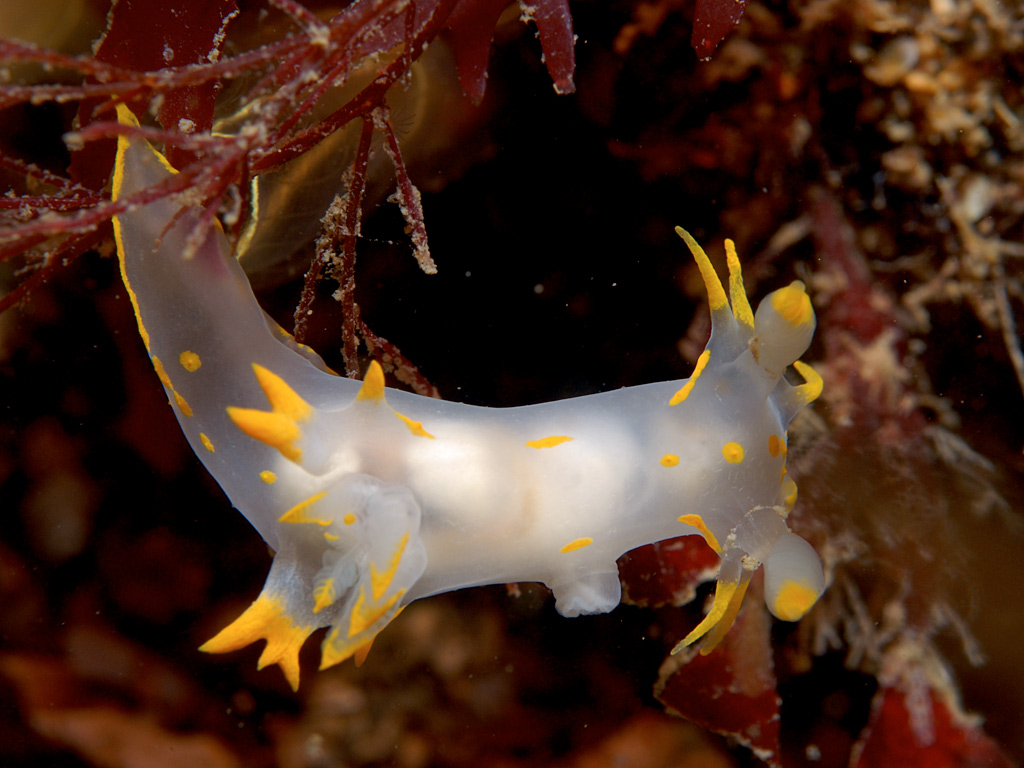
Polycera faeroensis
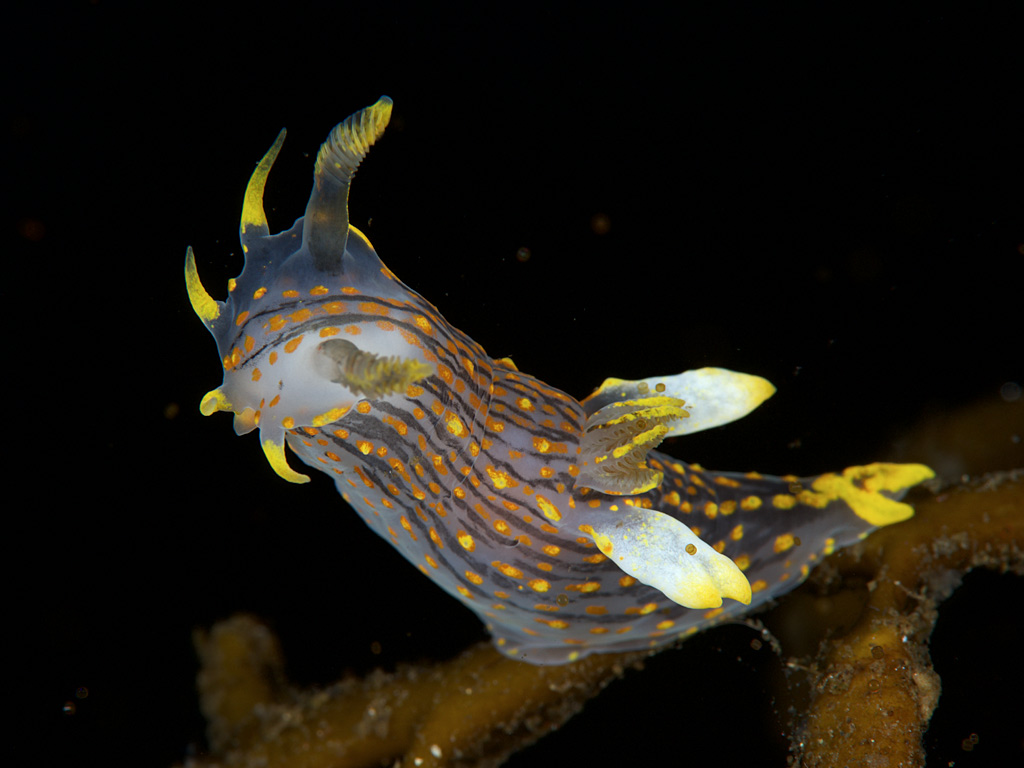
Polycera quadrilineata
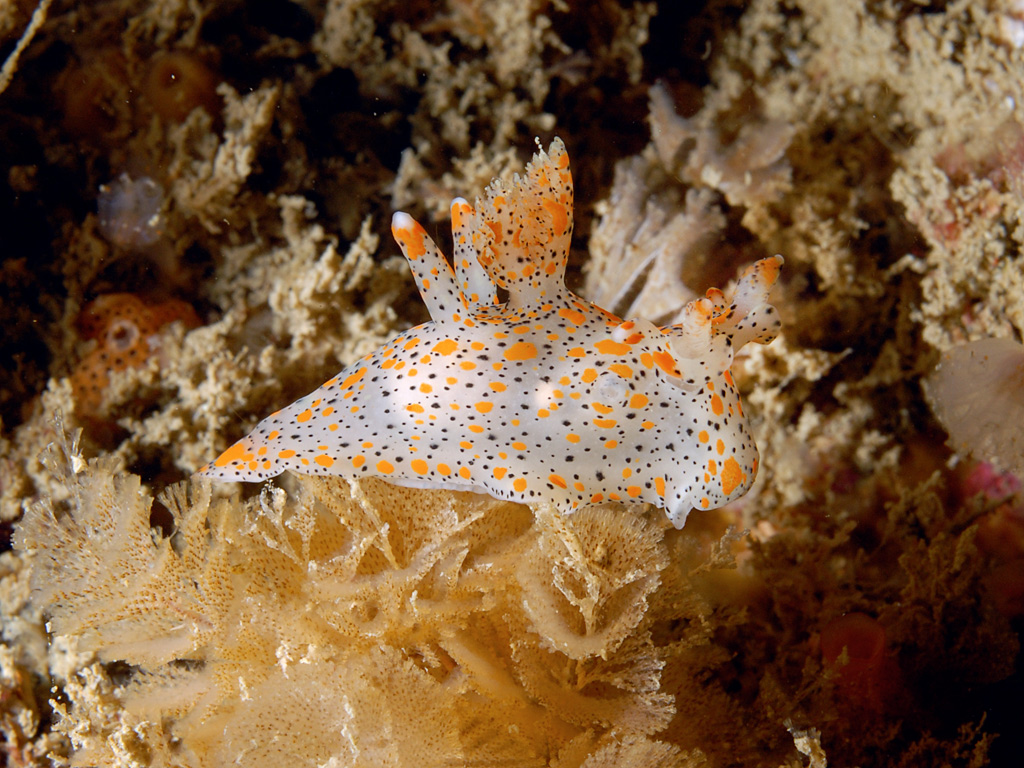
Thecacera pennigera
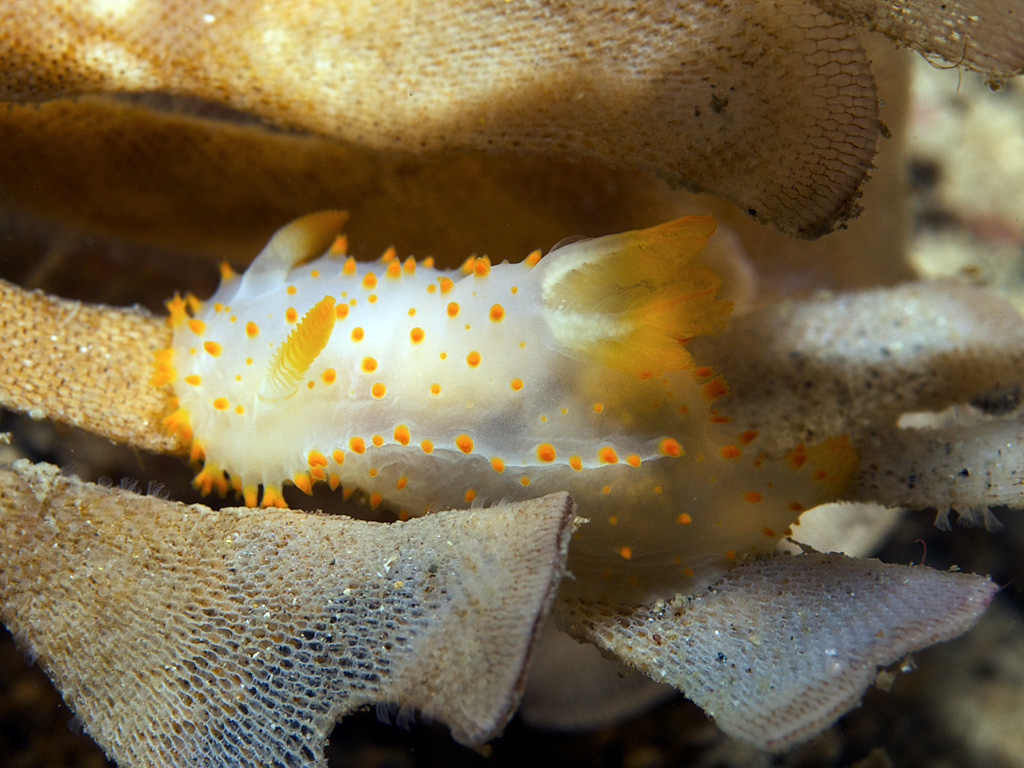
Crimora papillata
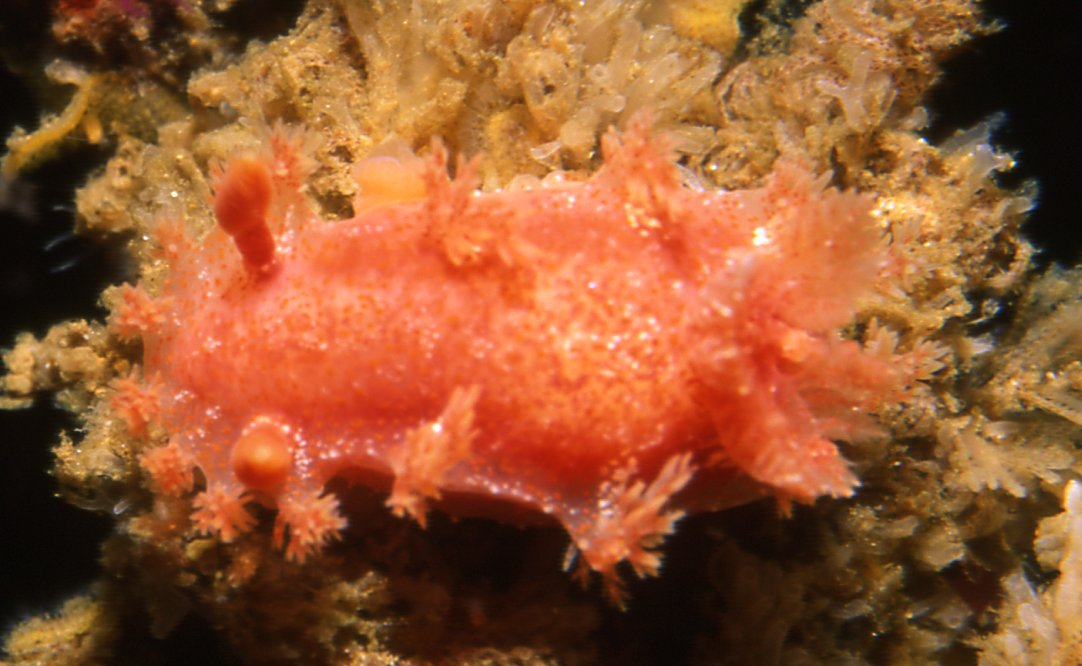
Kaloplocamus ramosus

Non illustrés : Roboastra europaea, Tambja ceutae, Tambja mediterranea, Tambja marbellensis, Polycera aurantiomarginata, Polycera elegans, Polycera maculata, Plocamopherus ocellatus.

## Nudibranches éolidiens (Dexiarchia,Aeolidida)
Les nudibranches éolidiens ont pour la plupart le corps allongé, et dorsalement couvert d’appendices fuselés appelés « cérates », qui remplacent le panache branchial. Ceux-ci jouent un rôle à la fois respiratoire, digestif et défensif, en concentrant les cellules urticantes des animaux venimeux qu’elles consomment (principalement des cnidaires, notamment des hydraires). Les cérates sont simples, et peuvent être alignés ou former des touffes. Sur la tête se trouve, en plus de la paire de rhinophores, une paire de tentacules buccaux assez longs, qui sont portés recourbés vers le haut chez de nombreuses espèces à la manière de défenses d’éléphant.

### Super-familleAeolidioidea

#### familleAeolidiidae
Dans cette famille, les cérates sont alignées régulièrement. Les tentacules oraux sont très longs, et accompagnés de tentacules propodiaux. Ils se nourrissent principalement de cnidaires.

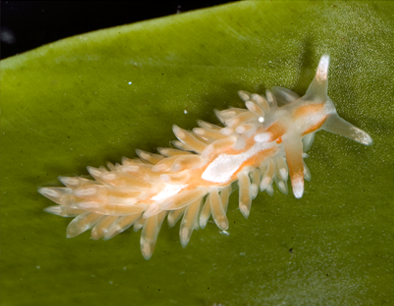
Anteaeolidiella lurana
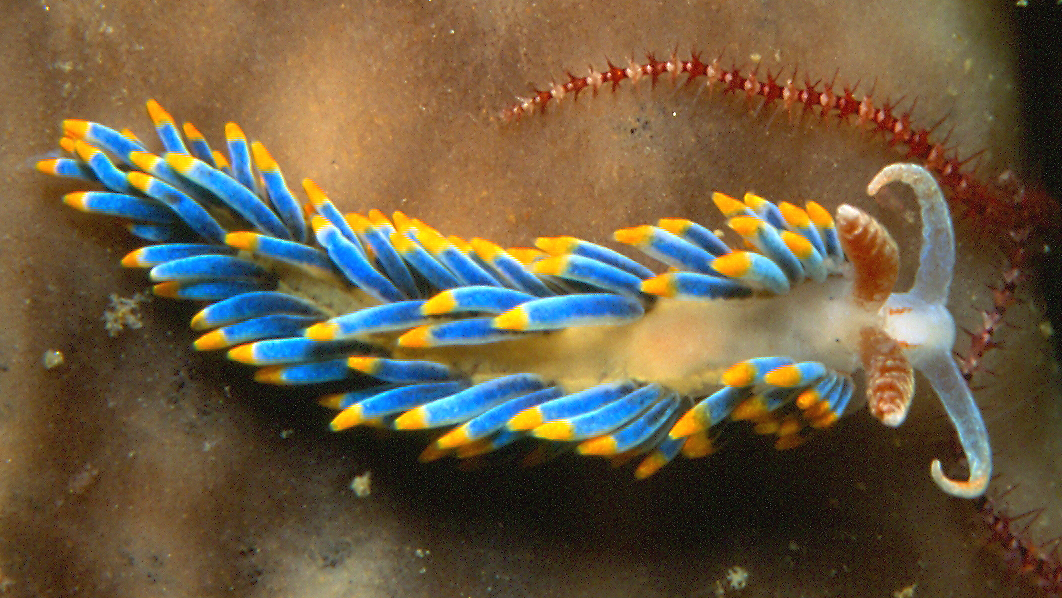
Berghia coerulescens
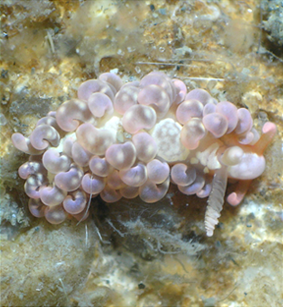
Spurilla neapolitana

Non illustrés : Aeolidiella alderi, Berghia verrucicornis, Cerberilla bernadettae, Limenandra nodosa.

#### familleFacelinidae

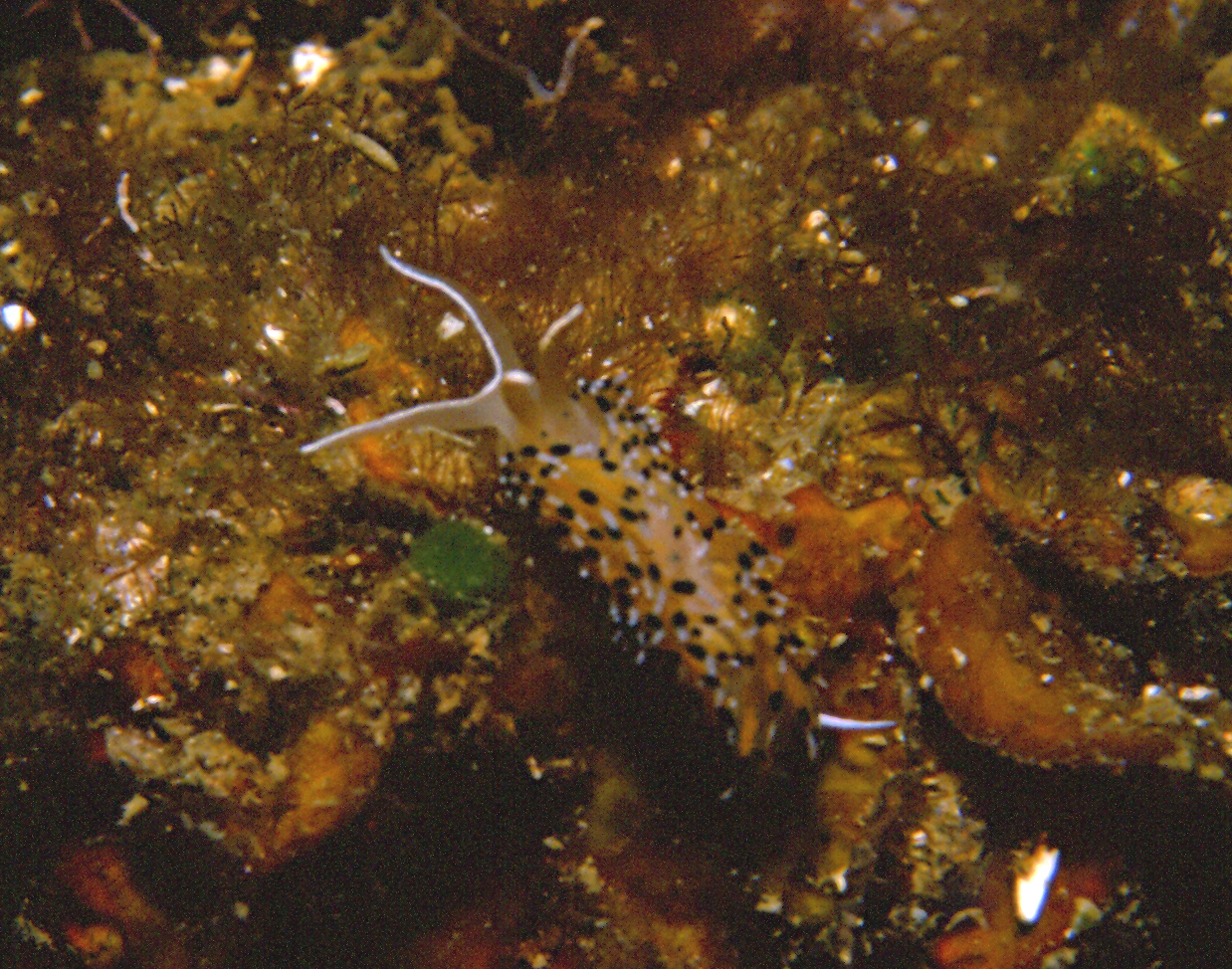
Caloria elegans
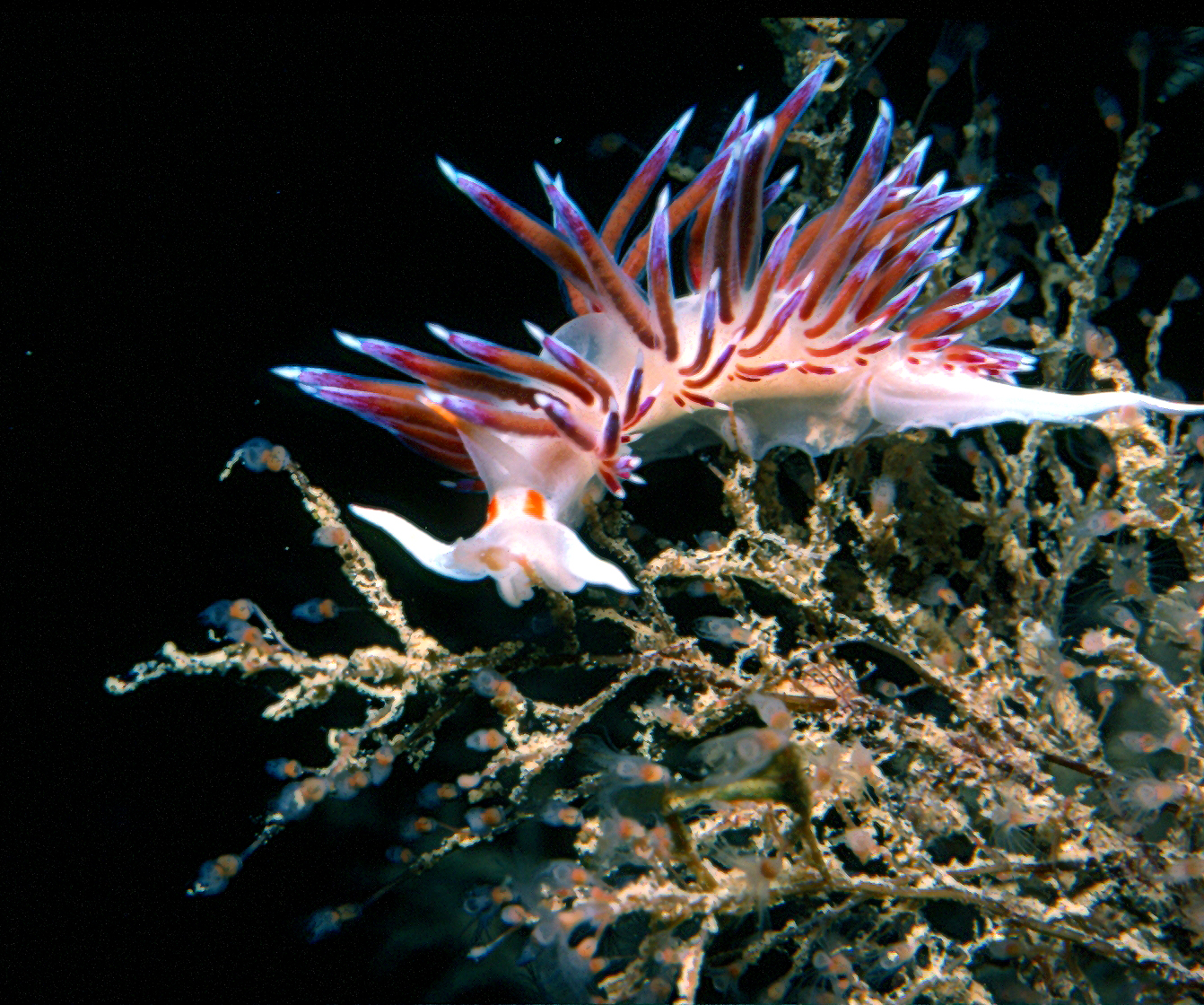
Cratena peregrina
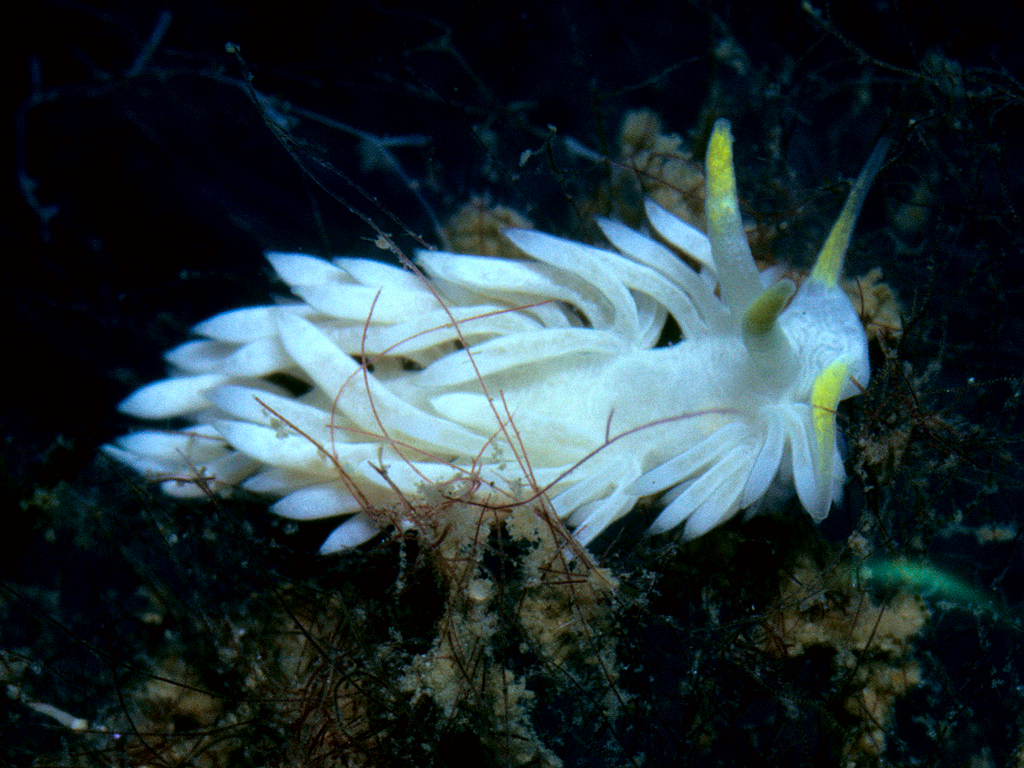
Dicata odhneri
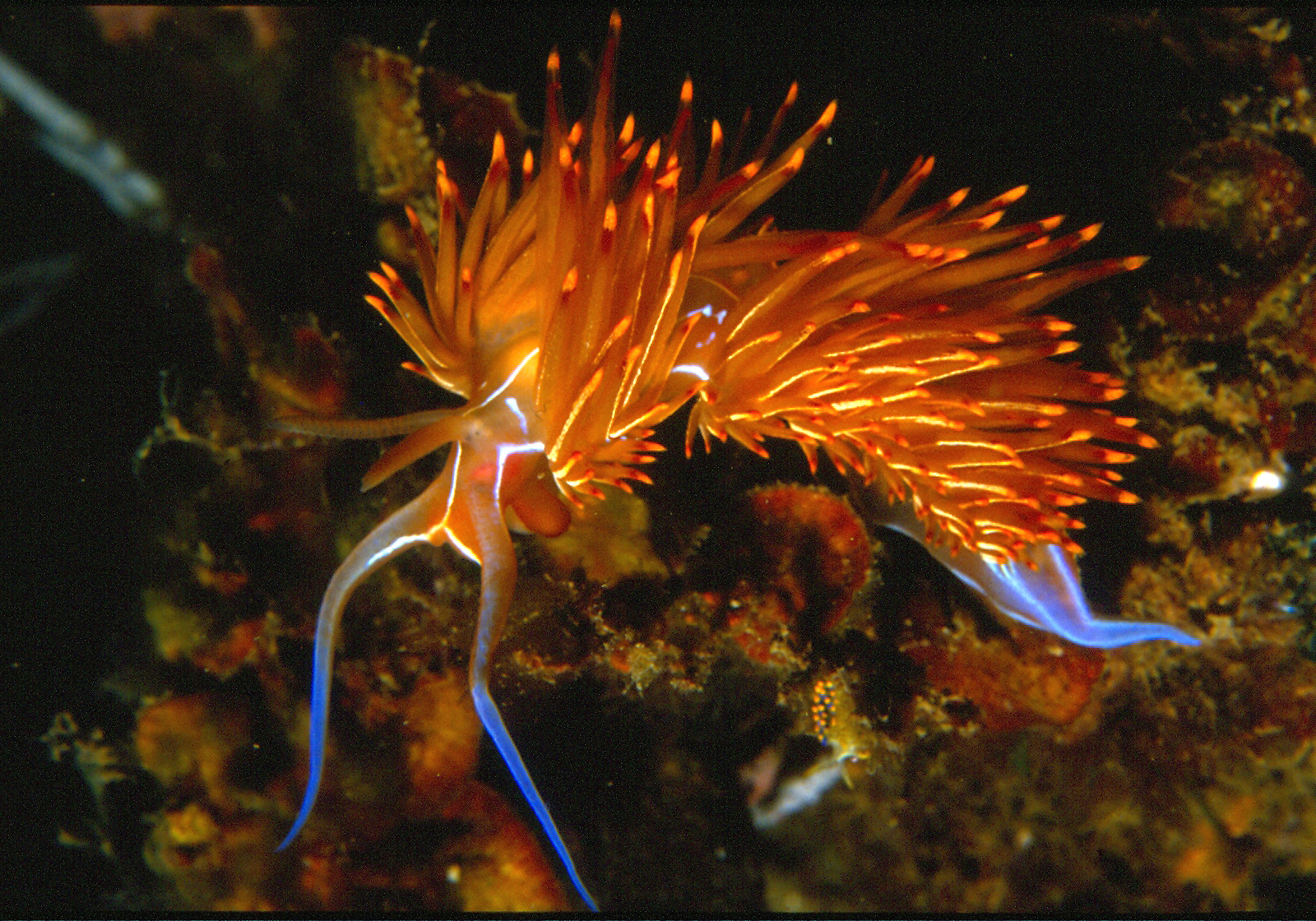
Dondice banyulensis
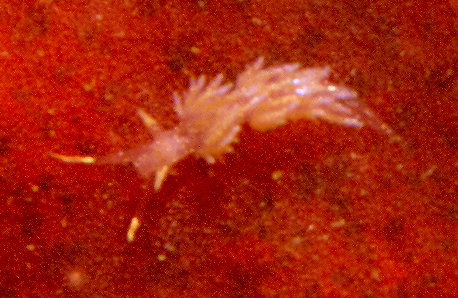
Facelina annulicornis
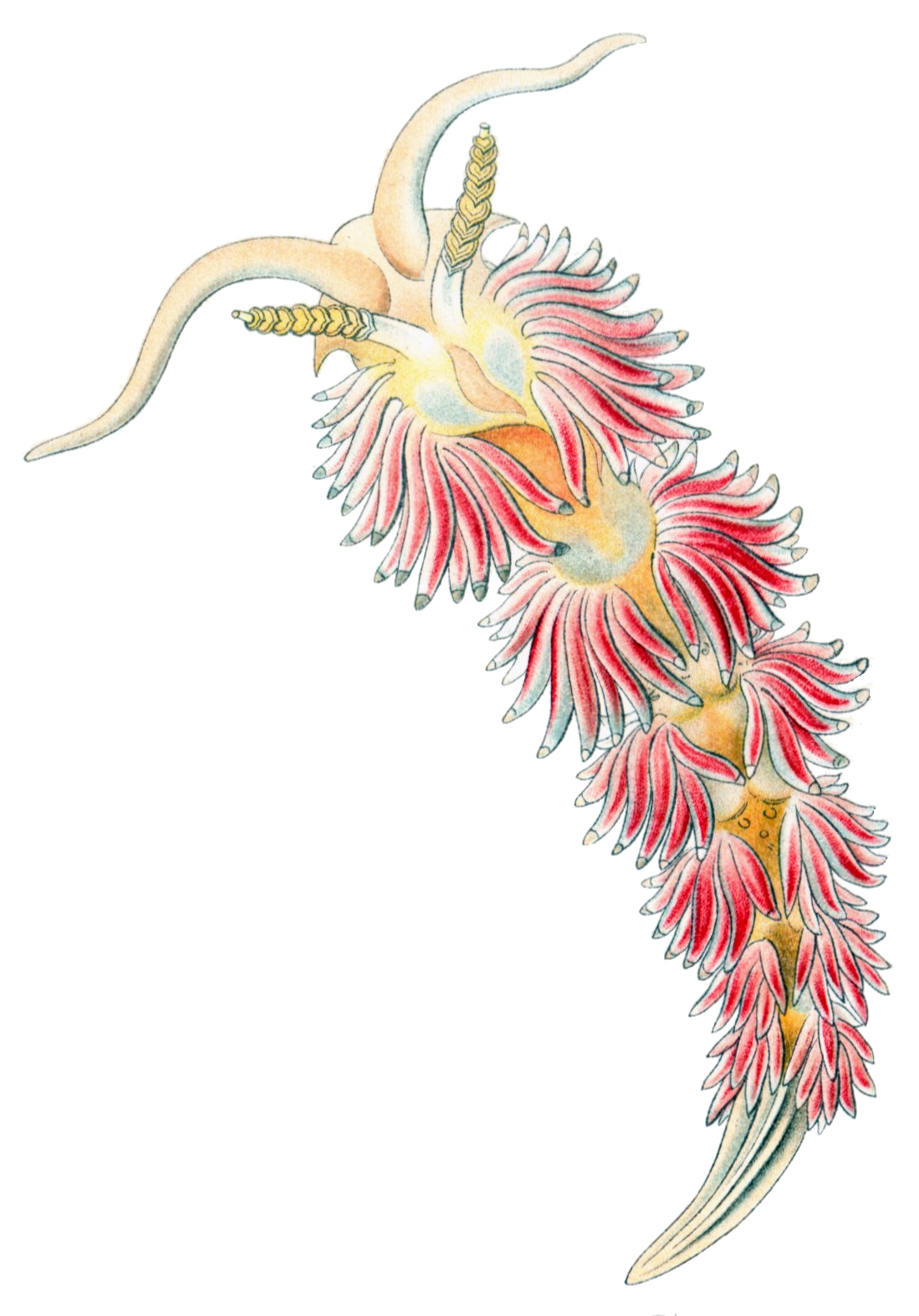
Facelina auriculata
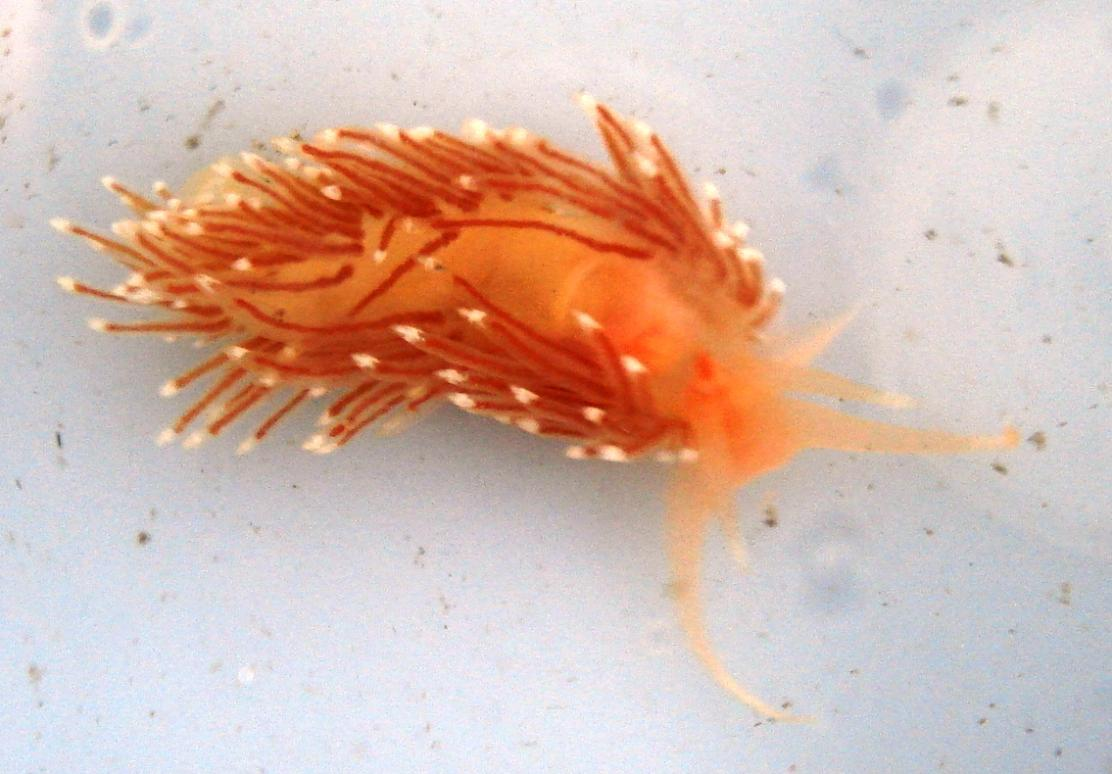
Facelina bostoniensis
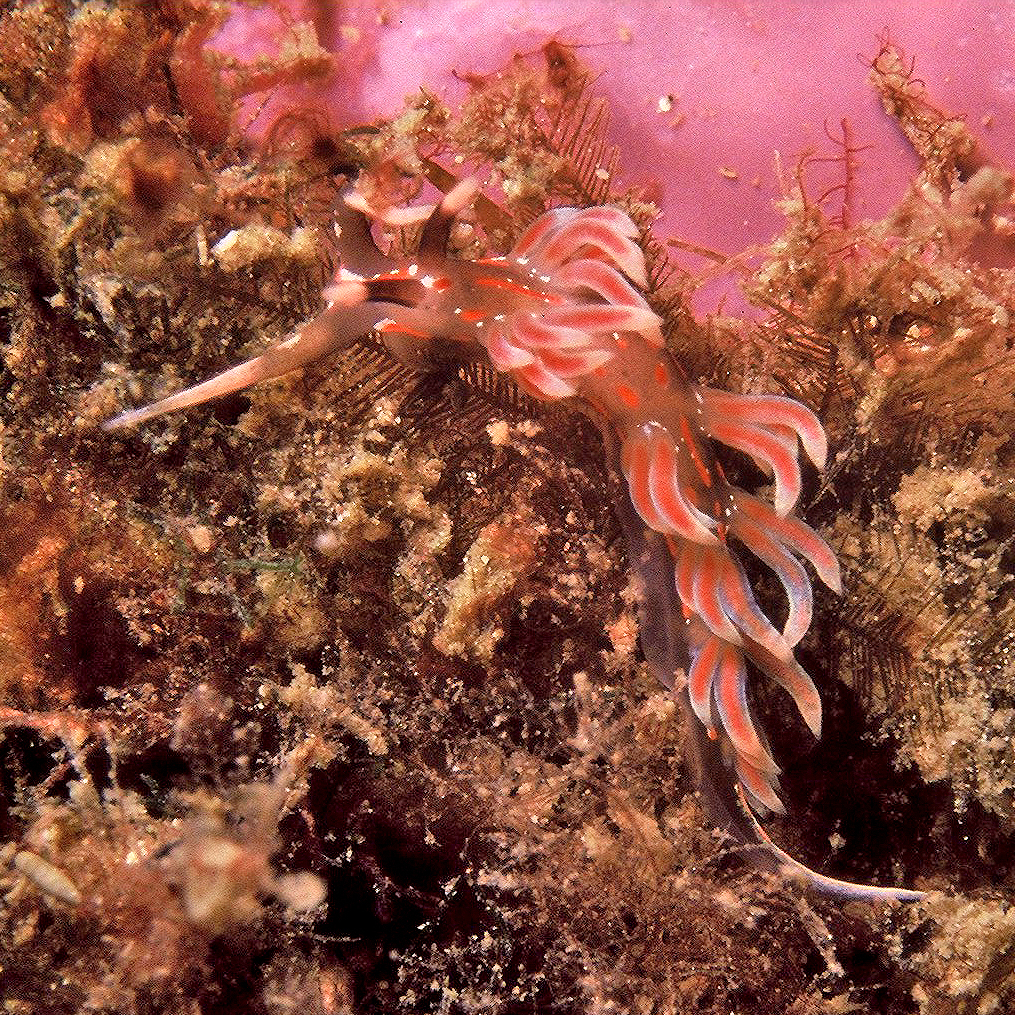
Facelina rubrovittata
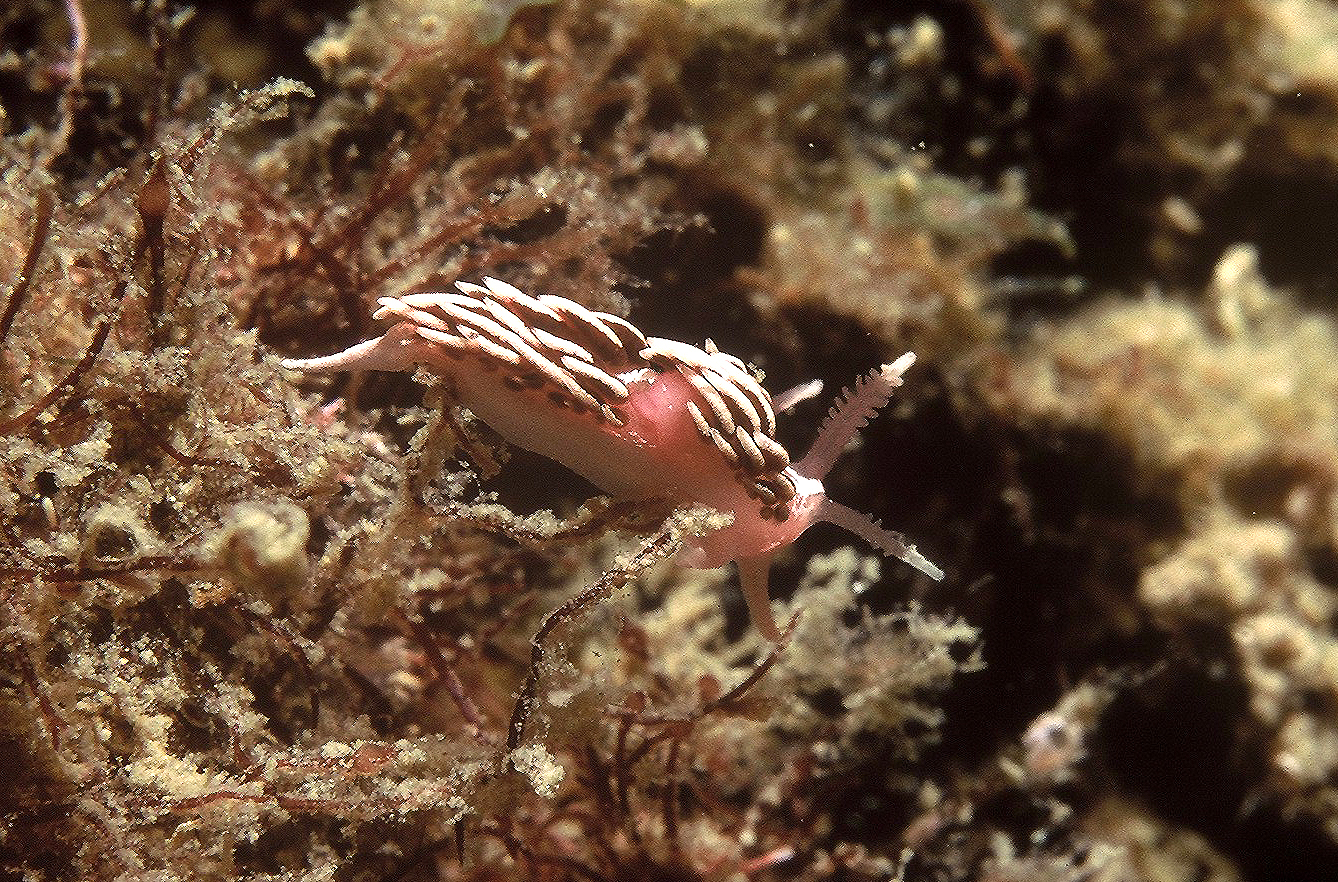
Facelinopsis marioni
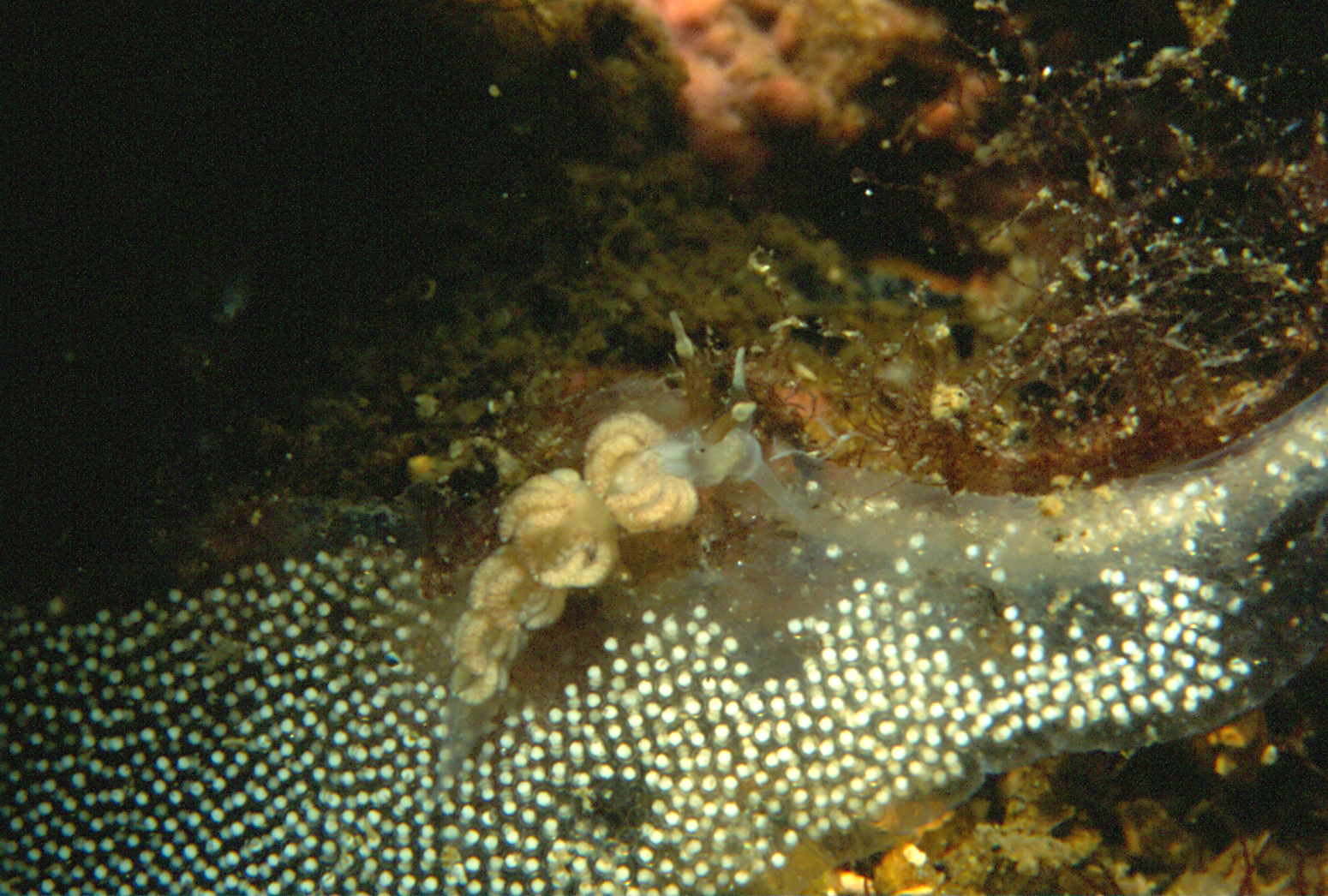
Favorinus branchialis
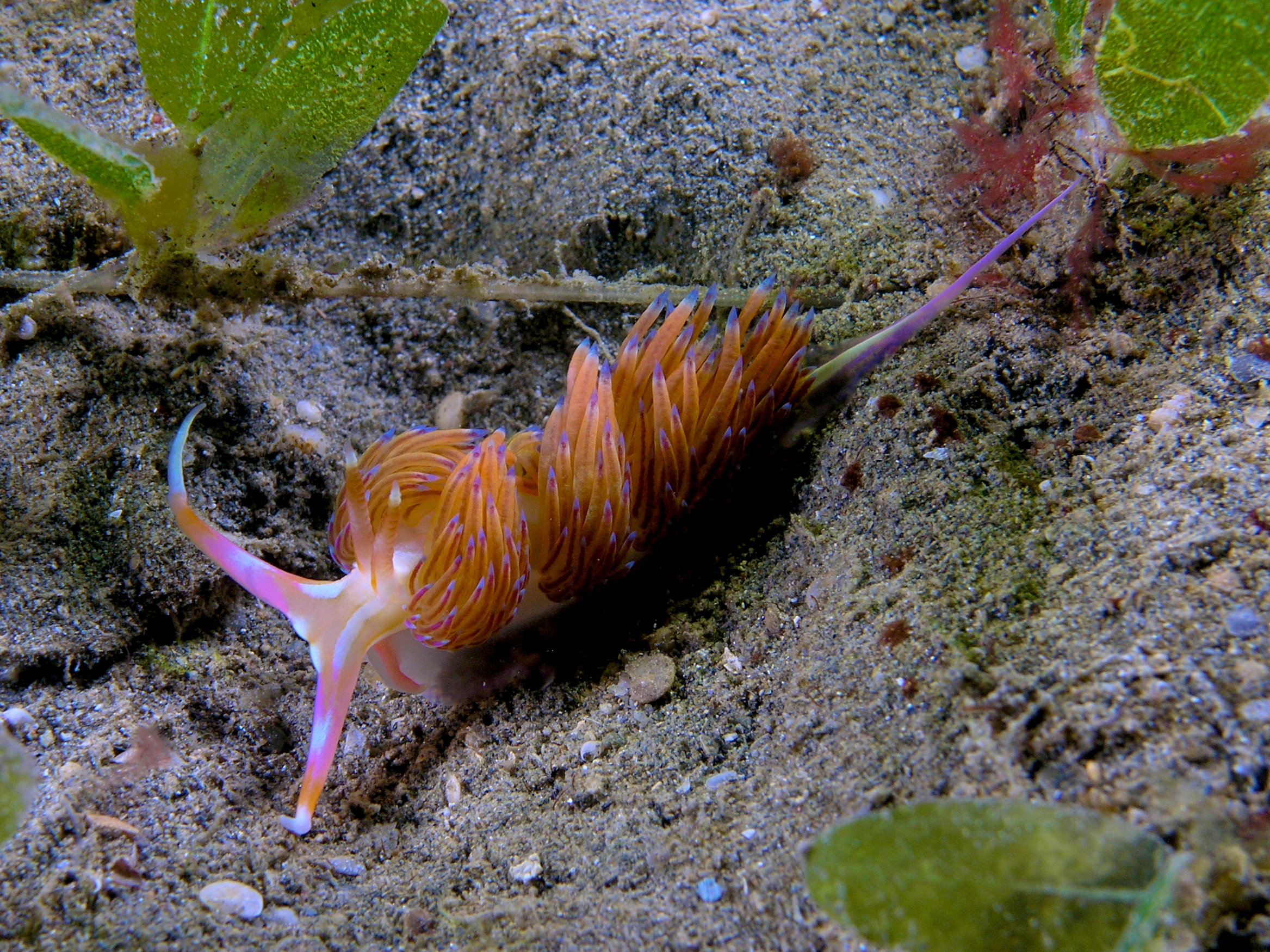
Godiva quadricolor

Non illustrés : Facelina dubia, Facelina fusca, Pruvotfolia pselliotes.

#### famillePiseinotecidae

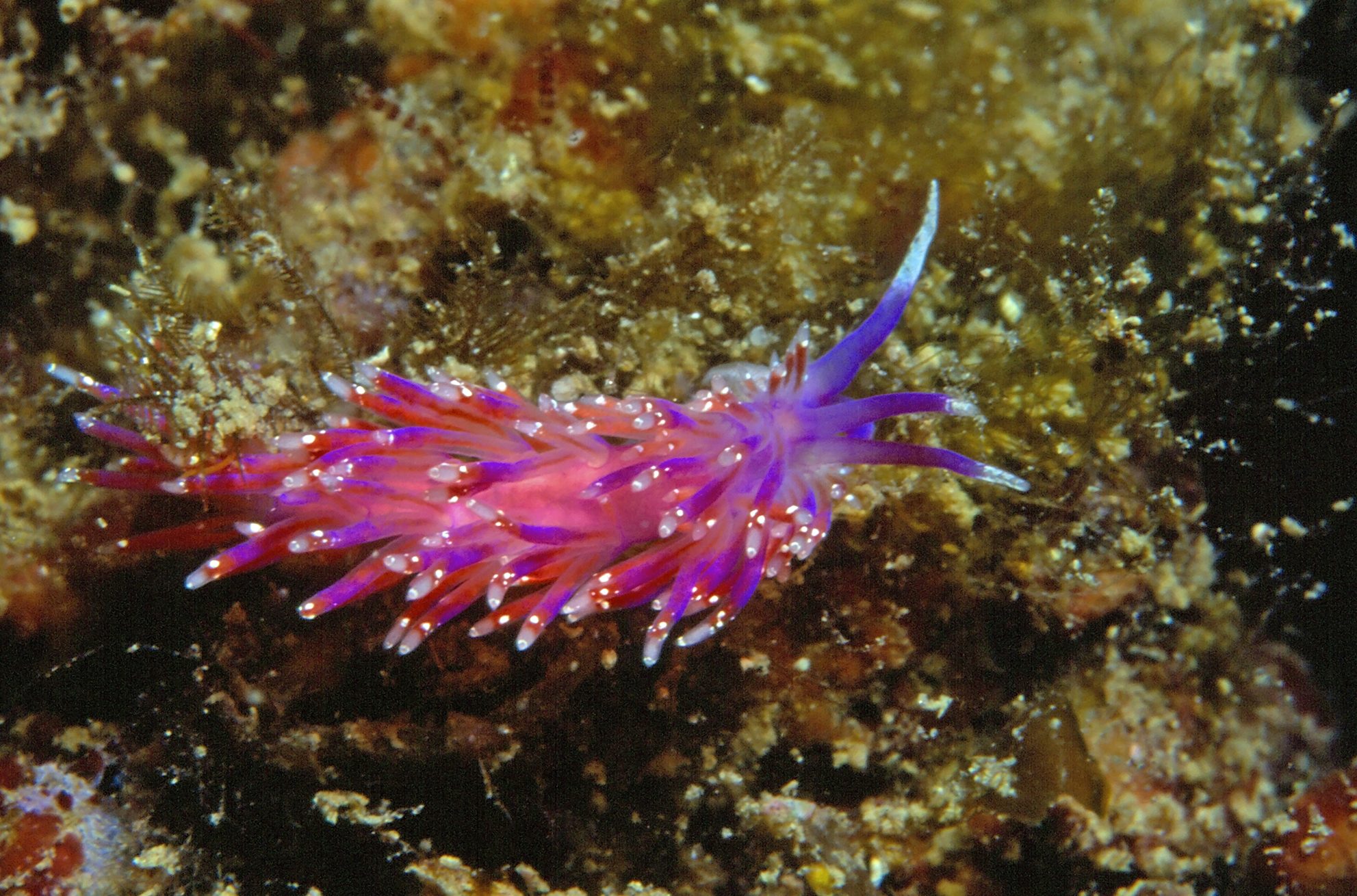
Piseinotecus soussi

Non illustré : Piseinotecus gabinierei

### Super-familleFionoidea

#### familleEubranchidae

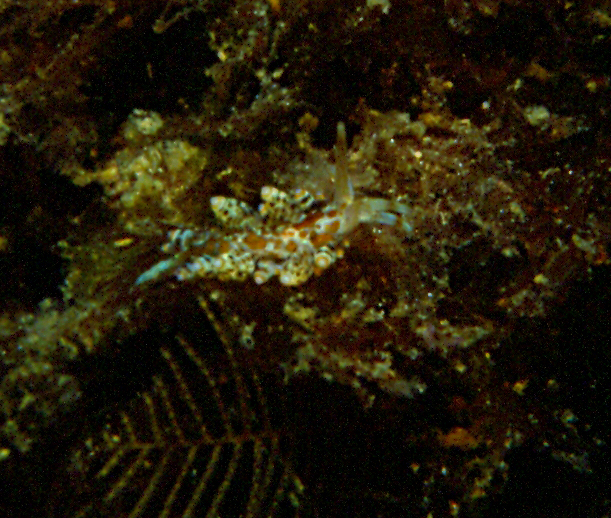
Eubranchus exiguus
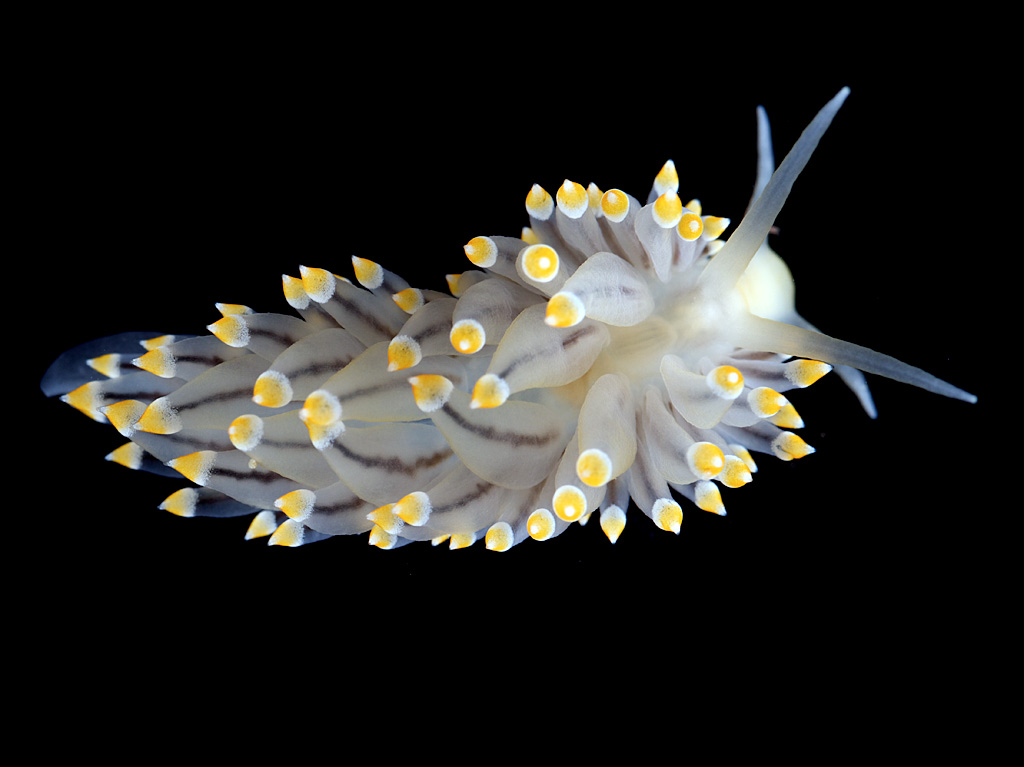
Eubranchus tricolor

Non illustrés : Eubranchus doriae, Eubranchus farrani.

#### familleFionidae

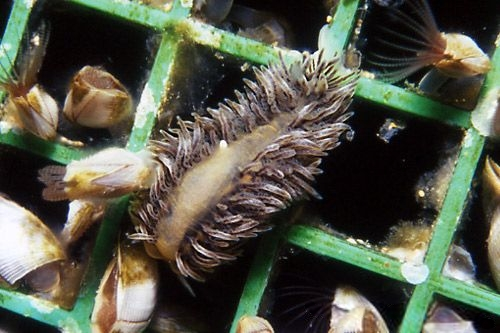
Fiona pinnata

#### familleTergipedidae

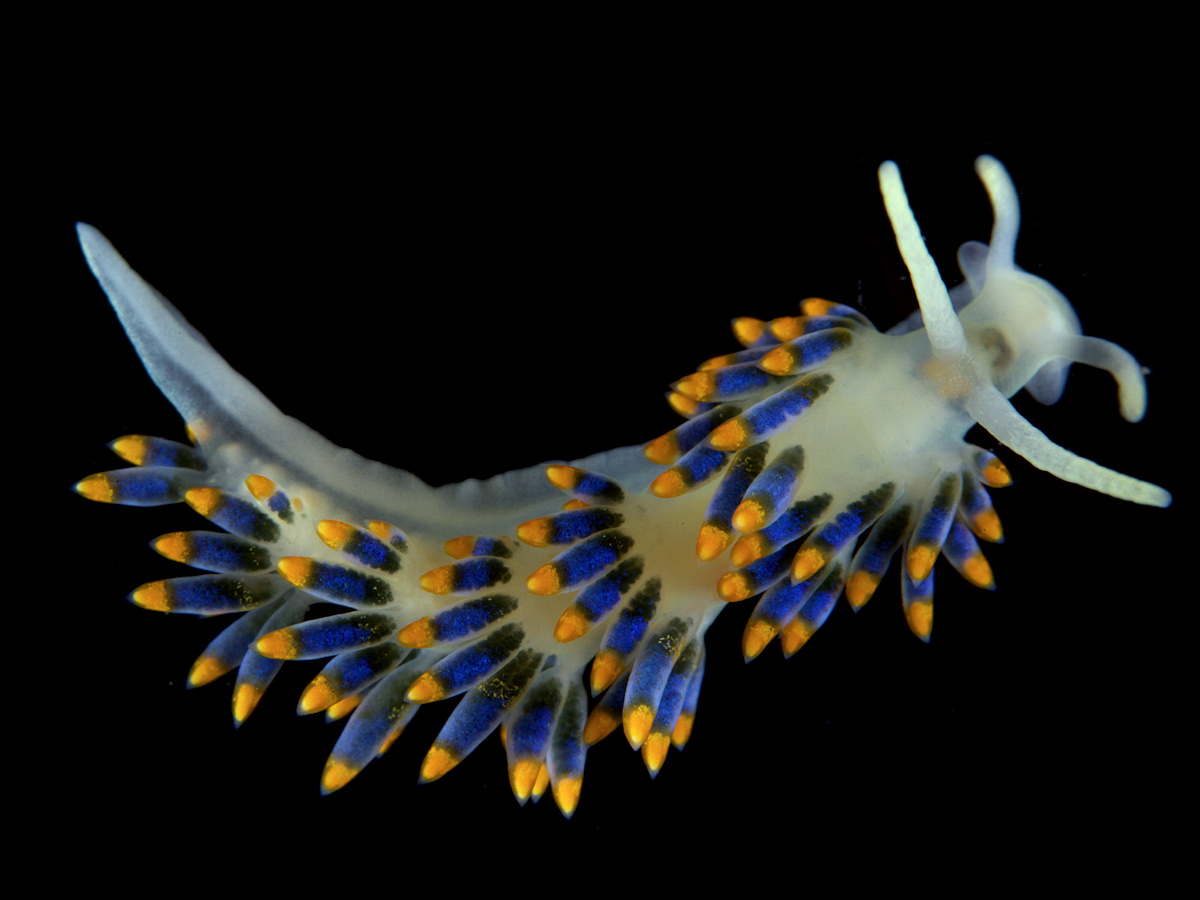
Trinchesia caerulea
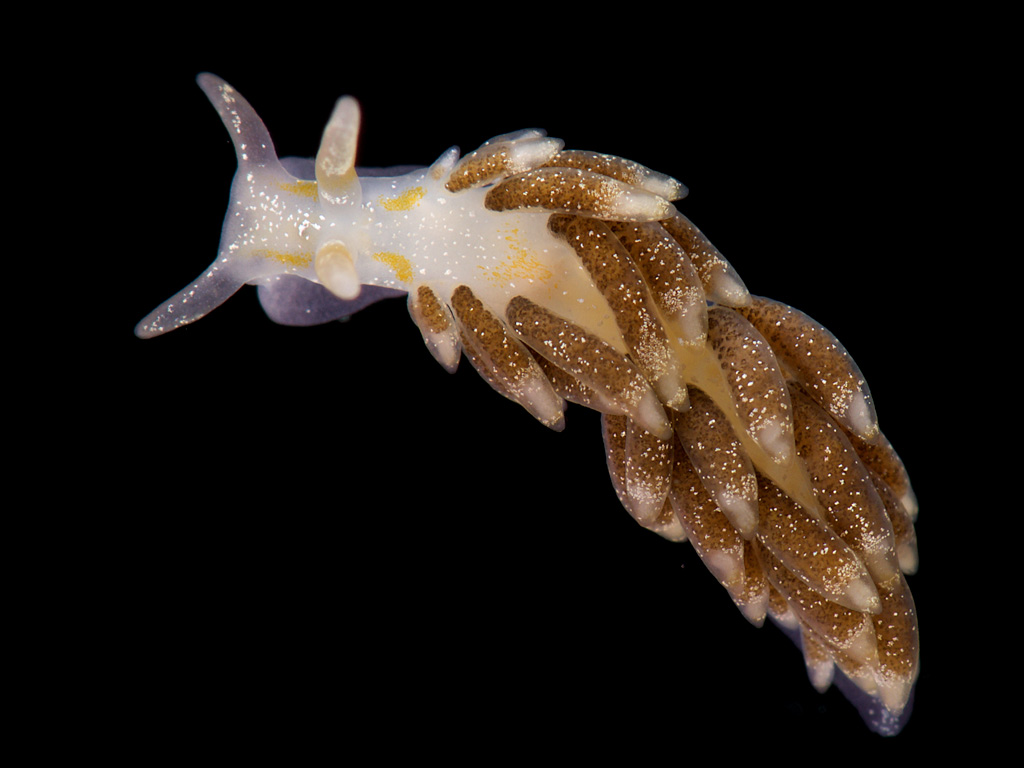
Trinchesia foliata
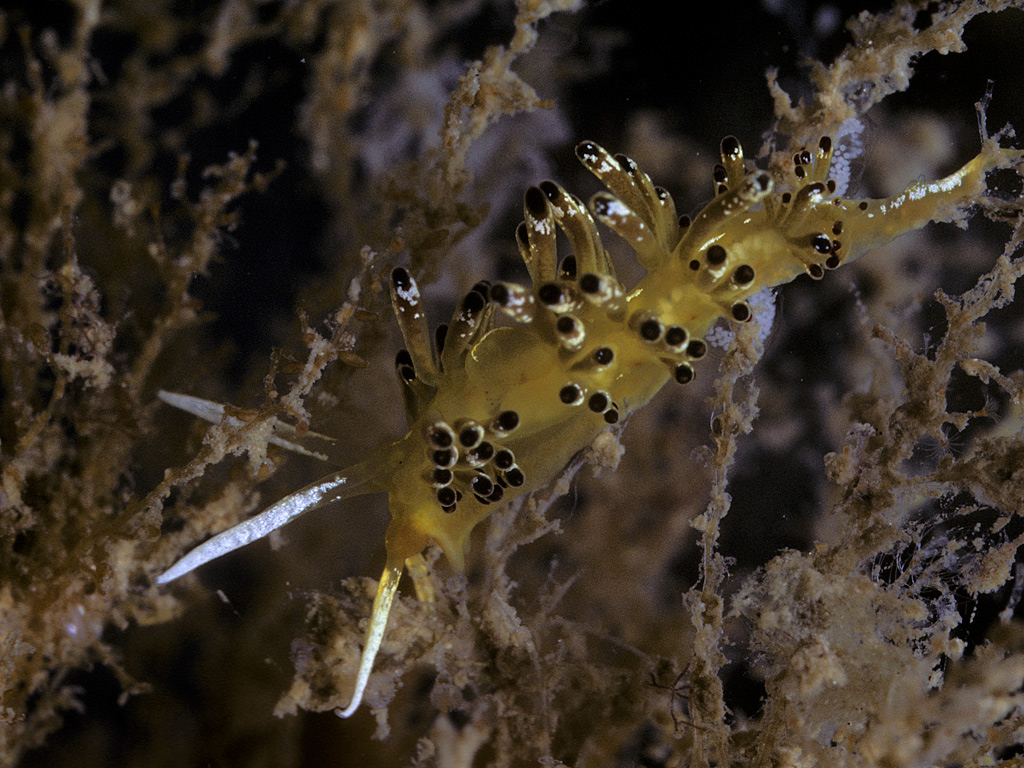
Trinchesia ocellata

Non illustrés : Trinchesia genovae, Trinchesia granosa.

### Super-familleFlabellinoidea

#### familleFlabellinidae
Cette famille comporte des espèces au corps effilé, et terminé en pointe. La disposition des cérates, tout comme l'aspect des rhinophores, est variable. La bouche est entourée de tentacules propodiaux, et surtout de tentacules oraux particulièrement longs et mobiles.

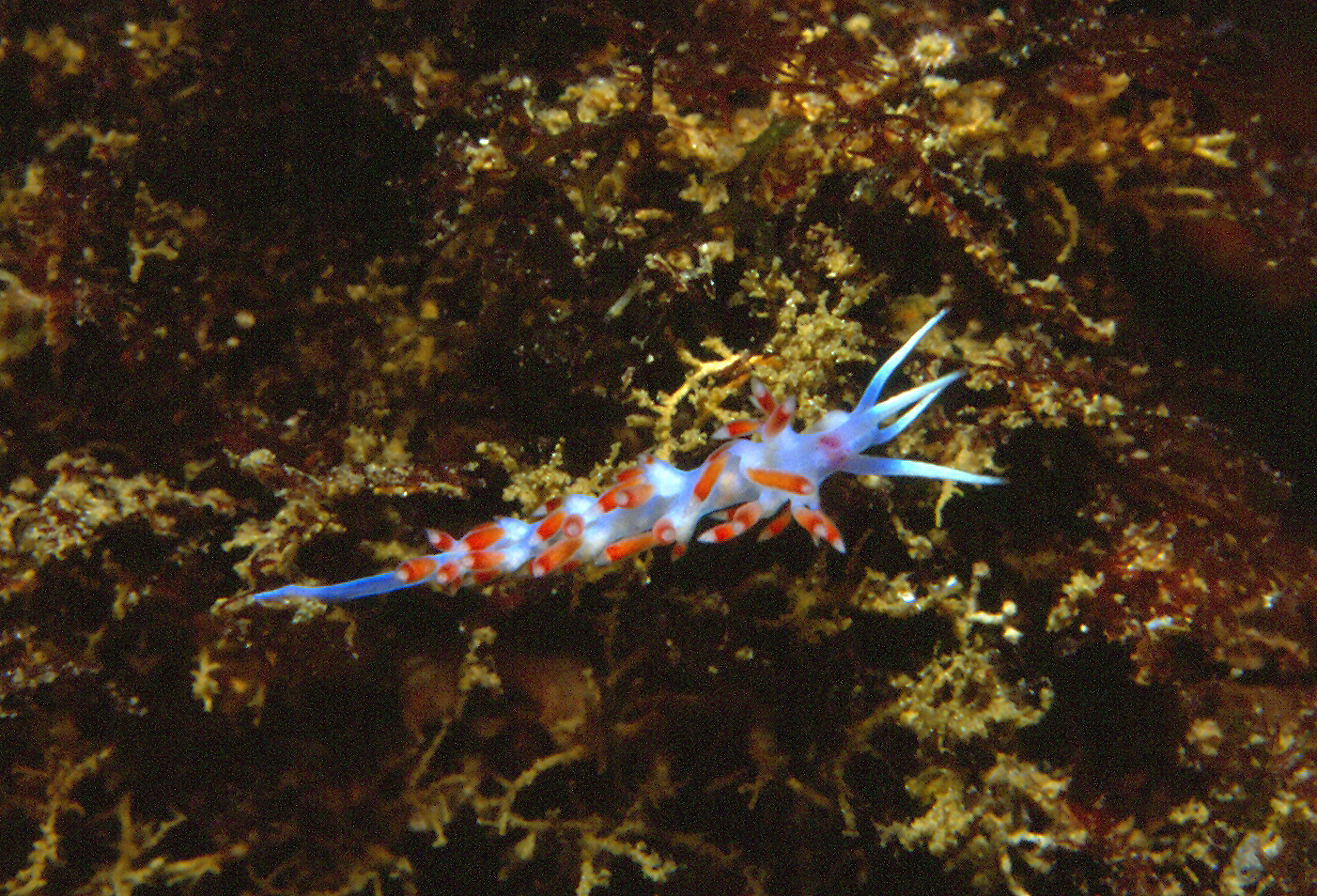
Calmella cavolini
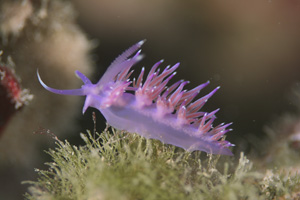
Flabellina affinis
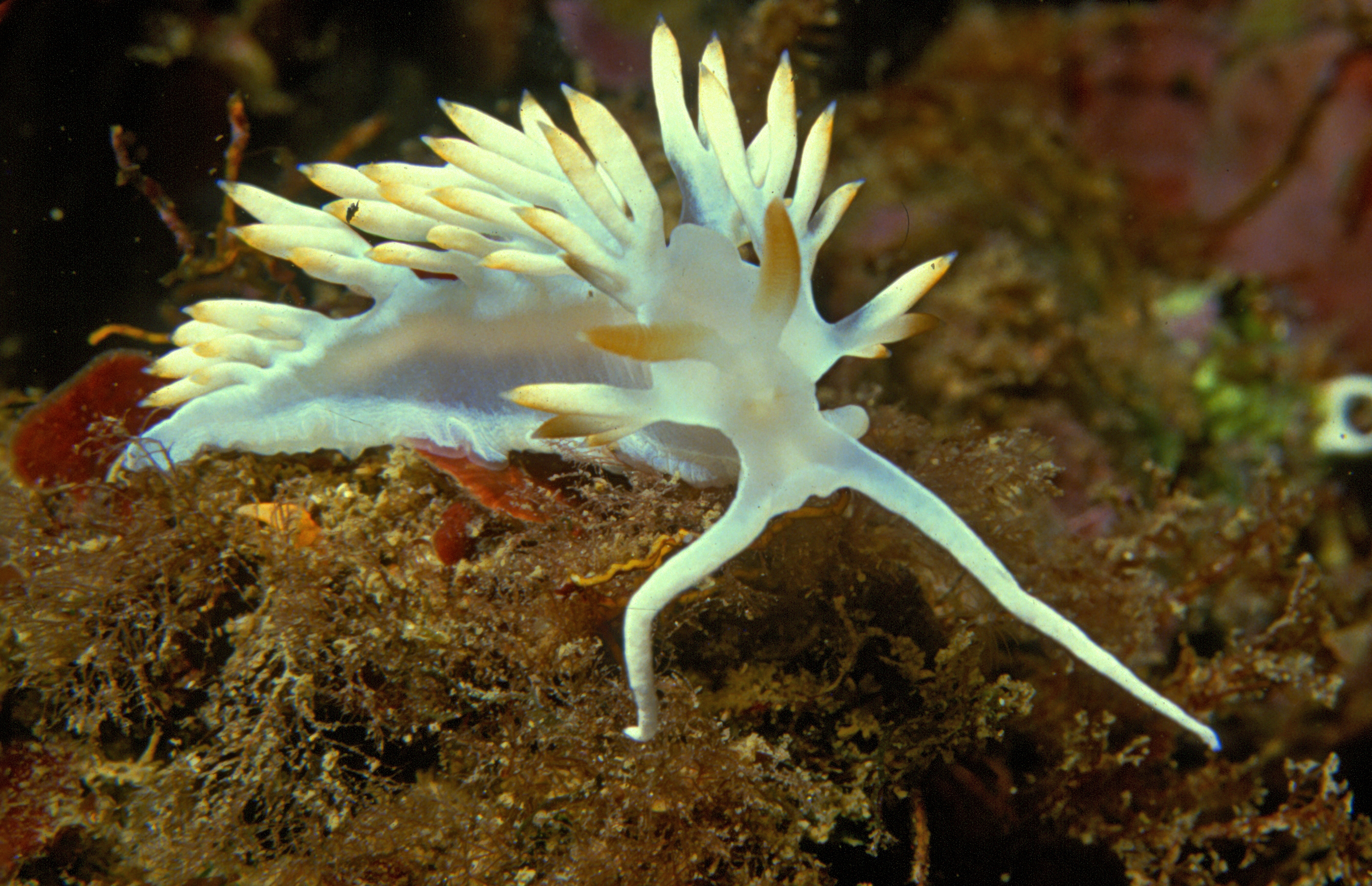
Flabellina babai
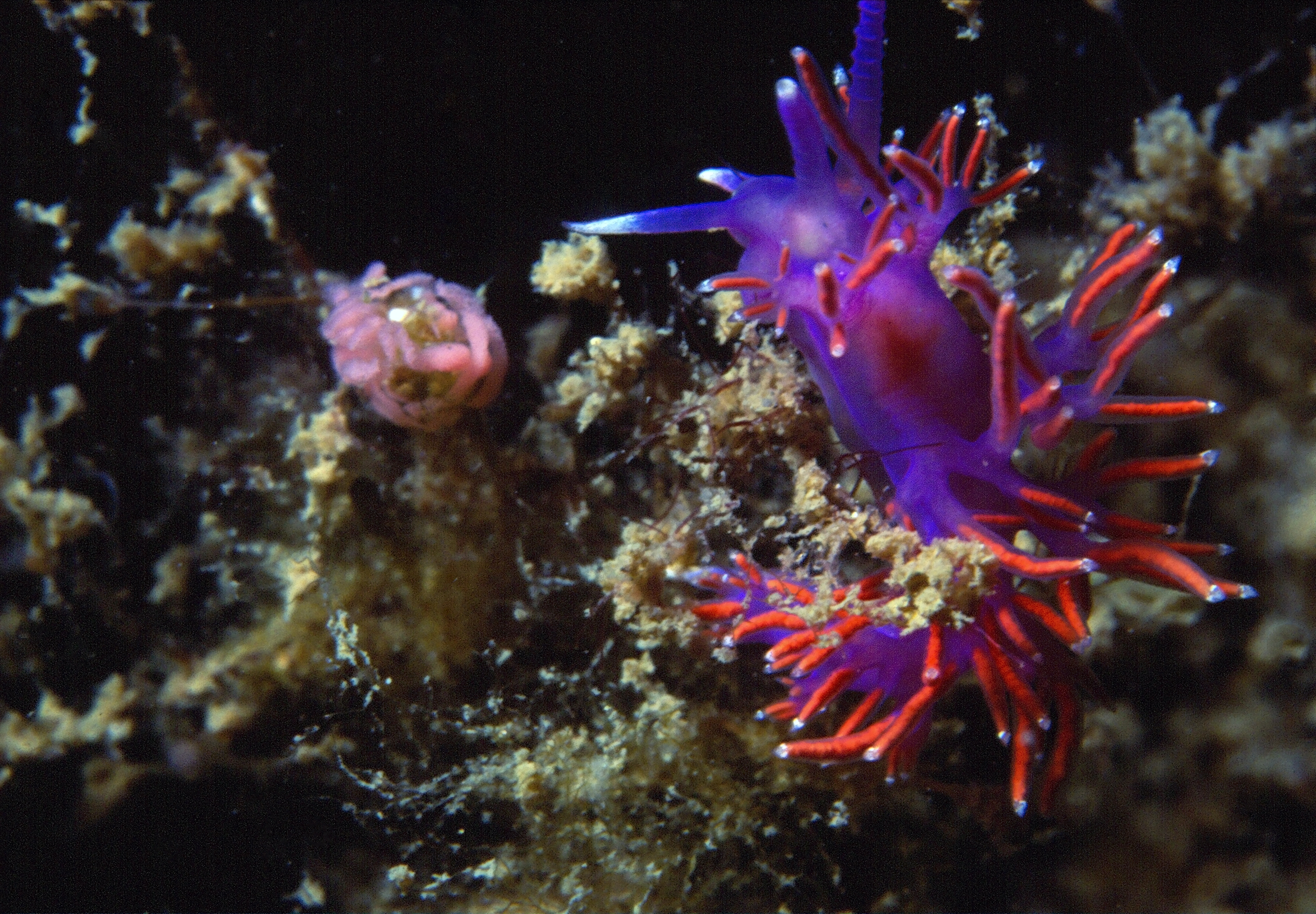
Flabellina ischitana
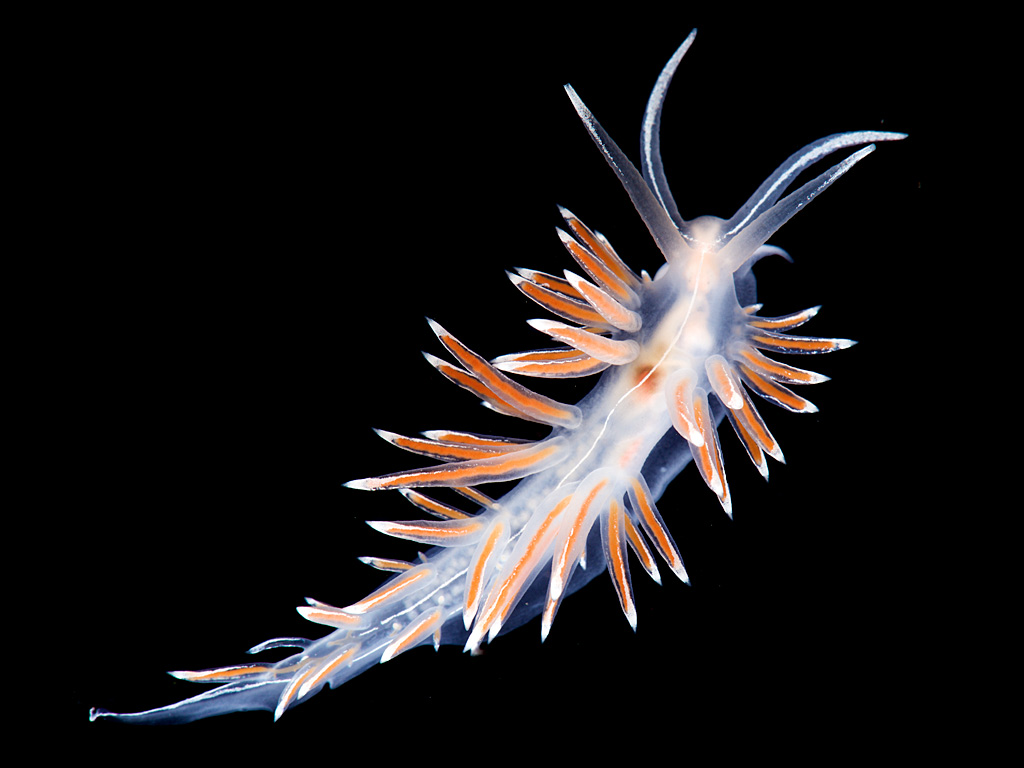
Flabellina lineata
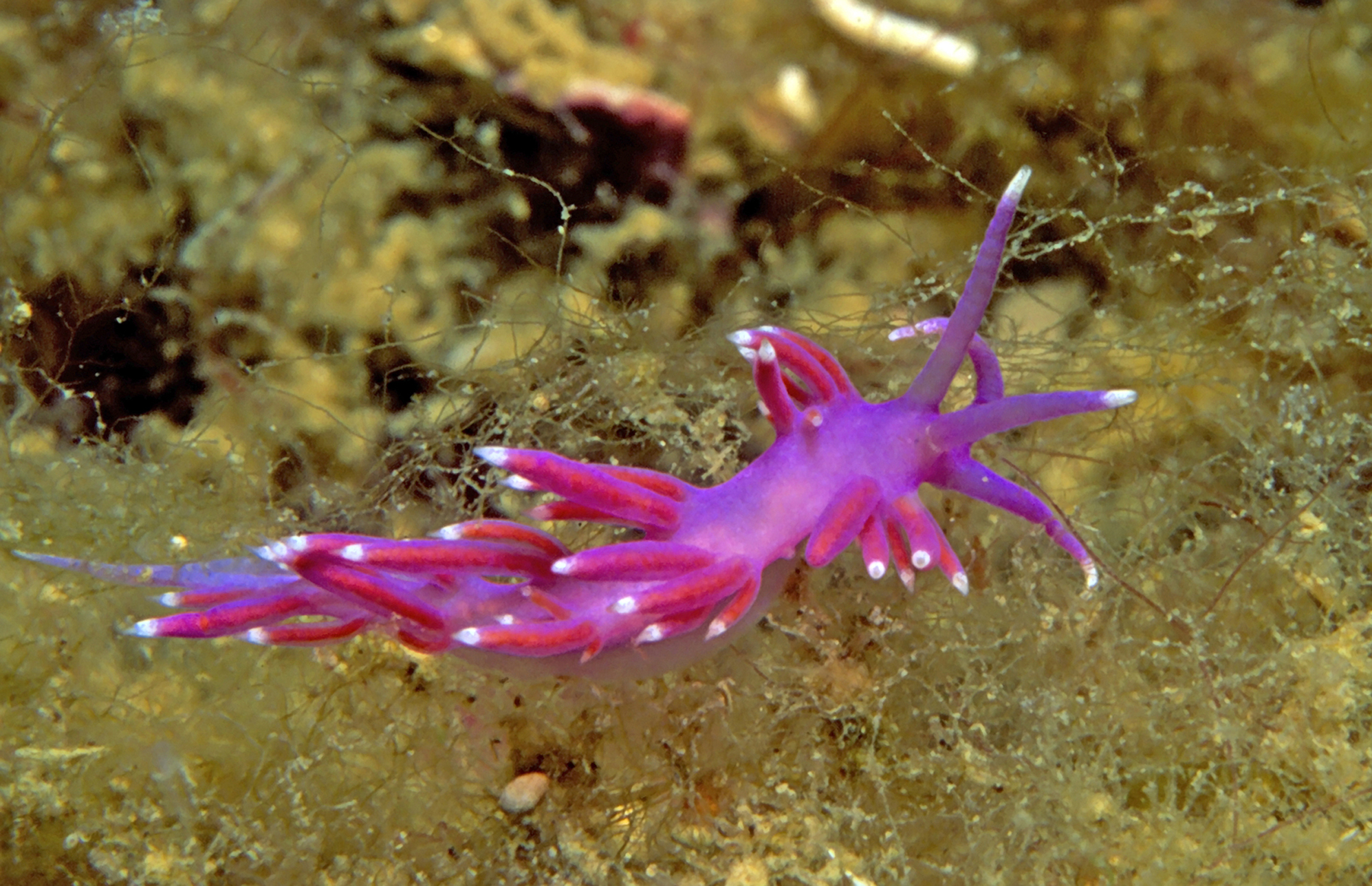
Flabellina pedata
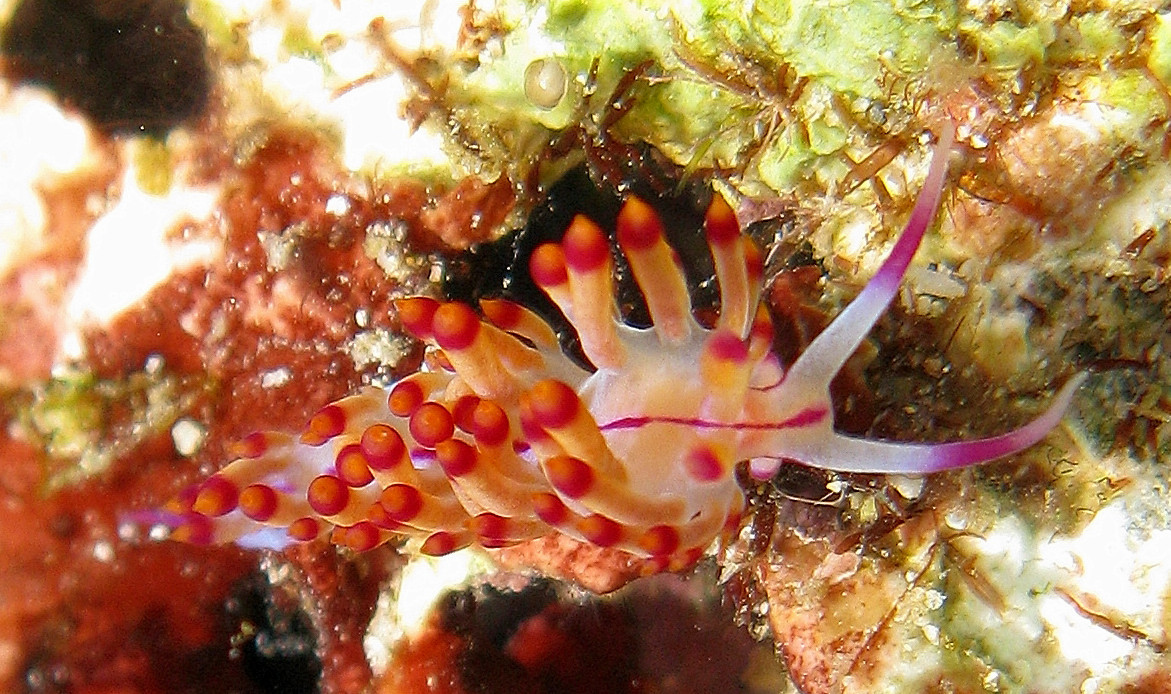
Flabellina rubrolineata

Non illustré : Cumanotus beaumonti, Flabellina baetica.

### Super-familleTritonioidea
Les dendronotacées (super-famille des Tritonioidea, unique super-famille du clade des Dendronotida) sont caractérisés par un velum oral, des paires d'appendices dorsaux fuselés et parfois branchus répartis surtout sur la marge du manteau, et en général des rhinophores rétractiles en forme de tube ou de coupe. Certaines espèces sont capables de nager par ondulation du manteau.

#### familleHancockiidae
Non illustré : Hancockia uncinata

#### familleLomanotidae

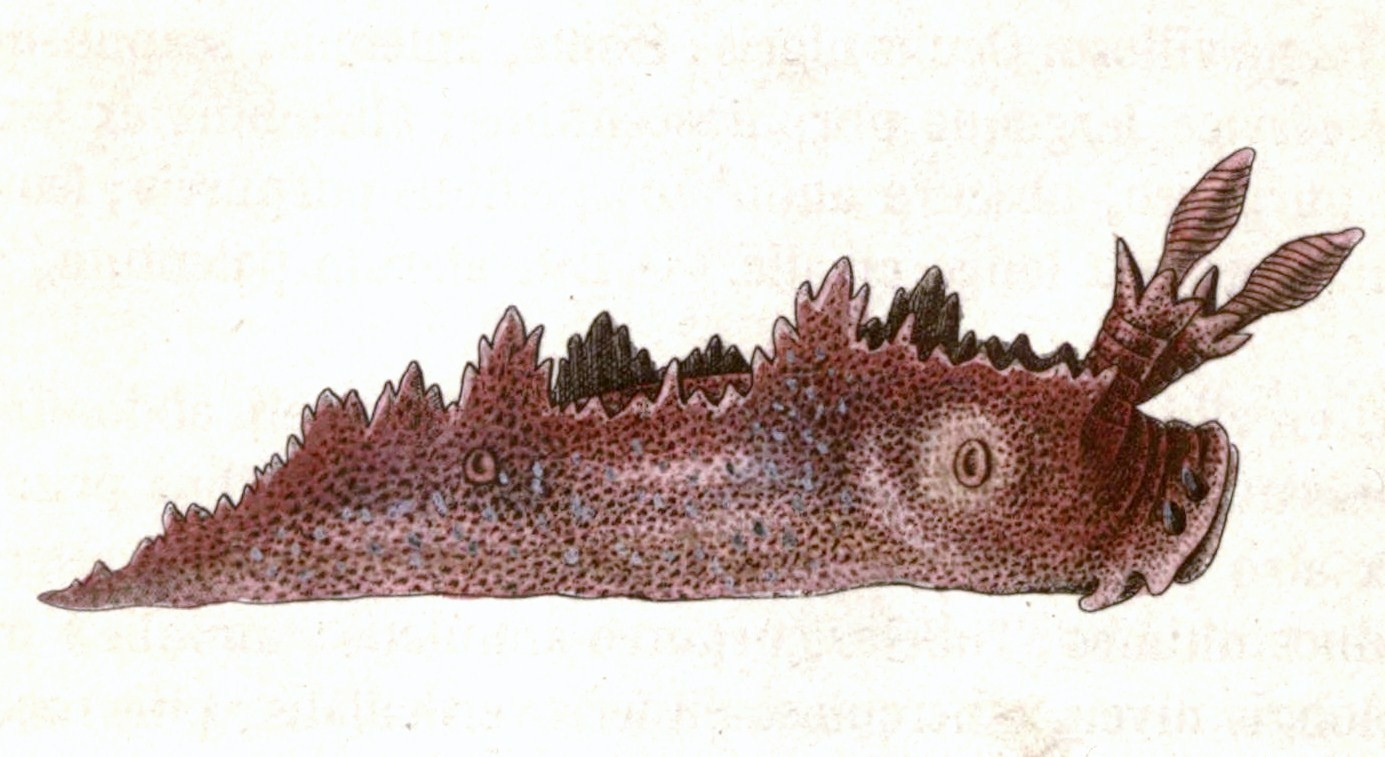
Lomanotus genei

#### familleScyllaeidae
Non illustré : Scyllaea pelagica

#### familleTethydidae

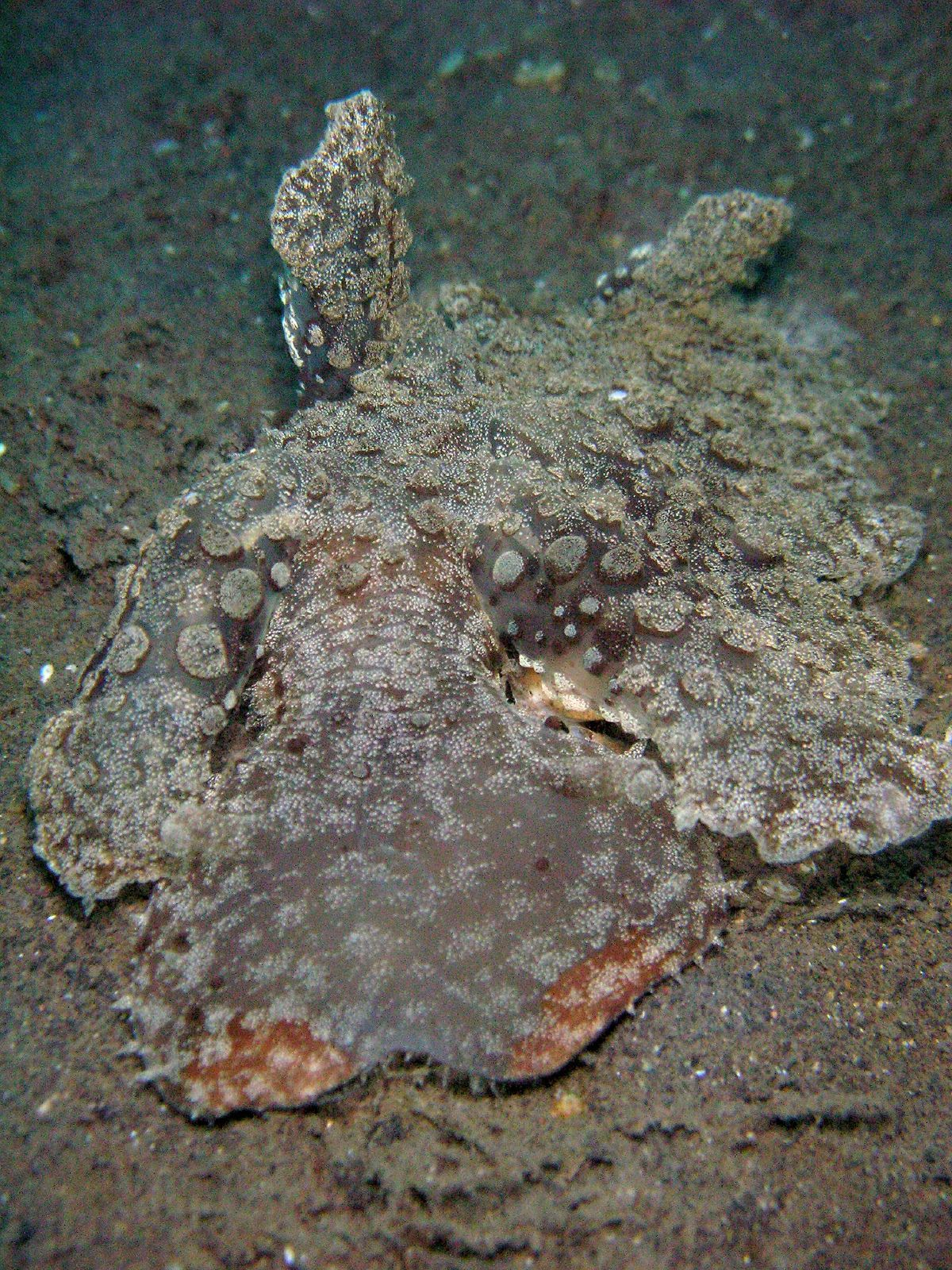
Melibe mirifica
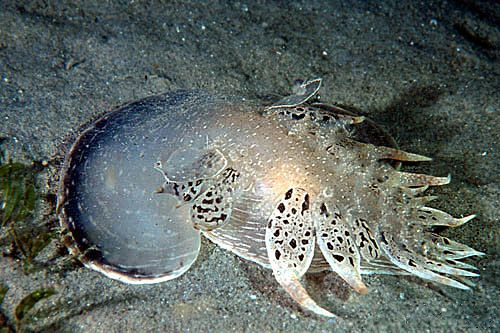
Tethys fimbria

#### familleTritoniidae

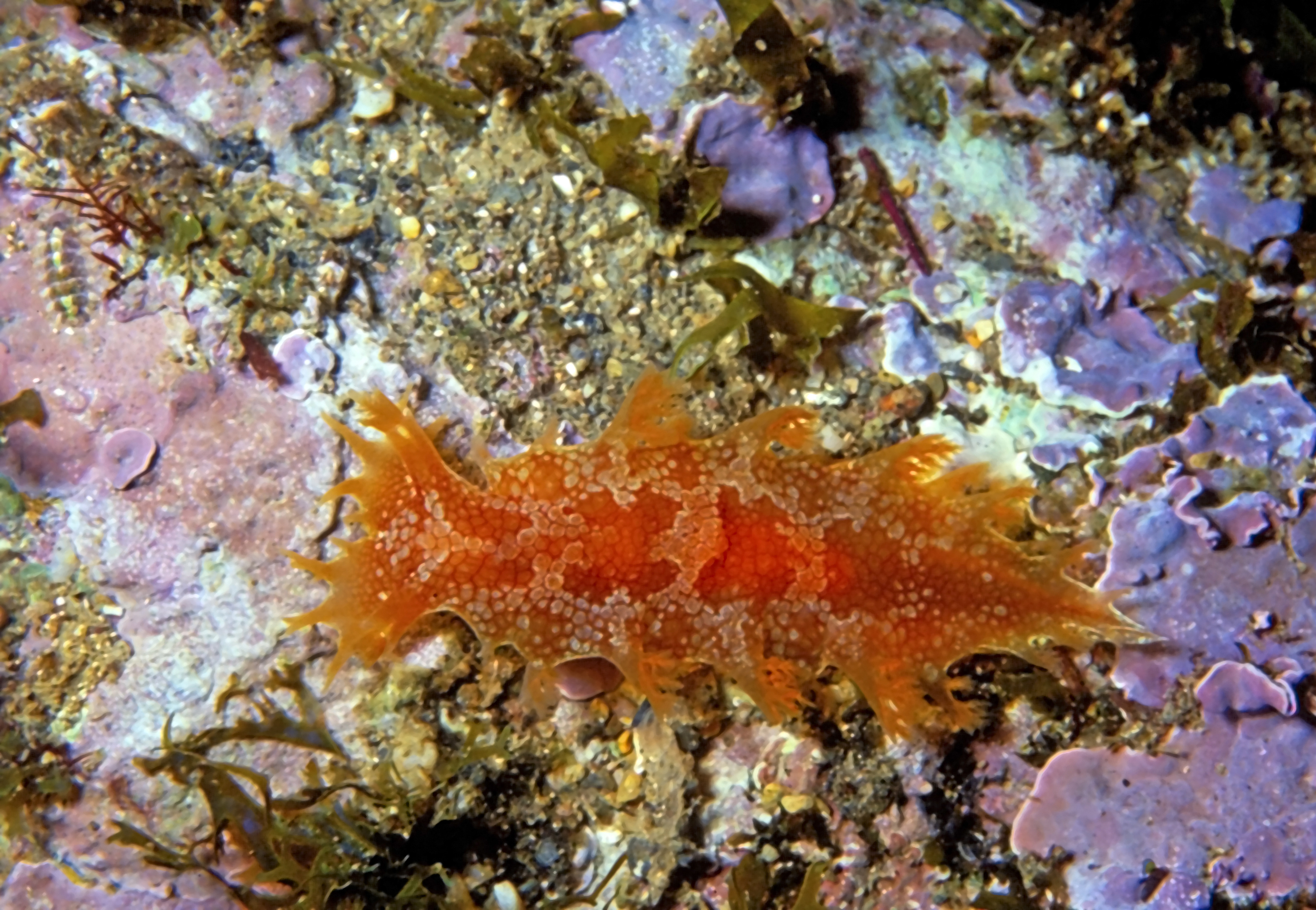
Marionia blainvillea
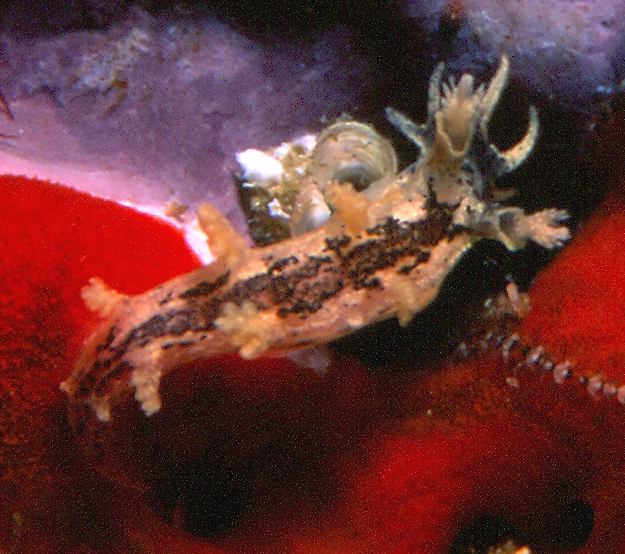
Tritonia manicata
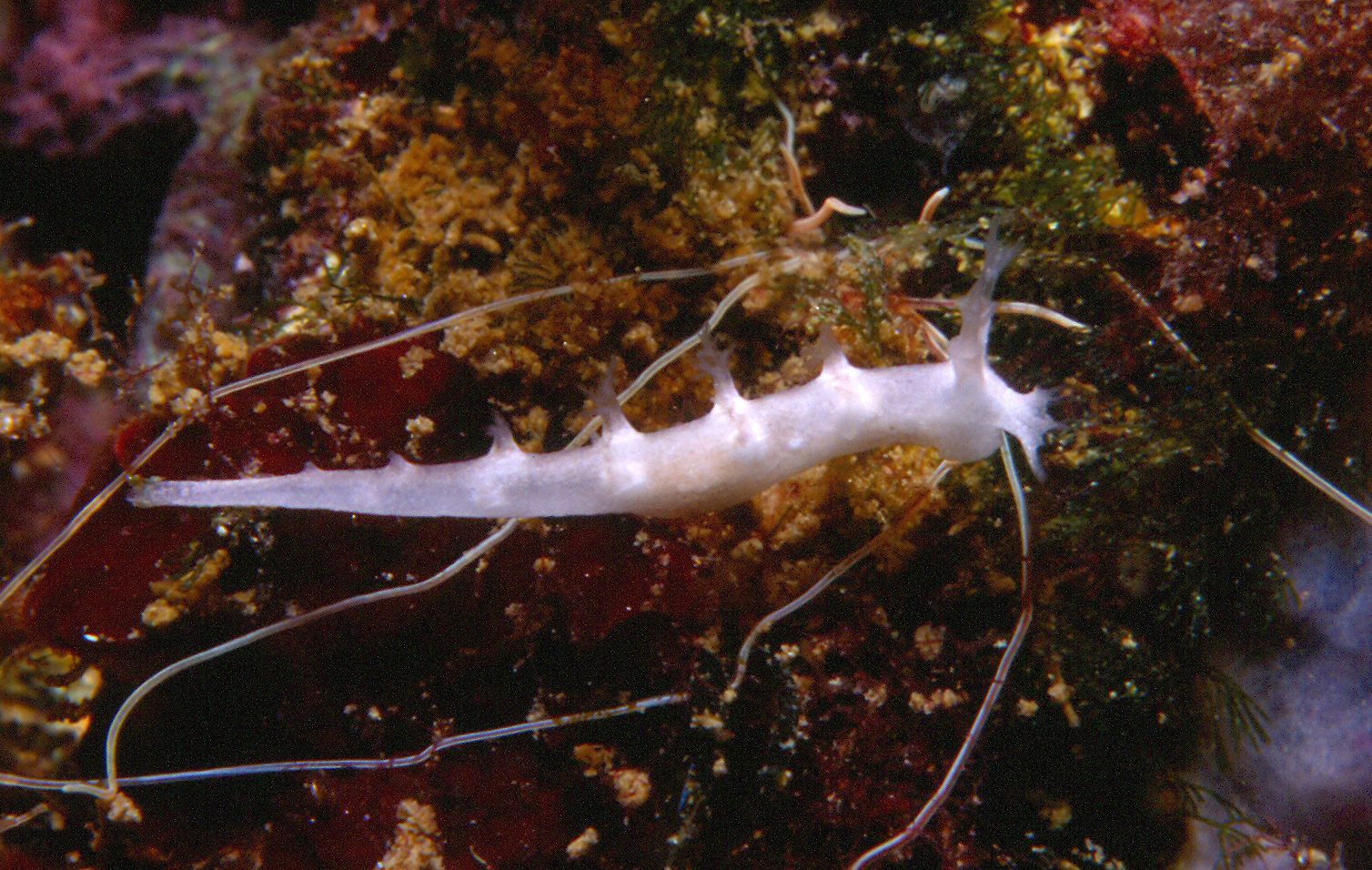
Tritonia nilsodhneri
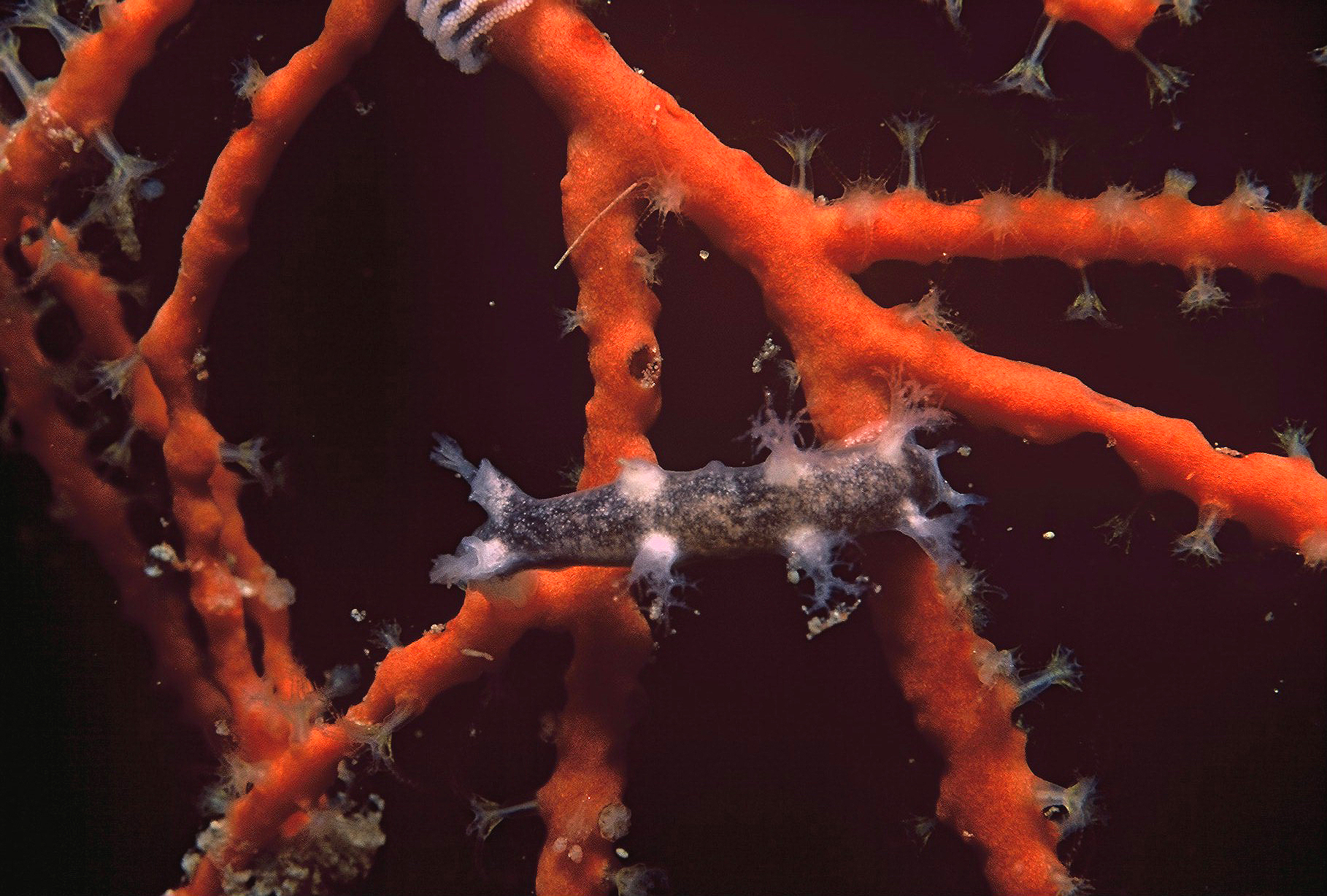
Tritonia plebeia
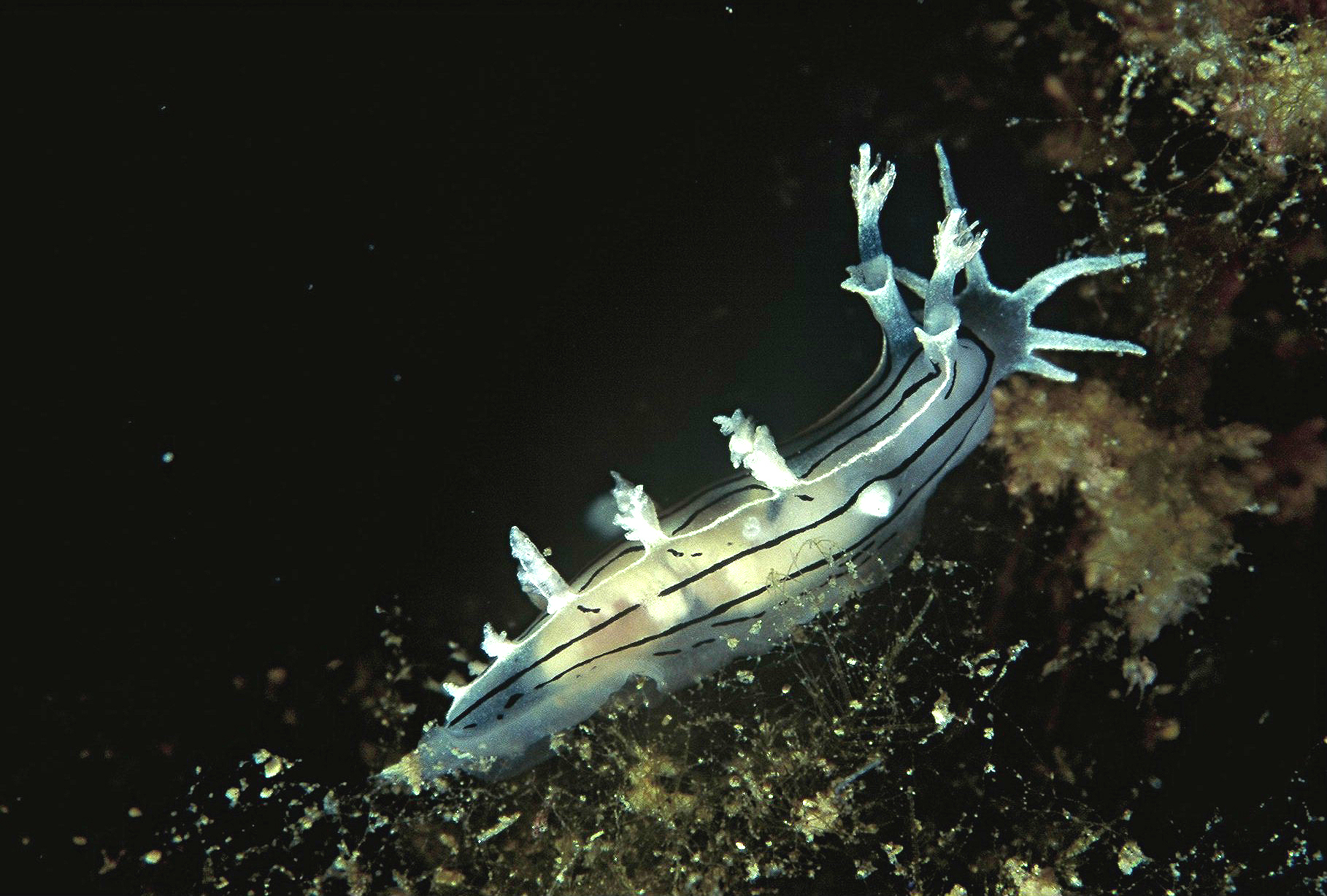
Tritonia striata

#### familleDotidae

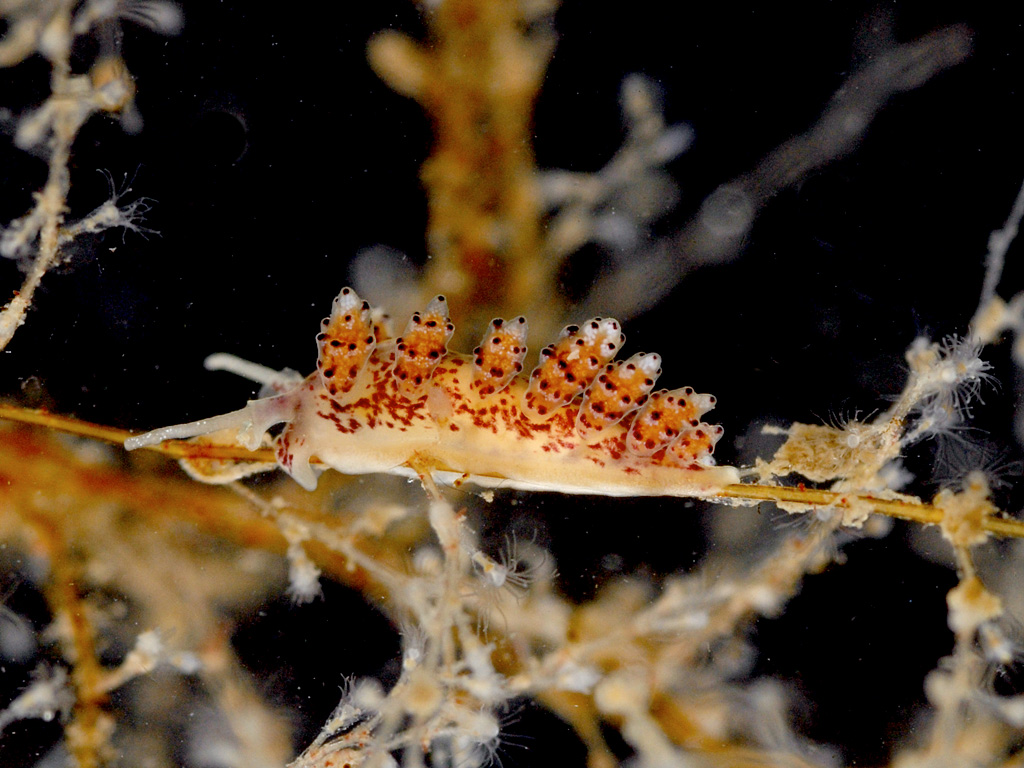
Doto coronata
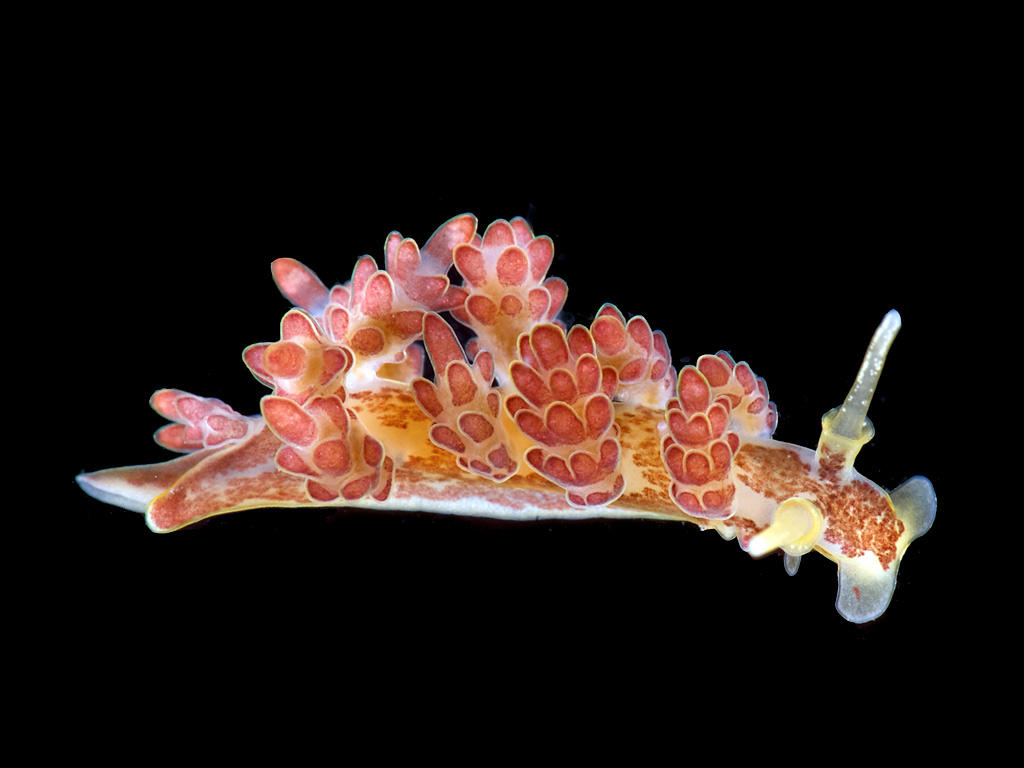
Doto floridicola

Non illustré : Doto koenneckeri.

#### familleMadrellidae
Non illustré : Madrella aurantiaca

#### familleProctonotidae

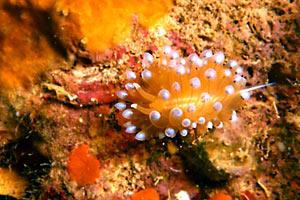
Janolus cristatus

Non illustré : Janolus hyalinus

### Super-familleArminoidea
Chez ce groupe du parvordre des Euarminida parfois appelés « nudibranches arminacées », la surface du manteau est ridée (avec ou sans appendices dorsaux), les rhinophores rétractiles et les branchies se trouvent sous le manteau dans sa partie antérieure. Ils sont aussi caractérisés par leur velum céphalique.

#### familleArminidae

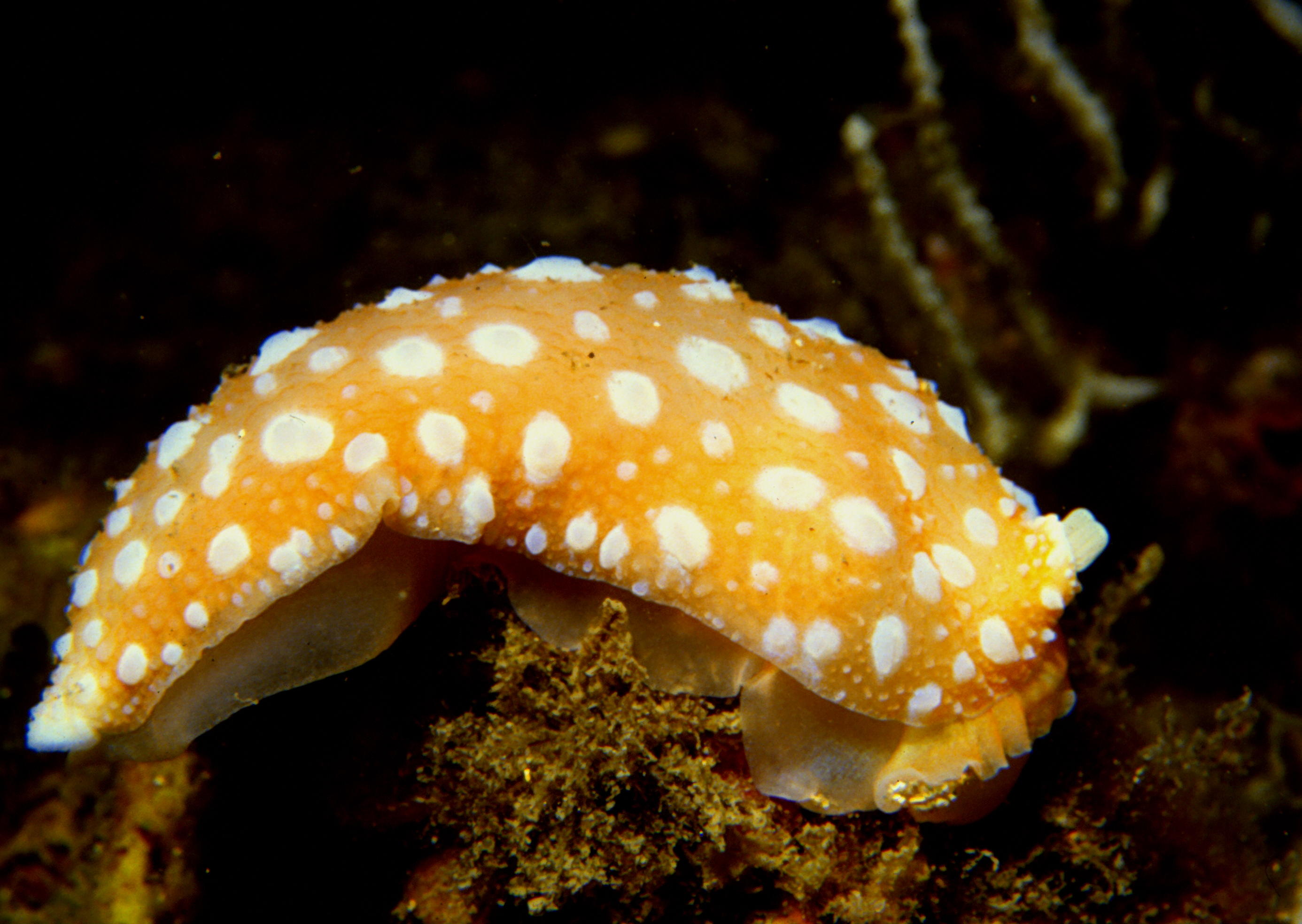
Armina maculata
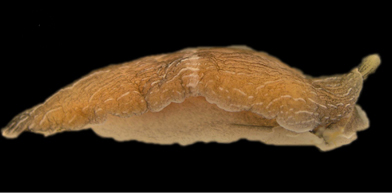
Armina neapolitana
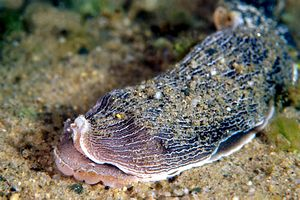
Armina tigrina

## Autres groupes de «limaces de mer» communes n'appartenant pas au clade des nudibranches
Parmi les « opisthobranches » (nom désormais désuet pour regrouper l'essentiel des « limaces de mer ») n'appartenant pas au groupe des nudibranches, on compte au moins, parmi les espèces courantes : 
- 11 sacoglosses
- 2 ombrelles
- 7 pleurobranches
- 6 aplysies (« lièvres de mer »)
- 10 céphalaspides[8].

Les images ci-après présentent des animaux rampants dépourvus de coquille apparente, mais qui ne font pas partie du groupe des nudibranches (voir introduction).

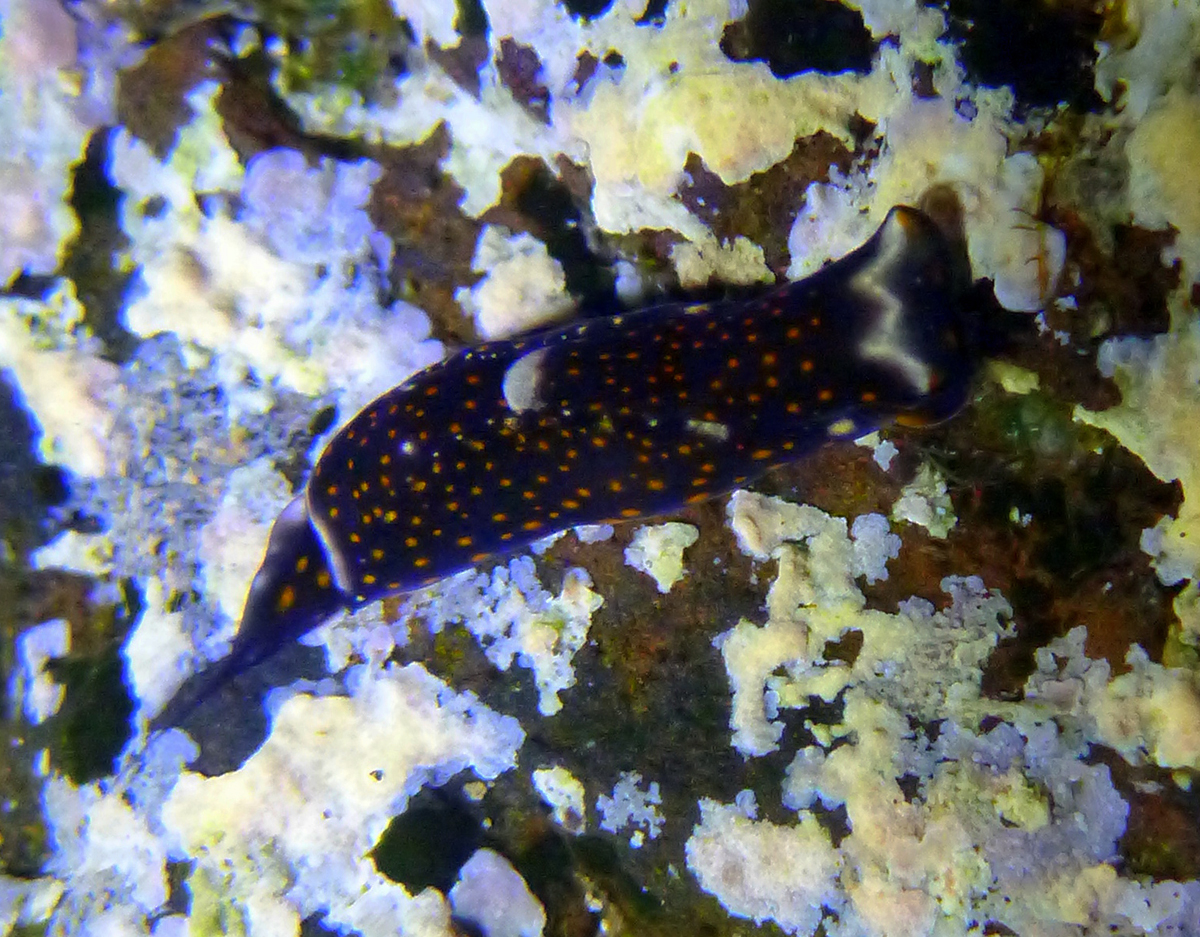
Chelidonura fulvipunctata, un aglajide (ordre des Cephalaspidea)
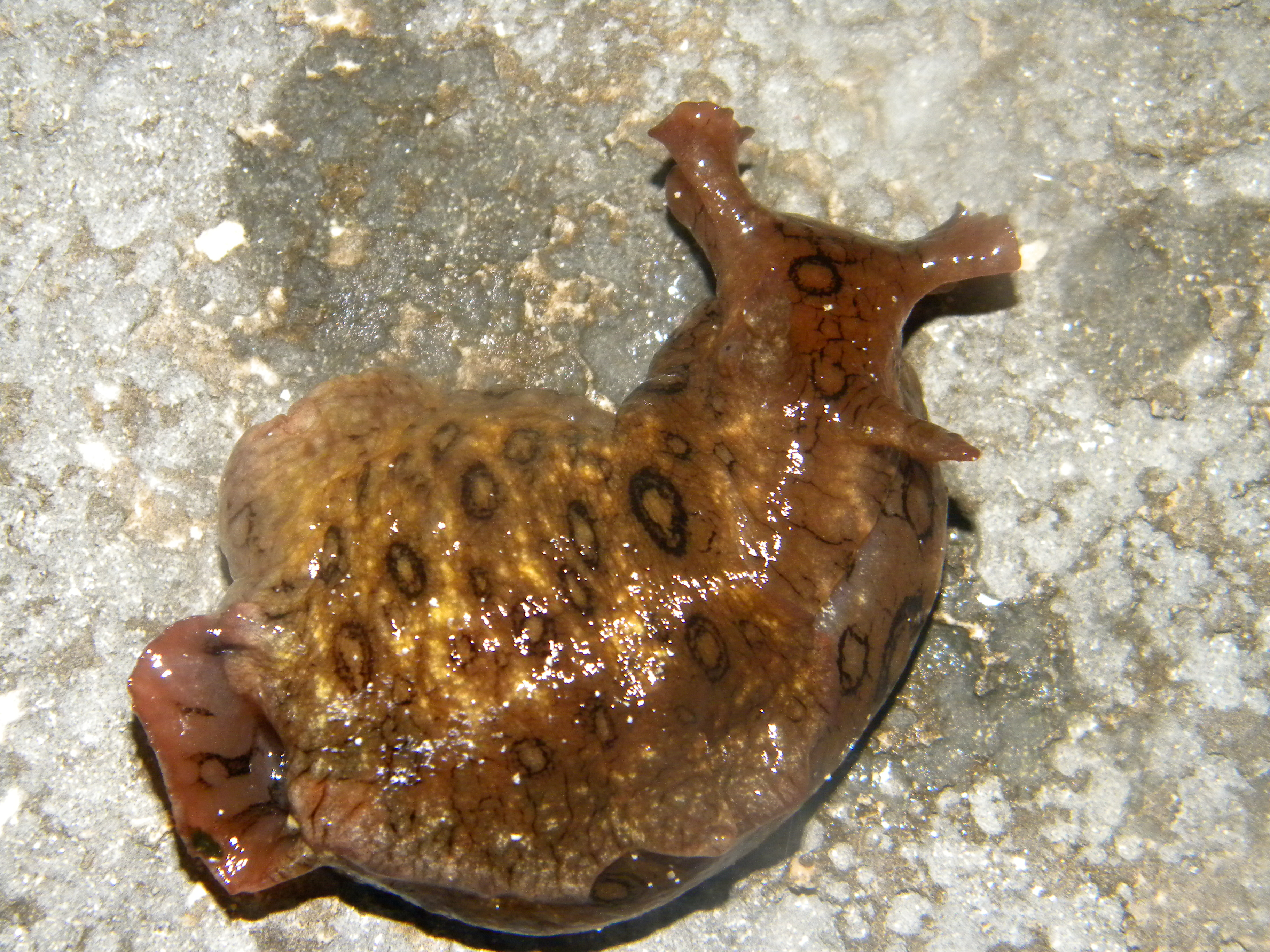
Aplysia dactylomela, une aplysie (ordre des Anaspidea)
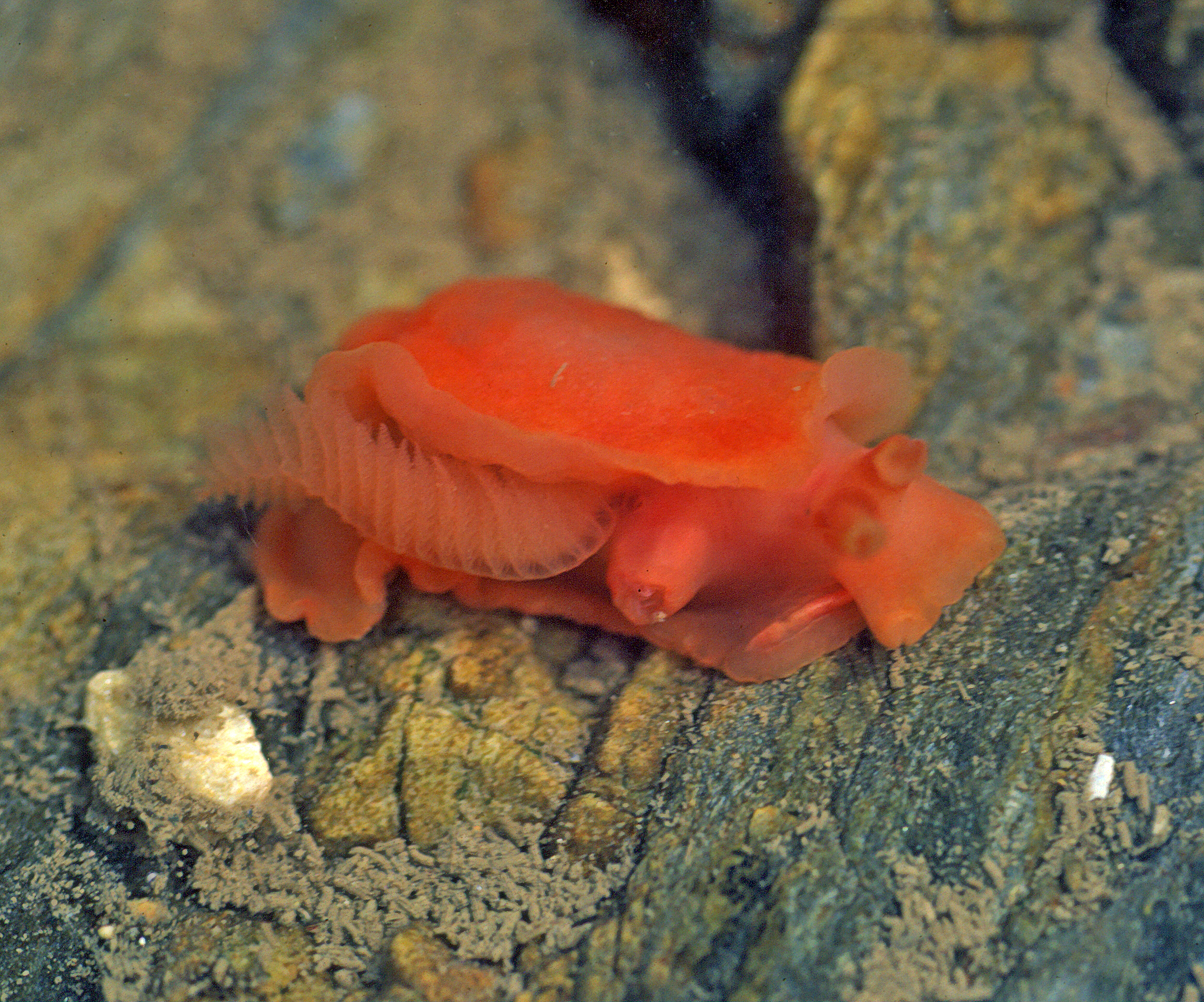
Berthella aurantiaca, un pleurobranche (ordre des Pleurobranchomorpha)
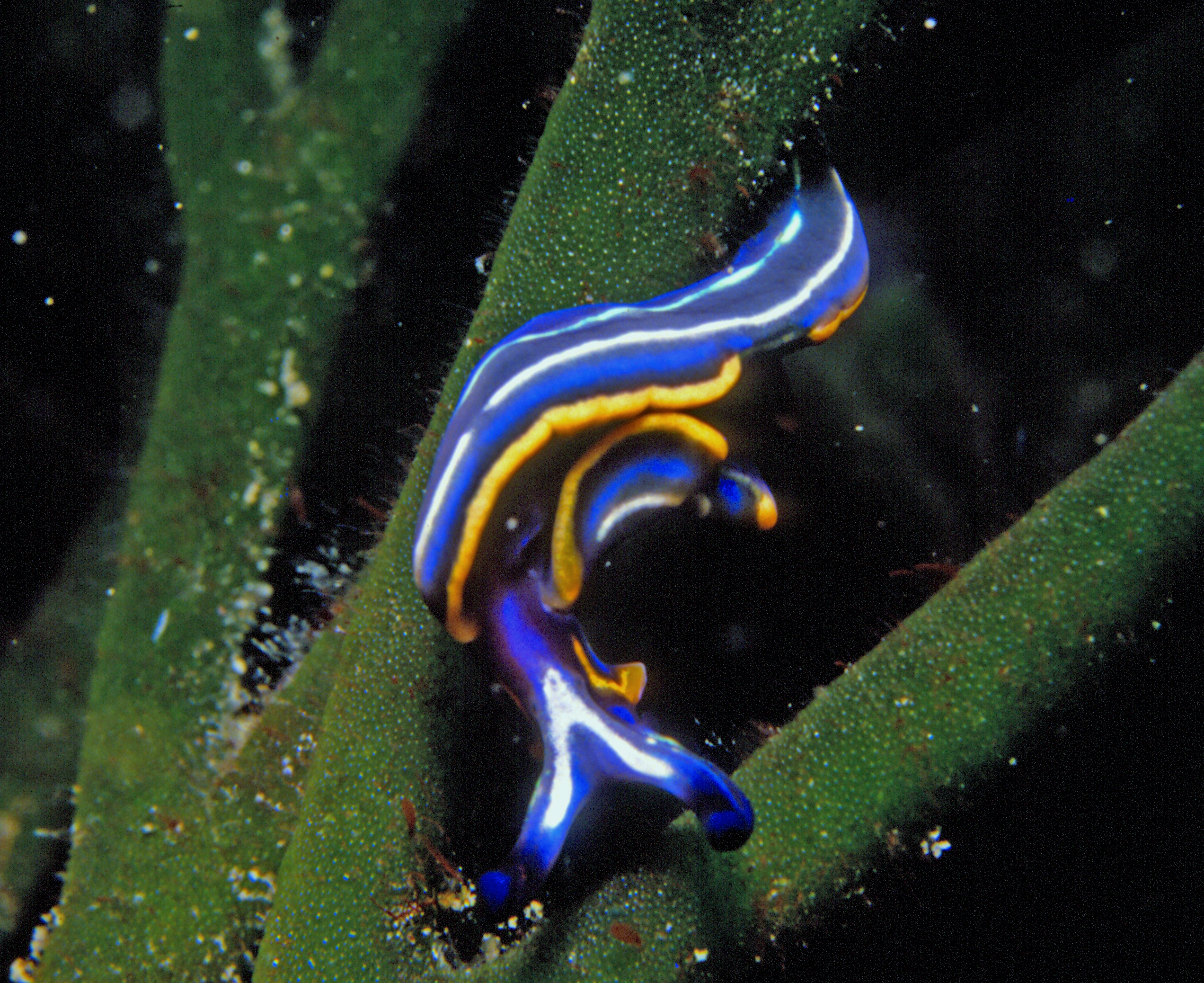
Thuridilla hopei, un placobranche (ordre des Sacoglossa)
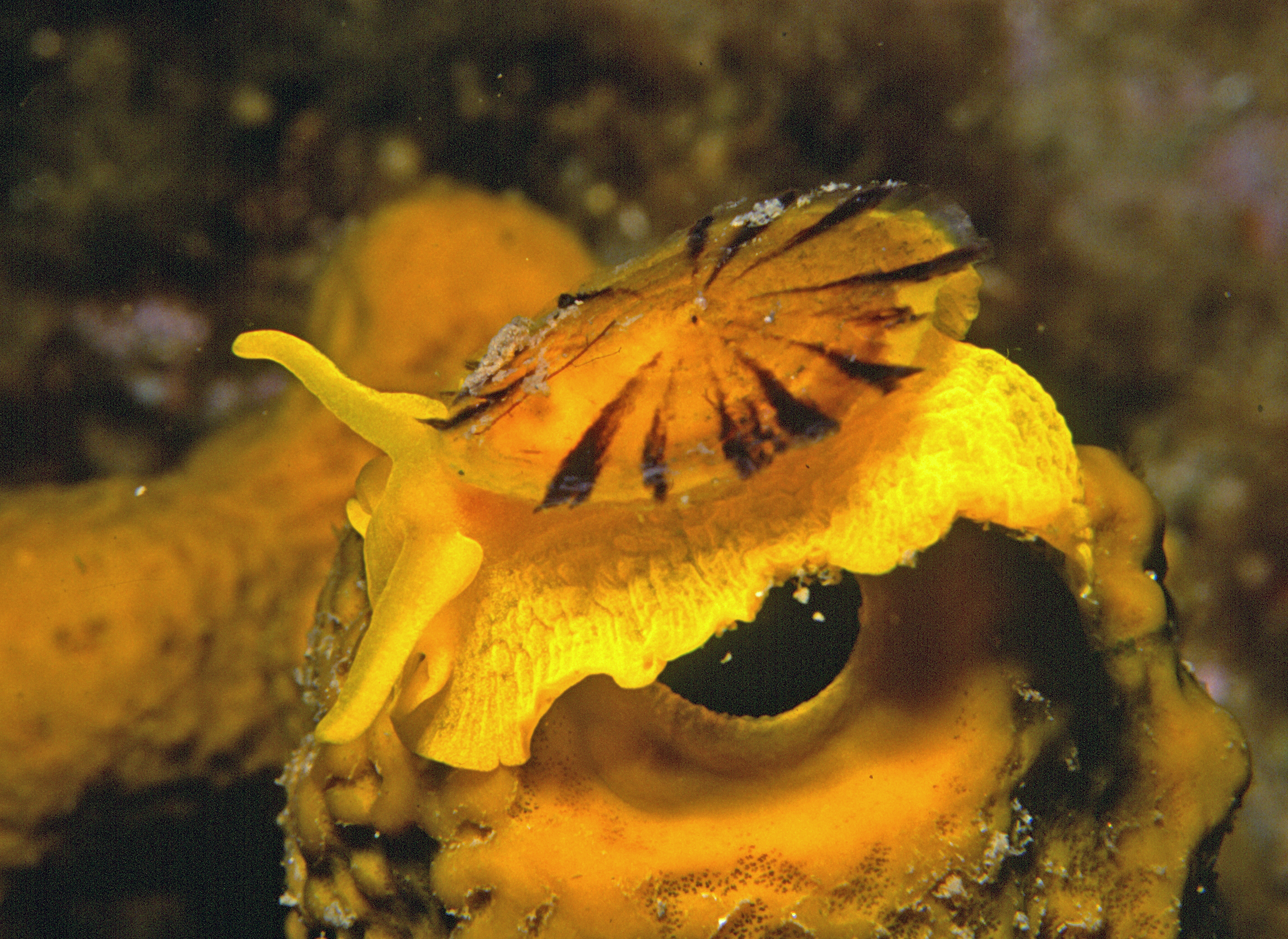
Tylodina perversa, une ombrelle (ordre des Umbraculida). Les ombrelles sont pourvues d'une coquille très simple en plaque.
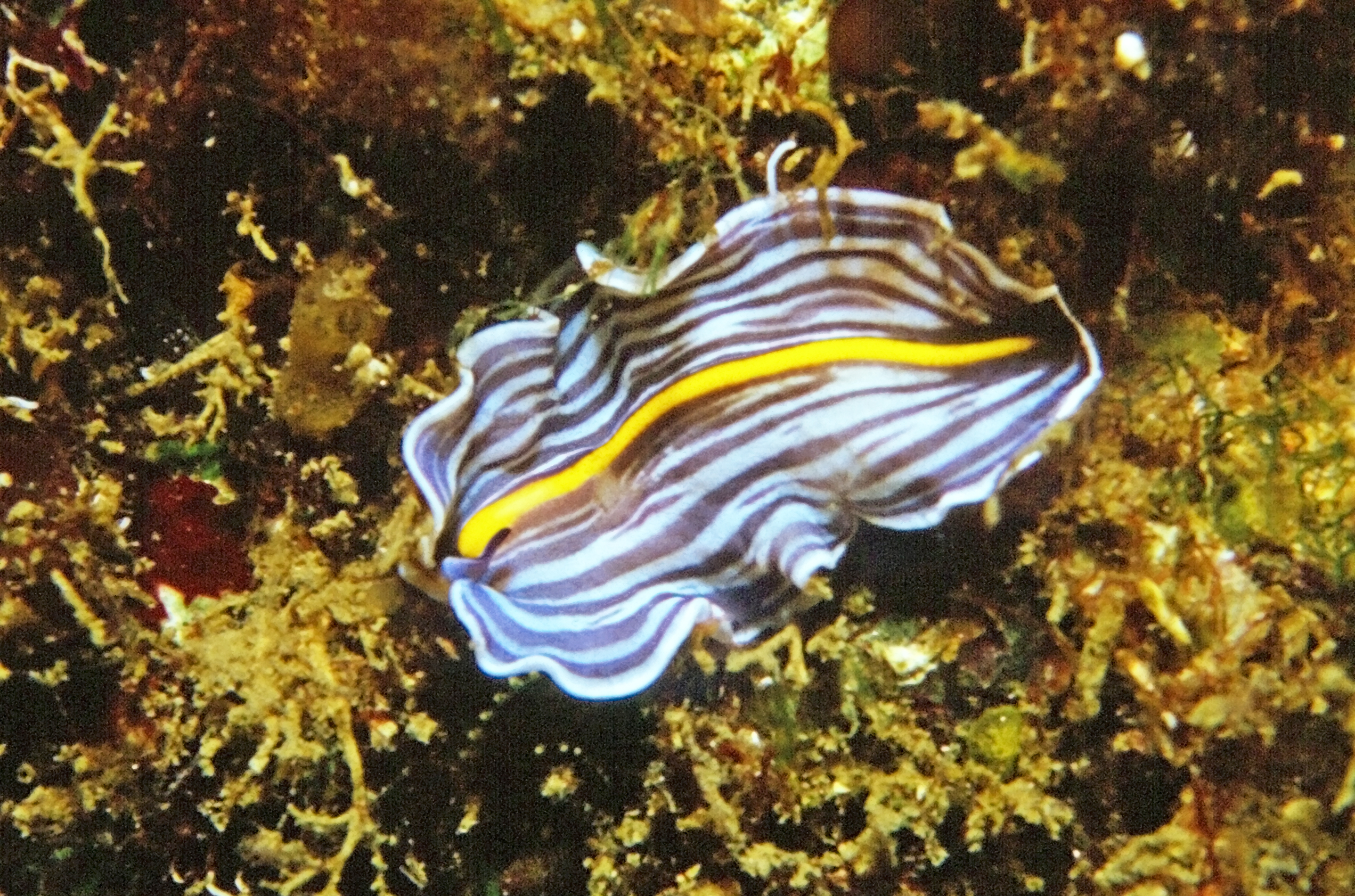
Prostheceraeus giesbrechtii, un planaire (embranchement des Plathelminthes ou « vers plats » : ces animaux ne sont donc pas des mollusques et ne devraient pas être appelés « limaces »).

### Sources

#### Ressources en ligne sur les nudibranches de Méditerranée
- (en) « Sea Slugs Mediterranean Sea », sur medslugs.de.
- « Les nudibranches », sur blog.cpi-plongee.fr.
- « Les nudibranches de Méditerranée », sur webplongee.com.
- « Nudibranches de Méditerranée », sur calanquesprovence.com.
- (es) « Opistobranquios », sur Mare Nostrum.

#### Sites généralistes de référence en identification d'espèces marines
- « Nudibranches et planaires du sud-ouest de l’océan Indien », sur SeaSlugs.free.fr, administré par Philibert Bidgrain.
- (en) « Sea Slug Forum », sur seaslugforum.net.
- « Données d'observations pour la reconnaissance et l'identification de la faune et de la flore subaquatiques », sur DORIS, site partenaire du MNHN géré par la CNEBS de la FFESSM.
- « Sous Les Mers », sur souslesmers.fr, administré par François Cornu.
- (en) « Marine Species Identification Portal », sur species-identification.org.

#### Bases de données taxinomiques
- (en) « World Register of Marine Species », sur World Register of Marine Species.
- (en) « Système d'information taxonomique intégré », sur ITIS.
- (en) « Sea Life Base », sur Sealifebase.org.